# Крушение «Титаника»
Крушение лайнера «Титаник» произошло в ночь на 15 апреля 1912 года из-за столкновения с айсбергом в ледяных водах Северной Атлантики. Трагедия унесла жизни от 1495 до 1640 человек из 2208—2225 людей на борту. Всего 712 человек было эвакуировано. Крушение произошло на 5 день плавания во время первого рейса парохода, следовавшего по маршруту Саутгемптон—Шербур—Квинстаун—Нью-Йорк более чем в 600 км к юго-востоку от канадского острова Ньюфаундленд. Неформально является самой знаменитой катастрофой XX века.
Основная часть людей погибла от переохлаждения, поскольку температура океанской воды составляла −2 °С (порог замерзания при солёности 35 ‰). Спустя полтора часа после полного погружения «Титаника» на место трагедии прибыл пароход «Карпатия» и подобрал выживших в шлюпках.
Это событие стало крупнейшей морской катастрофой мирного времени на следующие 75 лет — до 20 декабря 1987 года, когда потерпел крушение филиппинский паром «Донья Пас», унёсший жизни более 4000 человек.
Малое число спасшихся обусловлено неудовлетворительной подготовкой к эвакуации, отвечавшей при этом нормам своего времени, главным образом — недостаточной суммарной пассажировместимостью спасательных шлюпок на борту судна. Корабль затонул за 2 часа и 40 минут, однако суда, откликнувшиеся на сигналы бедствия, находились слишком далеко и не успели прийти на помощь.
В день перед крушением, 14 апреля «Титаник» получил 6 ледовых предупреждений от различных судов, пересекавших Северную Атлантику, но, несмотря на это, лайнер продолжал идти почти на предельной скорости 22,5 узла (41,67 км/ч). Высокая скорость в водах, занятых дрейфующими льдами, в то время являлась привычной практикой. Расчёт делался на то, что вперёдсмотрящие, находящиеся на марсовой площадке, смогут издалека заметить препятствие и лайнер безопасно изменит курс. Когда прямо по курсу была замечена ледяная гора, несмотря на усилия команды, «Титанику» не удалось быстро изменить курс. Правый борт лайнера задел подводную часть айсберга. Судно получило несколько небольших по площади пробоин ниже ватерлинии на протяжённости в 90 м. Трюм «Титаника» разделялся на 16 отсеков, из которых первые 5 оказались пробиты, и судно начало медленно уходить под воду.
После полуночи капитан Эдвард Смит отдал приказы начинать эвакуацию, передавать в радиоэфир сигналы бедствия и пускать сигнальные ракеты для привлечения внимания ближайших судов. Эвакуация была организована плохо, команда лайнера оказалась не подготовлена к чрезвычайной ситуации. Спасательные шлюпки спускались на воду полупустыми, хотя мест в них едва хватало для половины людей, находившихся на борту.
Крушение вызвало широкий общественный резонанс. После гибели судна в 1914 году была принята Международная конвенция по охране человеческой жизни на море.

## Предвиденье подобных событий
22 марта 1886 года британский журналист Уильям Томас Стед, впоследствии погибший на «Титанике», опубликовал статью «Как почтовый пароход затонул в Средней Атлантике — от выжившего», в которой повествуется, как почтовое судно тонет, столкнувшись с другим судном. Из 900 человек на борту шлюпок хватает лишь на 400. Авторское примечание:

Именно это может произойти и произойдёт, если лайнеры будут выходить в море с недостатком шлюпок.Оригинальный текст (англ.)This is exactly what might take place and will take place if liners are sent to sea short of boats.
А в 1898 году, за 14 лет до катастрофы, американский писатель-фантаст Морган Робертсон опубликовал повесть «Тщетность», которая в 1912 году (после реального крушения) была переиздана с небольшими изменениями под названием «Тщетность, или крушение Титана». В повести описывается корабль «Титан», который считался «непотопляемым» и по многим параметрам походил на «Титаник»: он имел три гребных винта, две мачты, 19 водонепроницаемых отсеков («Титаник» — 16), составлял 243,8 метра (800 футов) в длину («Титаник» — 268,8 метра (882 фута)), мог развивать скорость до 25 узлов («Титаник» — 23 узла) и взять на борт 3000 человек («Титаник» — 2556 пассажиров и 908 членов экипажа), хотя нёс всего 24 шлюпки — «минимальное количество, предписанное законом». По сюжету, в третьем плавании, проходившем в апреле, «Титан», шедший на предельной скорости, около полуночи столкнулся с айсбергом, в результате чего получил сильные повреждения правого борта и затонул. Большинство людей, находившихся на борту, погибли.

## Погибшее судно

### Досье
Восьмипалубный пароход «Титаник» строился в течение трёх лет на верфи «Харленд энд Вулф» в Белфасте. Спуск судна на воду состоялся 31 мая 1911 года. «Титаник» был вторым лайнером класса «Олимпик». Тем не менее он несколько отличался от своего «близнеца», в его конструкции был устранён ряд недостатков, выявленных в ходе эксплуатации «Олимпика». Руководил проектом ирландский судостроитель Томас Эндрюс. Строительство лайнера обошлось приблизительно в 3 млн фунтов стерлингов или 7,5 млн долларов США (187,5 млн дол. по курсу 2013 года). Лайнер принадлежал британской судоходной компании «Уайт Стар Лайн».
На момент спуска на воду и ввода в эксплуатацию «Титаник» был самым большим судном в мире. Его длина составляла 269 м, ширина — 30 м, осадка — 10,5 м, водоизмещение — 52 310 т (что превышало водоизмещение парохода-близнеца «Олимпик» на 243 т). В движение лайнер приводили две группы четырёхцилиндровых паровых машин и паровая турбина. Пар для турбины, паровых машин, генераторов и вспомогательных механизмов производили 29 котлов. Вся силовая установка судна обладала мощностью 55 тыс. л.с., для её работы требовалось 610 т угля в день. Лайнер мог развивать скорость до 23 узлов (42 км/ч). Движителями на «Титанике» служили три гребных винта. Диаметр центрального четырёхлопастного винта составлял 5,2 м, а двух крайних трёхлопастных — 7,2 м. На полном ходу наружные винты совершали до 80 об/мин, а центральный до 180 об/мин. Над верхней палубой возвышались четыре громадные трубы диаметром 7,3 м и высотой 19 м. Беспроводной телеграф и другое радиооборудование на лайнер поставила компания «Маркони К°».
В зависимости от стоимости купленного билета пассажиры делились на три класса. К услугам пассажиров первого класса были предоставлены бассейн, гимнастический зал, турецкая баня, корт для игры в сквош, электрованна (прототип солярия) и отделение для собак. На борту судна имелись кафе и роскошно обставленные обеденный и курительный салоны. По уровню сервиса в третьем классе «Титаник» значительно превосходил большинство трансатлантических пароходов. В каютах было чисто, светло и тепло, в обеденном зале предлагалось простое, но полноценное и качественное питание, имелись просторные прогулочные палубы. Все помещения и прогулочные палубы лайнера были разделены по классам, и пассажирам одного класса запрещалось проходить на участок другого.

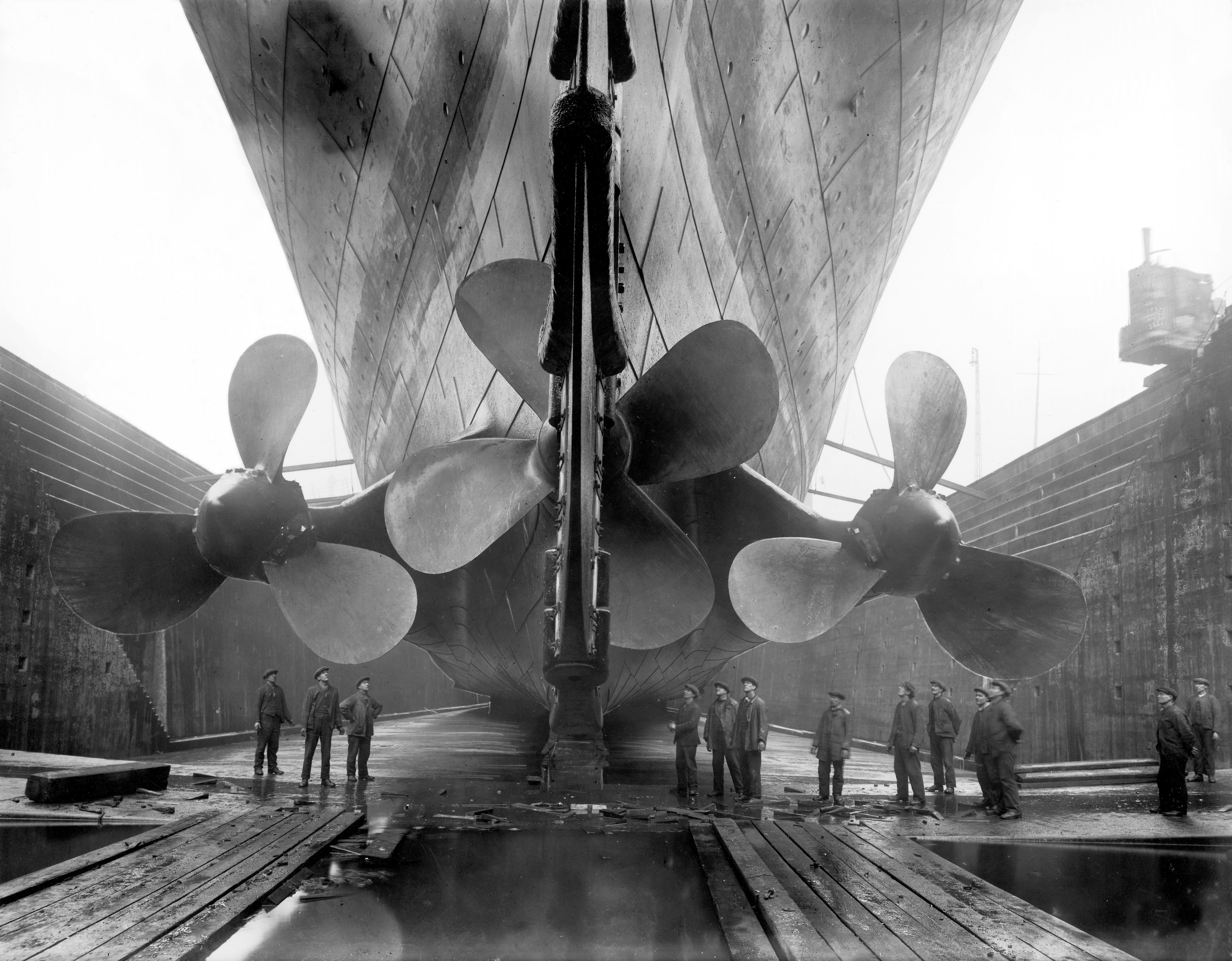
Гребные винты «Олимпика», идентичные движителям «Титаника»
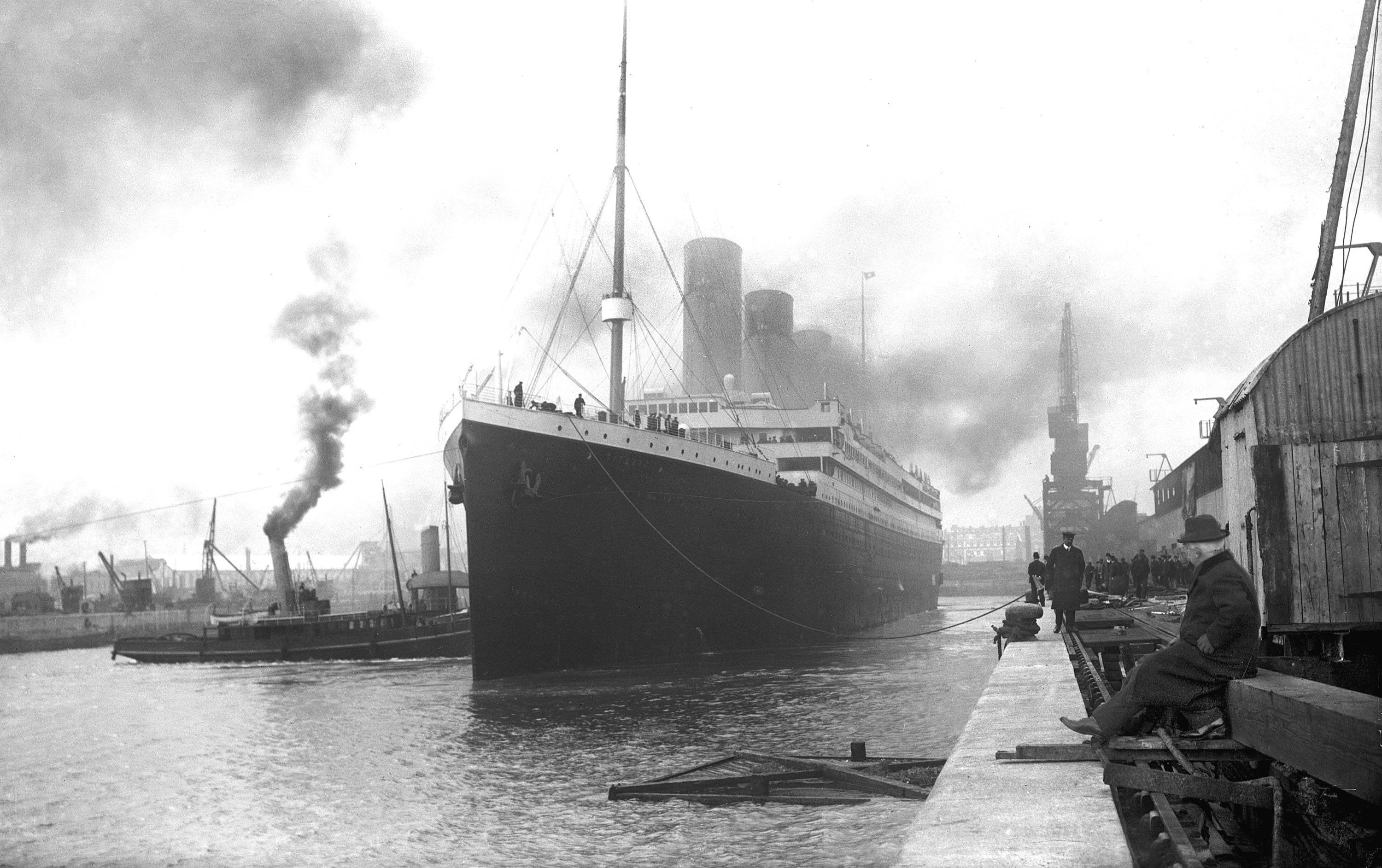
«Титаник» в порту Саутгемптона перед отправлением в трагическое плавание, 10 апреля 1912 г.
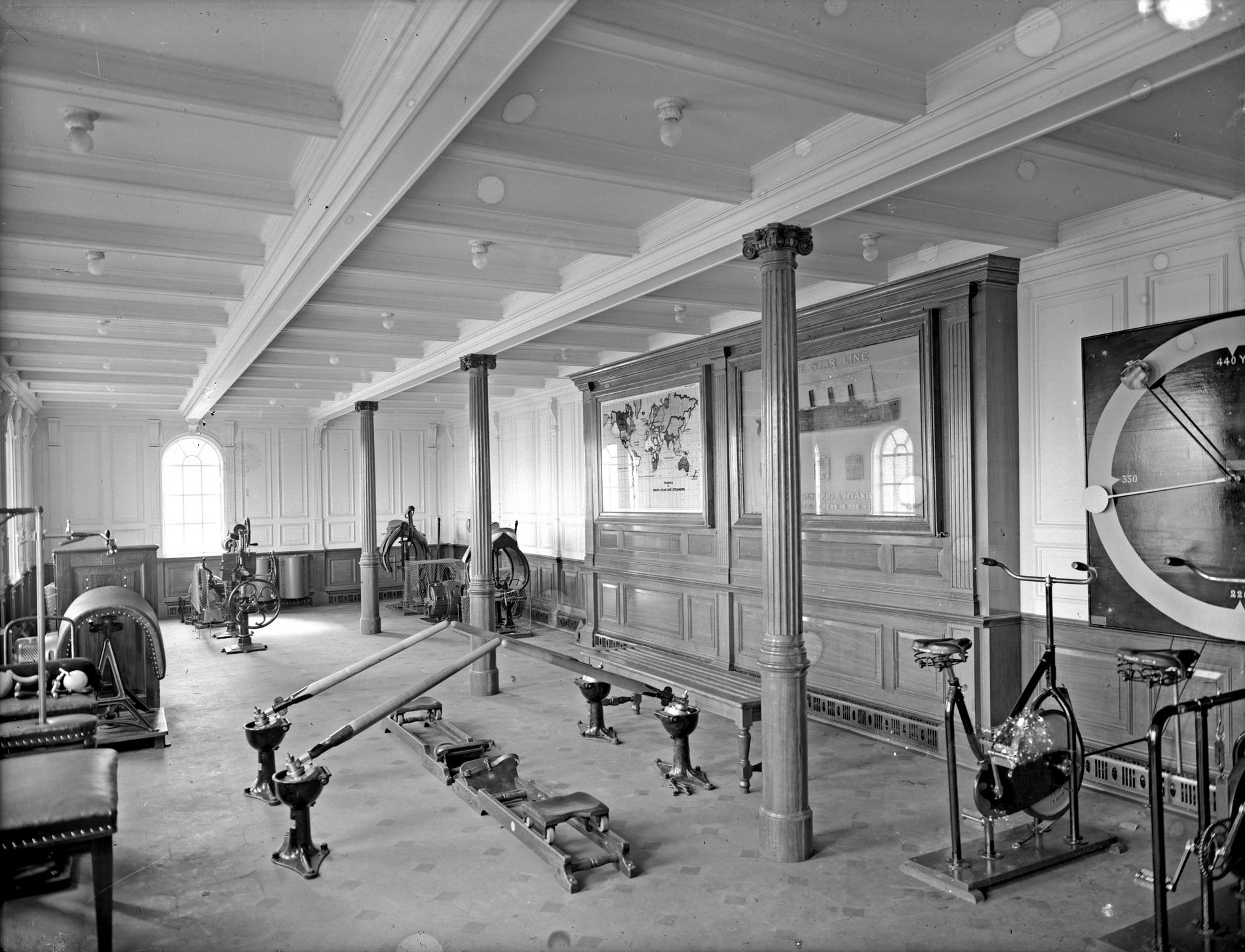
Гимнастический зал «Титаника»
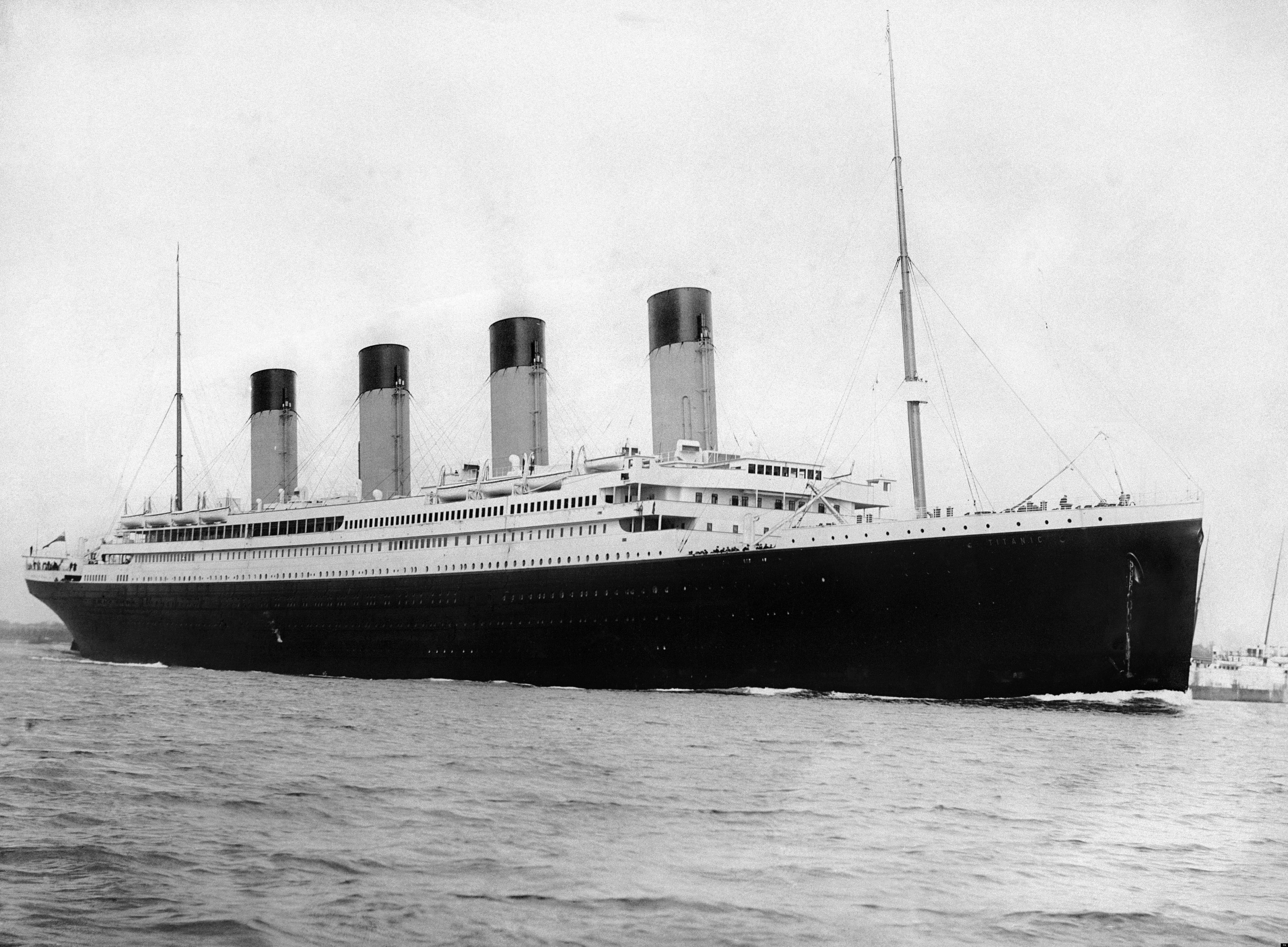
«Титаник» выходит из Саутгемптона

### Надёжность конструкции
Прочность судна обеспечивал корпус из стальных листов, скреплённых металлическими заклёпками. В центральной части судна детали были автоматически скреплены тремя рядами болтов из высокоуглеродистой стали. Но в носовой и кормовой частях, где крепежи пришлось устанавливать вручную (по техническим причинам), для упрощения процесса сборки они скреплялись двумя рядами заклёпок из кованого железа и только один ряд стальных. Кованое железо обладает меньшим запасом прочности, чем сталь и для компенсации этой разницы в железо добавляли шлак. В ходе расследования было выяснено, что на изготовление заклёпок «Харленд энд Вулф» закупала железо недостаточно высокого качества — в его структуре оказалось слишком большое количество шлаковых включений, образовавших внутри микротрещины, что и обусловило разрушение крепежей и образование пробоины.
На случай течи была предусмотрена возможность экстренного опускания герметичных переборок, разделявших низ корабля на 16 водонепроницаемых отсеков. «Титаник» мог оставаться на воде при затоплении до 2 любых отсеков или до 4 крайних. Но при затоплении большего числа отсеков система не могла остановить течь — отсеки не были перекрыты сверху, поэтому в этом случае осадка и дифферент возрастали настолько, что вода поднималась над килем выше верхнего уровня переборок и переливалась поверх них в следующие отсеки. Возможность контрзатопления отсутствовала. Также лайнер был оборудован горизонтальным двойным дном, располагавшимся в 160 см над килем и занимавшее 9/10 длины судна, обнажая лишь небольшие участки в носовой части и кормы.

## Подготовленность к чрезвычайным ситуациям

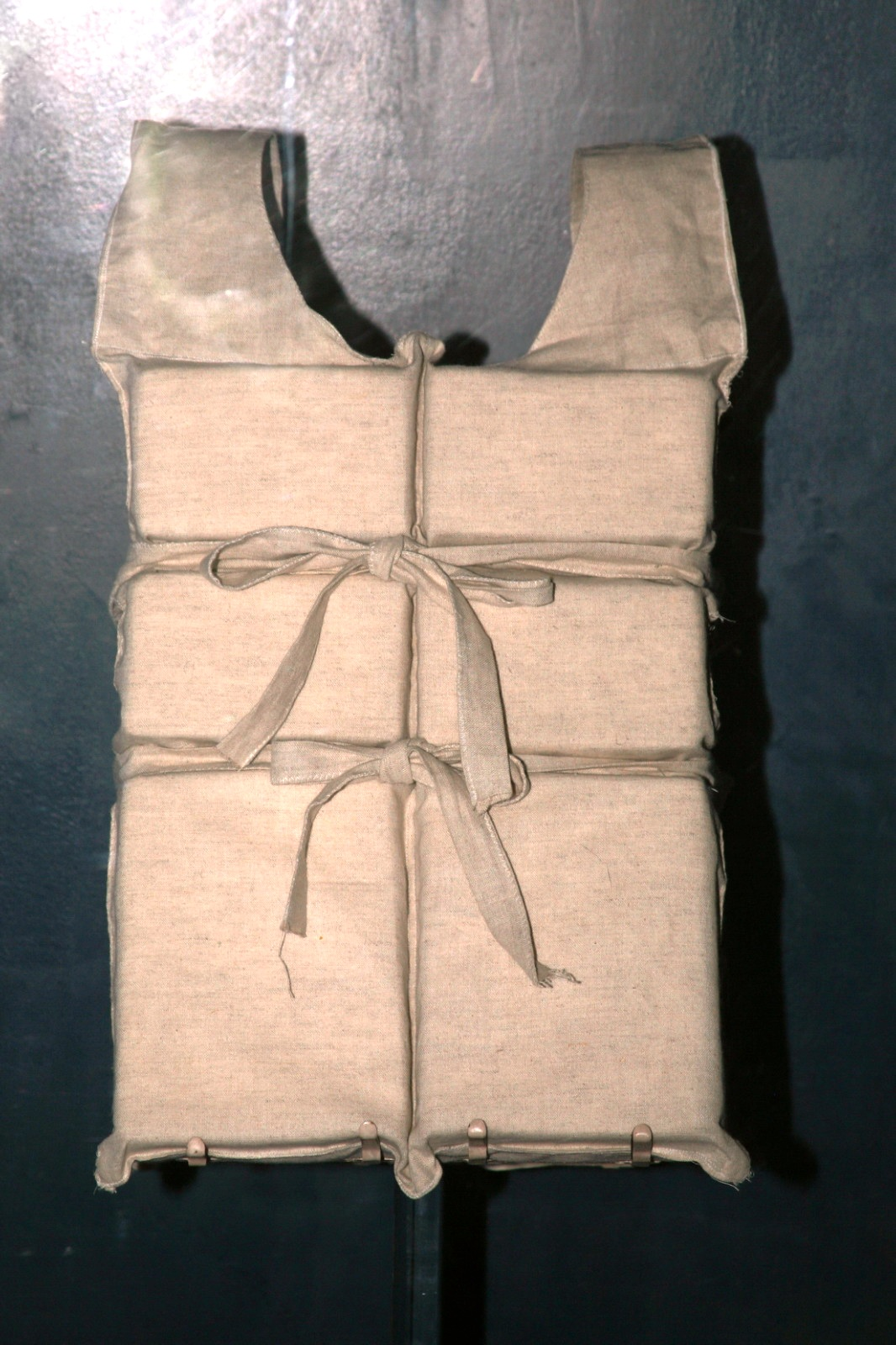
Спасательный жилет, идентичный использовавшимся на «Титанике»

В отличие от шлюпок, спасательными жилетами «Титаник» был оснащён в полном объёме. На его борту имелось 3560 жилетов с наполнителем из пробки, а также 49 спасательных кругов.

### Спасательные шлюпки

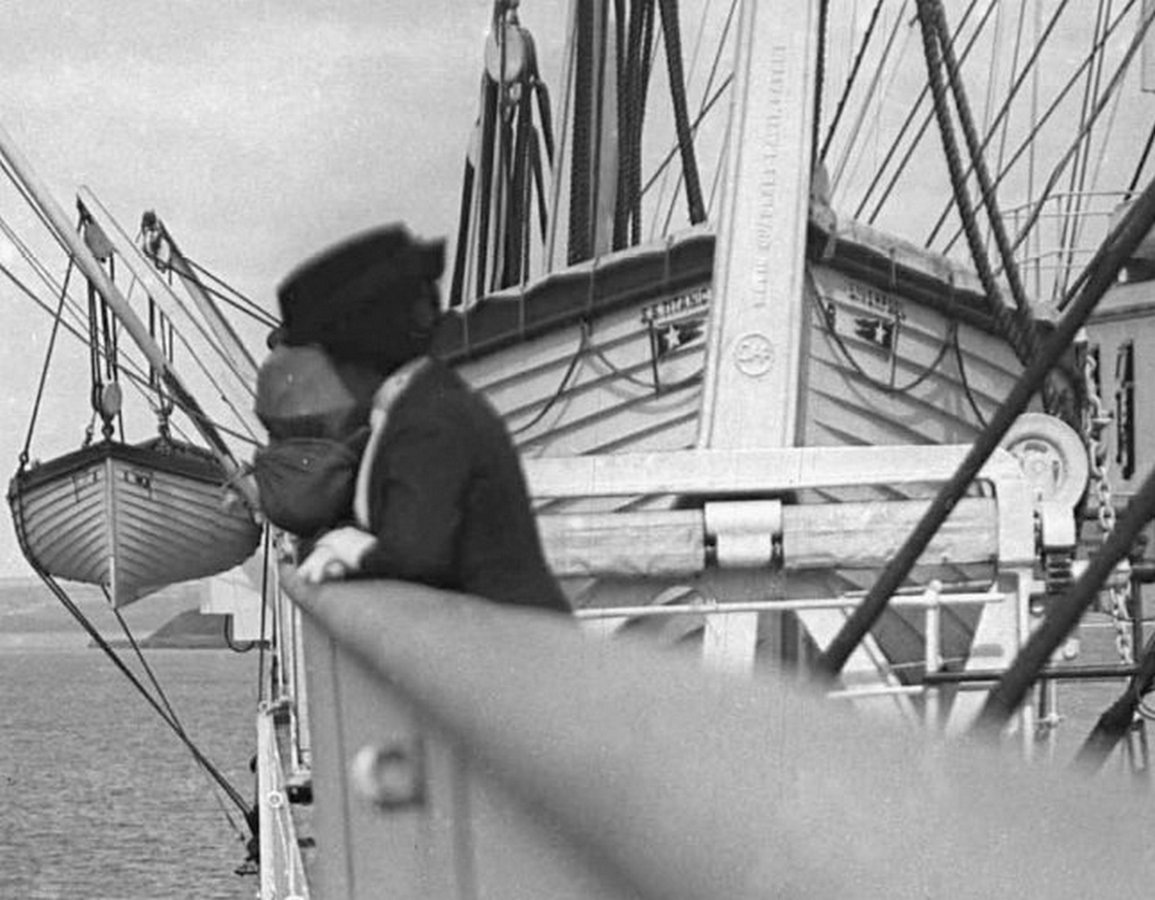
Ряд шлюпок в носовой части верхней палубы «Титаника». На переднем плане шлюпка № 8, на заднем за борт свисает шлюпка № 2

Шлюпки являлись ключевым спасательным оборудованием корабля. На борту имелось всего 20 спасательных шлюпок общей номинальной вместимостью 1178 человек при полной вместимости лайнера 3547 человек.
Согласно действовавшему тогда Британскому кодексу торгового мореплавания 1894 года, количество шлюпок на борту рассчитывалось по тоннажу судна. Он предписывал всем судам водоизмещением более 10 тыс. т (крупнейшим в то время), оснащённым водонепроницаемыми переборками, иметь на борту не менее 16 спасательных шлюпок, подвешенных на шлюпбалках. Впоследствии появились суда, водоизмещение которых в несколько раз превышало 10 тыс. т, однако требования Министерства торговли по оснащению шлюпками остались прежними.
В одном из проектов предусматривалось оснащение лайнера 48 шлюпками, но руководства судоходной компании и верфи совместно приняли решение установить их в количестве 20. Компания «Уайт Стар Лайн» добавила к обязательным 16 только 4 небольшие складные шлюпки. Такое решение объясняется в первую очередь тем, что владельцы лайнера не видели в них необходимости и сочли их нужными лишь для соблюдения формальности и возможного спасения пассажиров встречного терпящего бедствие судна, а также желанием компании иметь на своих лайнерах просторный променад (прогулочную палубу) с панорамным видом на море, не загромождённом непрерывающимся рядом шлюпок. Вместимость каждой из 14 стационарных спасательных шлюпок составляла 65 человек. На первых от капитанского мостика шлюпбалках крепились свисающие за борт шлюпки для экстренного спуска, рассчитанные на 40 человек каждая. Вместимость одной складной шлюпки составляла 47 человек. Для эвакуации с судна 2225 человек необходимо 33 65-местных или 48 47-местных шлюпок.
Все 20 шлюпок были размещены на верхней палубе: 16 деревянных лодок на шлюпбалках (по 8 на каждом борту) и 4 складные шлюпки конструкции Энгельгардта с деревянным днищем и парусиновыми бортами, которые в случае необходимости могли быть развёрнуты и закреплены на шлюпбалках. Стационарные шлюпки располагались группами по четыре в носовой и кормовой частях шлюпочной палубы. Две складные шлюпки хранились у первых за капитанским мостиком шлюпбалок, а две другие на крыше офицерских кают, последние было очень трудно доставать и готовить к спуску, поскольку они имели большую массу и переносились вручную. Стационарные шлюпки нумеровались от носа к корме, по левому борту — чётные, по правому — нечётные. Парусиновые шлюпки обозначались латинскими буквами A, B, C и D.

### Сигнальное оборудование
Радиооборудование на «Титанике» включало в себя один из мощнейших на тот момент главный радиопередатчик с электронной лампой, магнитным детектором, дисковым разрядником мощностью 5 кВт и аварийный передатчик. Радиоустановка лайнера позволяла при помощи азбуки Морзе выходить на связь с судами и береговыми станциями в радиусе 630 км днём и до 1600 км ночью. Приём и отправление радиограмм осуществлялись на рабочих частотах в диапазоне от 500 до 1000 кГц. Радиоустройства питались от бортовой электросети, на случай полного отключения электроэнергии в радиорубке были предусмотрены аварийные аккумуляторные батареи. Передавала и принимала радиоволны воздушная Т-образная антенна, её горизонтальное полотно, состоящее из двух проводов, было натянуто между мачтами, на высоте 15 м над верхушками труб, к нему от расположенной на шлюпочной палубе радиорубки подходили два провода, образующее вертикальное полотно антенны.
Помимо радиотелеграфа, на борту имелись белые сигнальные ракеты для подачи сигнала привлечения внимания. Однако красные ракеты для подачи сигнала тревоги на корабле отсутствовали.

### Готовность экипажа
Экипаж судна не был подготовлен к чрезвычайной ситуации. Обучению правилам эксплуатации шлюпок было уделено минимум внимания. Учения по посадке в шлюпки проводились лишь однажды, когда судно находилось в доке. На воду были спущены две шлюпки, в каждой из которых находились четыре матроса и один помощник капитана. Они сделали круг по доку и через несколько минут вернулись на лайнер. Перед отплытием из Саутгемптона с пассажирами не проводились ни пожарные, ни иные учения. На утро 14 апреля (день перед роковым столкновением) были запланированы учения по посадке в шлюпки, но под предлогом сильного ветра они были отменены капитаном.

## Предшествующие обстоятельства
Накануне отправления в первый рейс «Титаник» инспектировали сотрудники Министерства торговли Великобритании. В частности, были осмотрены спасательные шлюпки, сигнальные ракеты и прочее аварийное снаряжение. Было признано, что оно соответствует действовавшим предписаниям. Контроль осуществлял главный инспектор министерства, капитан Моррис Кларк.

Схема движения Титаника 10-15 апреля 1912

Пароход «Титаник» вышел в свой единственный рейс из Саутгемптона в полдень 10 апреля 1912 г. Ещё на выходе из порта он едва не столкнулся с отшвартовавшимся пароходом «Нью-Йорк». Спустя 5,5 часов, пройдя 147 км, лайнер взял на борт пассажиров из французского Шербура. Второй остановкой был ирландский Квинстаун (Ков), которого «Титаник» достиг около полудня 11 апреля. Там были пополнены запасы провизии, а на борт поднялись последние пассажиры.

На «Титанике» пересекало Атлантический океан всего более 2200 человек. Так, «Encyclopedia Titanica» «нашла» всего 2208 человек, из них — 1317 пассажиров, а по данным Министерства торговли Великобритании, в Атлантике на борту было 2224 человека — 1316 пассажиров и 908 членов экипажа. Таким образом, в роковую ночь на борту могло находиться 2225 человек. Хоть лайнер и мог брать на борт до 2439 пассажиров, в апреле спрос на трансатлантические рейсы был традиционно низок, поэтому лайнер был заполнен только наполовину. На темпе продажи билетов пагубно отразилась и шестинедельная забастовка угольщиков, которая закончилась всего за четыре дня до отплытия из Саутгемптона. Забастовка вызвала перебои с поставкой угля, нарушив графики отправления в рейсы пароходов, и потенциальные пассажиры «Титаника» были вынуждены изменить свои планы. Чтобы не смещать дату отправления лайнера в первый рейс, руководство «Уайт Стар Лайн» приняло решение пополнить угольные бункеры «Титаника» за счёт других кораблей компании, пришвартованных в Саутгемптоне. Состав пассажиров был чрезвычайно разномастным — от нищих эмигрантов из Ирландии, Италии, Швеции, России, Сирии, отправляющихся на поиски лучшей доли в США, до аристократов и миллионеров, таких как Джон Джекоб Астор и Бенджамин Гуггенхайм. Оба погибли вследствие крушения «Титаника».
«Титаником» командовал 62-летний Эдвард Смит, опытнейший капитан компании «Уайт Стар Лайн», его стаж составлял более 40 лет. Последний год он командовал пароходом «Олимпик» — близнецом «Титаника». Большую часть команды составляли люди, не прошедшие специальной подготовки для работы на судне: кочегары, стюарды, штивщики, машинисты, повара. Квалифицированные матросы составляли лишь 5 % общего числа экипажа (7 помощников капитана и 39 матросов, многие из которых не успели досконально ознакомиться с особенностями судна, так как были взяты на службу в Саутгемптоне за четыре дня до отплытия).
Незадолго до выхода «Титаника» в рейс над северной Атлантикой при слиянии двух антициклонов произошла их регенерация (процесс повторного усиления). В результате в начале апреля в западной Атлантике дул северо-северо-западный ветер. Направления ветра и холодного Лабрадорского течения совпадали, благодаря чему айсберги достигли трансатлантических судоходных путей на месяц раньше обычного. Возможно, проникновению многочисленных плавучих льдов на южную трансатлантическую трассу, по которой следовал «Титаник», также способствовали крайне высокие приливы, зафиксированные в начале января того года. 4 января 1912 г. совпали полнолуние, прохождение Луной перигея (причём расстояние между Землёй и Луной достигло минимальной величины за последние 1400 лет) и прохождение Землёй перигелия. Таким образом в тот день Луна, Земля и Солнце выстроились вдоль одной прямой в момент наименьшего расстояния между Землёй и Луной, а также между Землёй и Солнцем, что способствовало особо сильным сизигийным приливам, которые в свою очередь могли облегчить снятие с мели многочисленным старым айсбергам, застрявшим на мелководье канадского берега.

### Первые ледовые предупреждения
12 апреля на «Титаник» по радиотелеграфной связи (при помощи азбуки Морзе) начали поступать сообщения от судов, проходивших вблизи Большой Ньюфаундлендской банки. Их экипажи обращали внимание на необычайно большое скопление айсбергов, оказавшихся значительно южнее, чем бывало в это время года. Каждое такое сообщение после приёма передавалось вахтенному помощнику, а затем в штурманскую рубку, где указанные координаты ледяных полей наносились на карту. Речь шла о районе, расположенном севернее запланированного маршрута «Титаника», поэтому оснований для беспокойства не было.
Радисты «Титаника» работали по найму компании «Маркони» и в сущности не являлись членами команды. Их основной обязанностью на борту являлось отправление телеграмм пассажиров и приём свежих новостей с континента, которые затем печатались в судовой газете. Обработка данных о метеоусловиях отходила на второй план.

### 14 апреля

#### Ледовые предупреждения

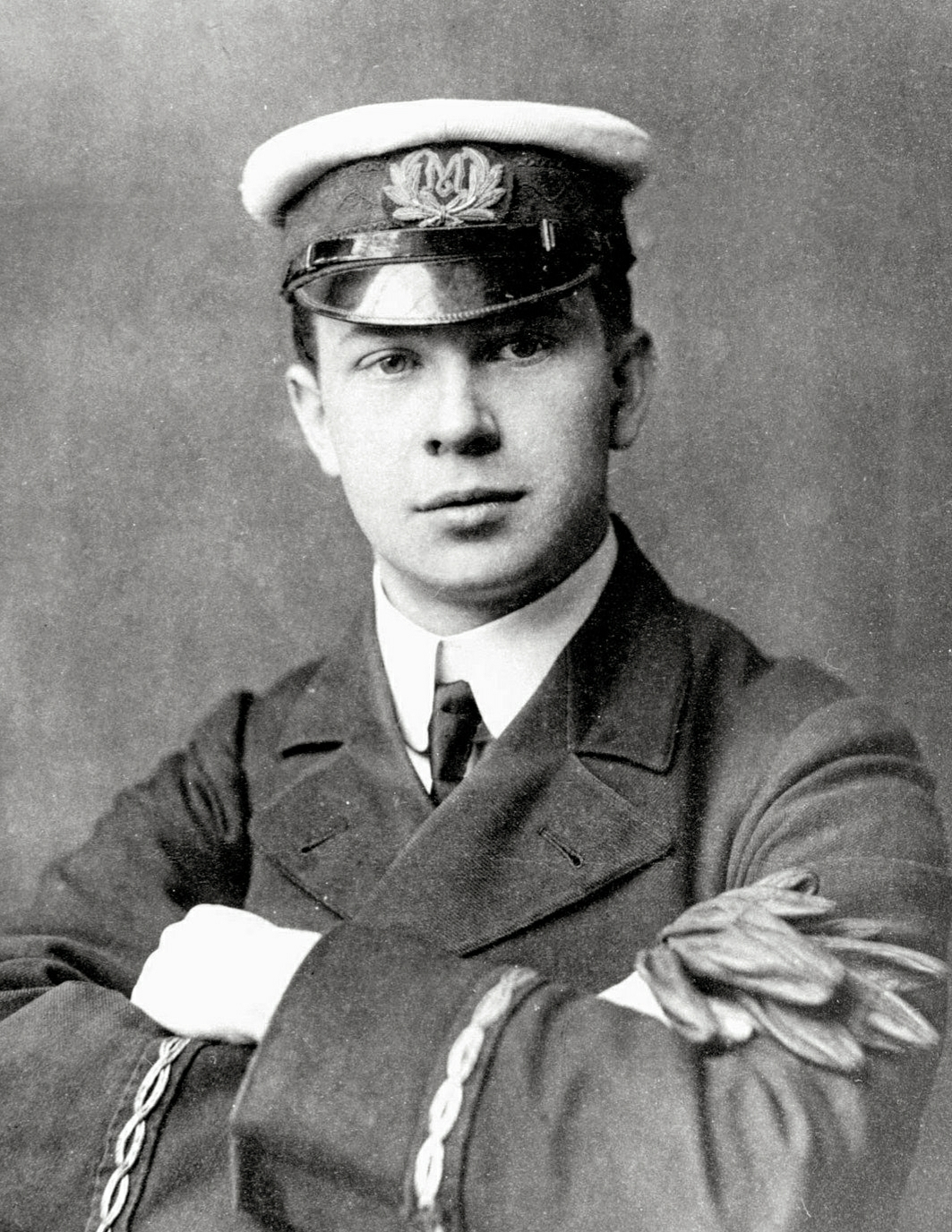
Старший радист «Титаника» Джек Филлипс

С утра 14 апреля радиостанция «Титаника» начала принимать сообщения об айсбергах с их координатами уже от судов, идущих по южной трансатлантической трассе. Всего за этот день было получено семь ледовых предупреждений. Ледовая обстановка в апреле 1912 г. в северной Атлантике была сложной. Для этого времени года установилось рекордное за последние 50 лет скопление дрейфующих льдов.
Первое ледовое предупреждение поступило в 9:00 с парохода «Карония», оповещавшего о ледяных полях и скоплении айсбергов и гроулеров (ледяных обломков). Капитан Смит подтвердил получение сообщения. В 11:40 капитану была передана телеграмма от парохода «Ноордам», в которой сообщалось о дрейфующих льдах примерно в том же районе, который указала «Карония».
В 13:42 судно «Балтик» ретранслировало следующее сообщение:

Капитану Смиту, «Титаник». Ясная погода с момента отплытия. Греческий пароход «Афины» сообщает о прохождении айсбергов и большого количества ледяных полей сегодня в районе 41°51′ северной широты и 41°52′ западной долготы… Желаю успехов вам и «Титанику»
Смит, показав это предупреждение управляющему директору «Уайт Стар Лайн» Брюсу Исмею, рассчитал новый маршрут, который был чуть южнее предполагаемого пути, чтобы наверняка избежать встречи с айсбергом. В 13:45 немецкое судно «Америка» сообщило о том, что встретилось с двумя большими айсбергами в 620 км к югу от Ньюфаундленда. Однако это предупреждение на мостик передано не было. Причины этого не выяснены, возможно, радисты попросту забыли передать информацию капитану, так как были заняты устранением неисправности в оборудовании.
В 19:30 поступило ледовое предупреждение с парохода «Калифорниэн»:

… Лёд в районе между 42° и 41°25’ северной широты и 49°30’ западной долготы. Мы видели большое скопление битого льда и много крупных айсбергов. Ледяные поля тоже есть. Погода хорошая, ясная.

Это сообщение также не было передано вахтенным на мостике. По-видимому, радист Джек Филлипс не понял его, потому что был занят отправкой на ретрансляционную станцию на мысе Рейс (о. Ньюфаундленд) частных телеграмм, которые накопились за время, пока был неисправен радиопередатчик. Последнее ледовое предупреждение было получено в 22:30 от парохода «Калифорниэн», который лёг в дрейф на краю ледяного поля примерно в 50 км от «Титаника». Радист «Калифорниэна» Сирил Эванс начал передавать координаты опасной зоны, но Филлипс грубо его прервал: «Заткнись, я работаю. У меня связь с мысом Рейс, а ты мешаешь!». Таким образом, было проигнорировано самое важное ледовое предупреждение.
Небрежное отношение Филлипса к столь важным сообщениям отчасти объясняется тем, что часто радисты передавали их в неофициальной форме. Их можно было принять за дружеский привет коллеги-радиста, которому просто хочется поболтать, что на североатлантических линиях случалось довольно часто. Например, Сирил Эванс начал своё сообщение словами: «Привет, старик, мы остановились, вокруг нас лёд. Координаты…». Неудивительно, почему сильно загруженный работой Филлипс грубо прервал коллегу. Среди прочих существовала особая категория радиограмм, именовавшихся «капитанские служебные». Они помечались грифом MSG, принимающий радист обязан был немедленно подтвердить их приём и передать на мостик. Однако такая форма использовалась редко.
В 21:20 капитан покинул мостик и отправился на ужин в свою честь, устроенный четой Уайденер. В 22:30 «Титаник» разошёлся с пароходом «Раппаханнок», шедшим встречным курсом из Галифакса. Незадолго до этого «Раппаханнок», маневрируя среди дрейфующих льдин, получил повреждения кормы. Как только оба судна оказались в пределах видимости друг друга, Альберт Смит, замещавший капитана на «Раппаханноке», при помощи лампы Морзе установил связь с «Титаником»: «Мы только что прошли через ледяное поле и между несколькими айсбергами», в ответ с «Титаника» просигналили: «Сообщение принято. Благодарим. Спокойной ночи». Никаких мер после этого принято не было: число дозорных не увеличено, судно продолжало идти с прежней высокой скоростью.
В 21:30 было получено ещё одно предупреждение о наличии айсбергов — на этот раз от парохода «Месаба», которое было адресовано всем идущим на восток судам:

Ледовая обстановка. Сегодня в районе 41°25′ северной широты, между 49° и 50°3′ западной долготы замечены айсберги и обширные ледовые поля. Погода хорошая, ясно.

#### Погодные условия
В течение 14 апреля погода значительно менялась в лучшую сторону: утром было умеренное волнение, дул западный ветер; к вечеру установился полный штиль, но в то же время резко похолодало. Лайнер входил в зону арктического антициклона. Ночь с 14 на 15 апреля в северной Атлантике выдалась холодной, безветренной, ясной и безлунной.
В тёмное время суток вахтенные офицеры и вперёдсмотрящие выявляли местоположение айсберга по двум приметам. Во-первых, с его наветренной стороны даже при лёгком волнении появляются белые «барашки», которые хорошо видны издалека. Во-вторых, под действием ветровой и водной эрозии на выступающих поверхностях дрейфующих айсбергов образуются кристаллы, отражающие свет. Это отражение также видно на значительном расстоянии. В роковую ночь «Титаник» оказался в ситуации, когда из-за безветрия и маслянисто-гладкой водной поверхности полоса белой пены у края айсберга отсутствовала. С другой стороны, несмотря на отсутствие луны, звёзды сияли очень ярко, и было достаточно светло, поэтому можно было ожидать, что свет, отражённый от кристаллов льда, вовремя привлечёт к себе внимание и даст знать об угрожающей опасности. По этим соображениям как капитан Смит, так и второй помощник Лайтоллер не считали положение настолько опасным, чтобы предпринимать особые меры, в том числе и снижение скорости.
Вечером 14 апреля «Титаник» проходил границу двух морских течений — тёплого Гольфстрима и холодного Лабрадорского. В условиях штиля воздушные массы не перемешиваются, поэтому нагретый Гольфстримом воздух поднялся над слоем более плотного и холодного воздуха, образовав своеобразную «крышку», возникла температурная инверсия. Это явление приводит к тому, что световые лучи, проходя через атмосферу вдоль поверхности воды, изгибаются, и появляется мнимое изображение объектов (мираж), находящихся за горизонтом. По мнению ряда экспертов, в том числе исследователя Тима Молтина, той ночью вперёдсмотрящие могли наблюдать ложный горизонт, лежавший выше настоящего. Контуры айсберга слились с миражом, из-за чего сам айсберг стал практически не виден издалека.
По графику расстояние более 5800 км «Титаник» должен был преодолеть за 7 дней. Чтобы прийти в порт назначения вовремя, ему было необходимо идти почти на предельной скорости. Ледовые предупреждения носили сугубо рекомендательный характер, скоростной режим экипаж выбирал на своё усмотрение. К тому же было широко распространено мнение, что плавучие льды не представляют большой опасности. Столкновения с айсбергами случались довольно часто, но к катастрофичным последствиям они не приводили. Самое серьёзное происшествие с участием айсберга произошло в 1907 году с германским пароходом «Кронпринц Вильгельм». В результате лобового столкновения с айсбергом судно получило серьёзное повреждение носовой части, но, несмотря на это, смогло завершить плавание. В этом же году будущий капитан «Титаника» Эдвард Смит в интервью заявил, что не представляет такую ситуацию, при которой современное судно может затонуть.

#### Ночь крушения
Около 23 часов холлы, рестораны и курительные салоны стали пустеть. Оркестр на прощание исполнил отрывки из оперы Жака Оффенбаха «Сказки Гофмана». Пассажиры постепенно расходились по своим каютам. Так как температура за бортом резко упала, на открытых прогулочных палубах почти никого не было. 17-летний сын вице-президента железной дороги штата Пенсильвания Джон Тайер вышел на пустую шлюпочную палубу. Позже он вспоминал:

Была ясная ночь, полная звёзд. Луны не было, но я никогда не видел, чтобы звёзды светили так ярко. Казалось, они буквально выступают из небосвода. Они сверкали, как бриллианты… Это была ночь, когда человек испытывает радость от того, что он живёт.
— Джон «Джек» Тайер
В двенадцатом часу ночи воскресенья, 14 апреля, большинство пассажиров отправились спать. На вахту заступил первый помощник капитана Уильям Мёрдок, сменив на посту второго помощника Чарльза Лайтоллера. На марсовой площадке, на высоте 29 м над ватерлинией, дежурили двое вперёдсмотрящих: Фредерик Флит и Реджинальд Ли. Температура воздуха опустилась до −1°С, волнение отсутствовало. Пассажир I класса, проснувшийся уже после столкновения, позднее написал:

…море было как стекло, таким гладким, что в нём отчётливо отражались звёзды— Арчибальд Грейси IV
К настоящему времени известно, что отсутствие ряби является признаком нахождения неподалёку ледяных полей.
Видимость составляла около 6 км, однако в ту ночь не светила луна, и у вперёдсмотрящих не было биноклей (ключ от сейфа, в котором они хранились, случайно забрал с собой Дэвид Блэр, которого в последний момент сняли с рейса). Следует заметить, что использование вперёдсмотрящими биноклей в ночное время только осложнило бы задачу обнаружения льда, так как увеличительная оптика сильно ограничивает угол обзора. Вперёдсмотрящие были предупреждены о ледовой опасности, им и другим членам экипажа Лайтоллером было приказано высматривать на море айсберги и ледяные обломки особенно тщательно.
В 23:30 Флит и Ли заметили впереди на горизонте лёгкую дымку, но не придали этому значения.

## Хронология крушения

### Опасное сближение. Айсберг (23:37—23:39)

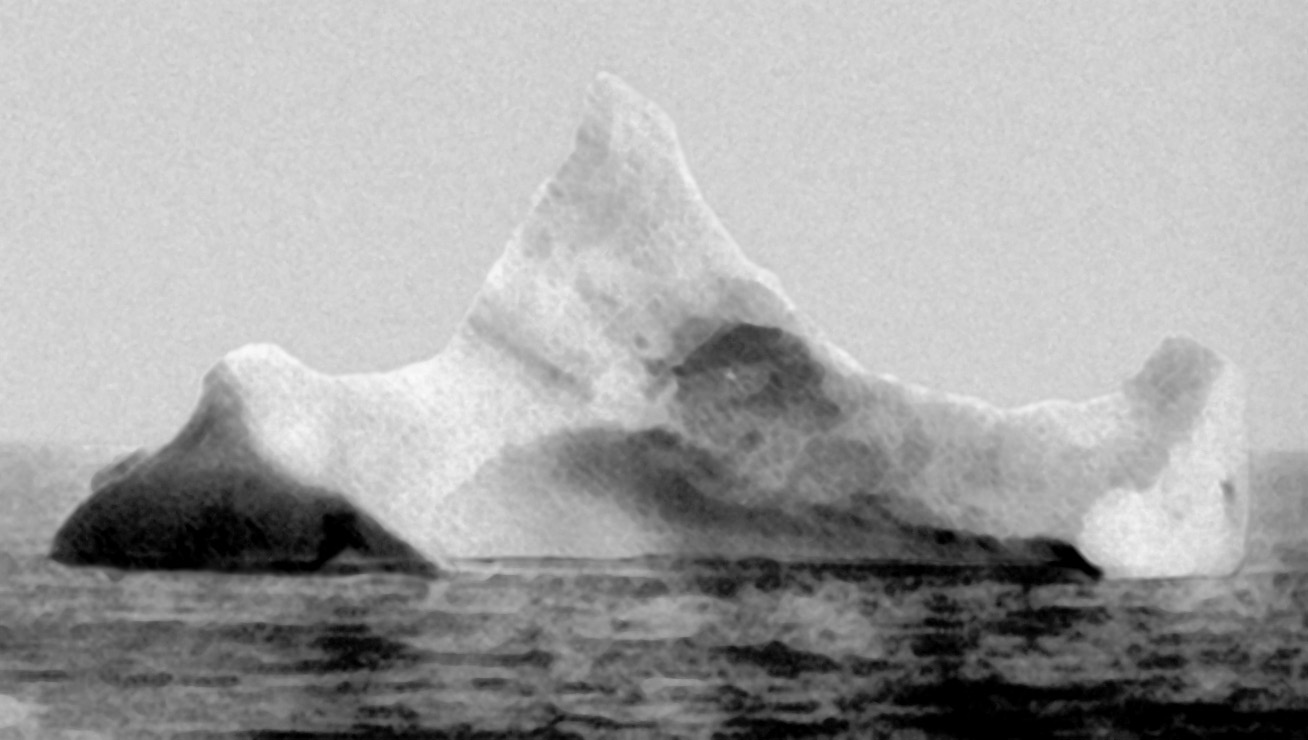
Айсберг, с которым, предположительно, столкнулся «Титаник». Снимок сделан утром 16 апреля главным стюардом судна «Принц Адальберт». Он, ещё не знавший о катастрофе, обратил внимание на следы красной краски у ватерлинии

В это время был штиль, поэтому барашков от набега волн на глыбу не образовывалось. Однако сияние светоотражающей поверхности, как правило, выдаёт айсберг из темноты за милю, чего с лихвой достаточно для безопасного уклонения. Поэтому причины запоздалого выявления препятствия неясны. Вероятно, айсберг стал «чёрным» — попав в Лабрадорское течение, он подтаял, что увеличило его прозрачность, а незадолго до столкновения перевернулся тёмной стороной вверх, начав отражать ночное небо.

### Поворотный манёвр (23:39—23:40)

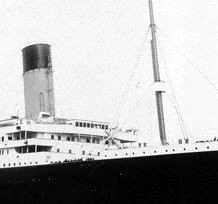
Марсовая площадка «Титаника»

Схема движения лайнера в момент столкновения. Синим обозначена траектория носа, красным — кормы

Лайнер шёл со скоростью 22,5 узла (41,7 км/ч), когда в 23:39 Флит увидел прямо по курсу примерно в 650 м очертания айсберга. Он трижды ударил в колокол, что означает препятствие прямо по курсу, и связался по телефону с шестым помощником Джеймсом Муди:

Флит: Есть там кто-нибудь?

Муди: Да, что ты видишь?

Флит: Айсберг прямо по курсу!

Муди: Спасибо.
Оригинальный текст (англ.)Fleet: Is there anyone there?

Moody: Yes, what do you see?

Fleet: Iceberg, right ahead!

Moody: Thank you.

Муди доложил об айсберге Уильяму Мёрдоку, тот скомандовал рулевому Роберту Хиченсу: «Право на борт» (по терминологии 1912 года команда «Право на борт» означала поворот штурвала максимально влево, если смотреть по ходу движения; если смотреть против хода движения, то штурвал как раз поворачивается вправо). Сам же перевёл рукоятки машинных телеграфов в положение «Стоп машина» (возможно, Полный назад). Чуть позже, чтобы корма не задела айсберг, он скомандовал «Лево на борт», пытаясь таким образом обойти вокруг айсберга. Около 30 секунд ушло на то, чтобы паровой приводной двигатель повернул перо руля. Остановка винтов привела к снижению угловой скорости (уменьшилась поворотливость). Вероятно, столкновения можно было бы избежать, продолжая двигаться на полном ходу.
Тем временем ледяная скала приближалась к лайнеру, который продолжал по инерции двигаться вперёд с большой скоростью. Лишь спустя 25-30 секунд нос «Титаника» начал медленно отклоняться влево. В последнюю секунду айсберг миновал форштевень и плавно прошёл вдоль правого борта. Согласно показаниям Флита, нос начал отворачивать сразу после того, как он доложил об айсберге на мостик. Стало быть, вахтенные могли заметить препятствие несколько раньше вперёдсмотрящих.
«Титанику» удалось повернуть на 2 румба. Этим удалось избежать лобового столкновения, но не удара по касательной об айсберг.

### Столкновение с айсбергом.Повреждения. 23:40
См. выше: Надёжность конструкции

Вопреки распространённому мнению, айсберг не «разрезал» обшивку «Титаника». От давления лопнули заклёпки, стальные листы обшивки погнулись, между ними образовались зазоры, через которые в отсеки стала поступать вода

Правый борт судна задел подводную часть айсберга. Контакт длился около 9 секунд. В момент столкновения на корпус пришлось давление 2,5 тонны на см²; «Титаник» получил несколько крупных пробоин ниже ватерлинии. Стальные листы обшивки толщиной 2,5 см выдержали, а железные заклёпки невысокого качества, и к тому же с микротрещинами, в момент удара лопнули, в результате чего швы разошлись, образовав щели, через которые одновременно в первые пять отсеков хлынула забортная вода. От удара от надводной части айсберга откололись крупные куски, которые упали на носовую межнадстроечную палубу судна.
В результате столкновения «Титаник» на уровне примерно 7 м ниже ватерлинии (3 м выше киля) по правому борту в носовой части получил несколько пробоин, протянувшихся в общей сложности на 91 м. Согласно показаниям Эдварда Уайлдинга, главного конструктора верфи «Харленд энд Вулф», площадь пробоины составила около 12 квадратных футов (1,1 м²), он пришёл к такому выводу, анализируя скорость затопления носовых отсеков в первые 40 минут. Он же высказывал предположение о том, что лайнер получил несколько разных по размеру, вытянутых вдоль борта пробоин, которыми были повреждены в общей сложности 90 м обшивки подводной части судна. Благодаря современному ультразвуковому изучению обломков лайнера было установлено, что «Титаник» получил шесть узких пробоин общей площадью всего 1,2 м². Самая крупная пробоина имела длину 12 м.
В результате столкновения с айсбергом повреждёнными оказались 5 из 16 водонепроницаемых отсеков: форпик, три грузовых отсека и котельная № 6. Незначительные повреждения получил и шестой отсек, в котором располагалась котельная № 5. По расчётам конструкторов, «Титаник» мог оставаться на плаву при затоплении четырёх носовых отсеков. Отсеки трюма лайнера отделялись друг от друга переборками во всю ширину судна. Переборки имели герметичные двери с электроприводом, которые могли быстро закрыться по сигналу с мостика. Из носовых переборок первые две в высоту доходили до палубы D, три другие — до палубы E, то есть выше ватерлинии на 3,4 м. Отсеки не были перекрыты сверху, поэтому при дифференте или крене судна вода после заполнения одного отсека переливалась в следующий. Учитывая данные обстоятельства, «Титаник» таких повреждений выдержать не мог, начал тонуть и его гибель стала неминуемой.

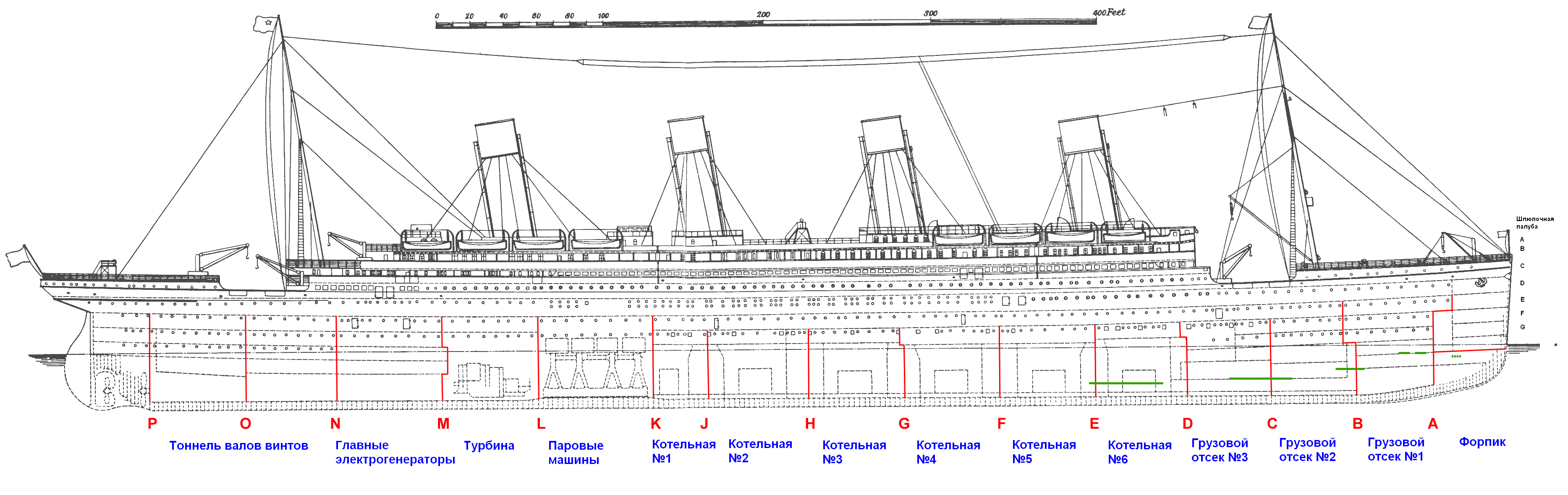
План «Титаника». Зелёным отмечены пробоины в обшивке, красным — переборки

На верхних палубах большинство пассажиров почти ничего не почувствовали. Стюарды, готовившие в обеденном зале закуску, обратили внимание на лёгкое позвякивание столовых приборов. Многие пассажиры ощутили небольшой толчок и лёгкое дрожание. Люси Дафф Гордон потом вспоминала: «Будто бы кто-то провёл гигантским пальцем вдоль борта корабля». Многие посчитали, что, вероятно, лайнер потерял лопасть винта. На нижних палубах столкновение было ощутимее: раздался сильный грохот и скрежет. Смазчик вспоминал:

Разбудил скрежещущий треск по правому борту. Никто сильно встревожен не был, хотя мы понимали, что произошло столкновение.
— Уолтер Хёрст
Через несколько минут лайнер остановился и лёг в дрейф на Лабрадорском течении, которым был принесён айсберг. Около полуночи через специальные клапаны началось стравливание пара из котлов.

### Затопление носовых отсеков

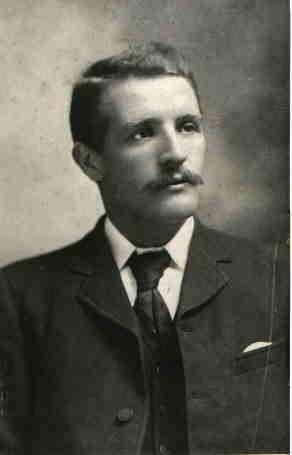
39-летний Уильям Макмастер Мёрдок — первый младший офицер, руководивший судном в момент столкновения

Несмотря на небольшую общую площадь пробоины, каждую секунду внутрь судна вливалось свыше 7 тонн воды. Сразу же после столкновения Мёрдок поворотом рычага в рулевой рубке отключил электромагниты, зажимающие защёлки герметичных дверей, и последние под собственным весом в течение 30 секунд опустились. Гермодвери представляли собой прочные вертикальные створки, закрывающиеся сверху вниз. Для той части трюмной команды, которая не успела покинуть нижние отсеки до закрытия дверей (оно сопровождалось электрическим звонком), были предусмотрены аварийные выходы наверх. Через две минуты на мостик в спешке вышел капитан, ощутивший столкновение в своей каюте. Мёрдок доложил ему об айсберге. Смит, Мёрдок и четвёртый помощник Джозеф Боксхолл с правого крыла капитанского мостика бегло осмотрели борт судна. Капитан приказал дать лайнеру малый ход и немедленно вызвать для консультации Томаса Эндрюса, главного конструктора лайнера, находившегося на борту в составе гарантийной группы верфи.
Первые пострадавшие появились в котельной № 6. В момент столкновения там раздался оглушительный грохот и скрежет рвущихся стальных листов. Казалось, что взорвался весь правый борт, в котельную хлынула бурлящая океанская вода. В ту же секунду прозвучал сигнал тревоги, над герметичной дверью в переборке, отделявшей шестую котельную от пятой, зажёгся красный свет, и герметичные двери стали медленно опускаться. Несколько кочегаров из тех, кто не успел выскочить, выбрались на палубу F по аварийному трапу, но им было приказано вернуться, закрыть заслонки и погасить топки. Кочегары принялись за работу, но через пять минут оказались уже по пояс в воде, разбавленной машинным маслом, и покинули котельную. В котельной № 5 пробоина протянулась примерно на 60 сантиметров от переборки, отделявшей этот отсек от быстро затапливавшейся котельной № 6. Уровень воды здесь удавалось контролировать с помощью оперативно установленных механиками и кочегарами насосов. Через 10 минут после столкновения к люку, ведущему в котельную № 6, вернулся кочегар Фредерик Барретт. По его словам, ледяная вода заливала раскалённые угли в топках, вся котельная была окутана паром, из-за которого ничего не было видно.
Во избежание взрывов котлов при контакте с ледяной водой в пятой котельной было необходимо погасить огонь в топках и выпустить через специальные клапаны пар. Для этого потребовалась команда из 15—20 кочегаров. Они заливали огонь водой, и всё помещение было окутано густым паром. Люди работали во влажной жаре, обливаясь потом, наконец, котельная № 5 была выведена из работы, и часть кочегаров отправилась на шлюпочную палубу. На некоторое время герметичные двери между непострадавшими отсеками были вручную открыты. Первые четыре котельные продолжали работать. Кочегары поддерживали давление пара, необходимое для работы насосов и выработки электроэнергии.
К носовому трюму для установления масштаба повреждений отправился 4-й помощник Джозеф Боксхолл, однако он спустился только до палубы F и доложил капитану, что никаких повреждений не обнаружено. Кренометр в рулевой рубке показывал, что «Титаник» всего за несколько минут накренился на правый борт на 5°. Смит вновь послал Боксхолла вниз оценить размеры пробоины. По пути тот встретил судового плотника и сотрудника почтового отделения, оба доложили ему, что почтовое отделение затоплено. На палубе G Боксхолл подошёл к люку, ведущему в почтовый отсек, и посветил туда фонарём. В полуметре от себя он увидел клокотавший поток воды, в котором плавали мешки с почтой.
В 23:50 дифферент на нос составлял уже 2°, а крен на правый борт 6°. В это время капитан Смит и конструктор Томас Эндрюс спустились на нижние палубы. Чтобы не привлекать внимания взволнованных пассажиров, они прошли по трапам, предназначенным только для команды. Пройдя лабиринтами коридоров, они добрались до уже затопленных почтового отделения и зала для игры в сквош. Смит и Эндрюс обнаружили, что уровень воды в шестой котельной поднялся до отметки 4,3 м, а грузовые отсеки были уже полностью залиты, вода начала поступать в пятую котельную. Был отдан приказ откачивать воду с помощью насосов, однако вода прибывала в 10-15 раз быстрее, чем насосы успевали её откачивать (производительность всех насосов составляла 1700 тонн/ч или 0,47 тонн/с). Томас Эндрюс описал капитану характер повреждений, коих лайнер выдержать не мог, и что максимум через 1,5 часа он неизбежно затонет.

### Обстановка на борту (23:40-0:05)
Несмотря на то, что вышеописанный толчок и скрежет на верхних палубах ощущался довольно слабо, многие пассажиры проснулись. Некоторые выходили из своих кают и расспрашивали о странном звуке стюардов. Супругам Бишоп стюард Кроуфорд, рассмеявшись, ответил: «Не надо ничего бояться. Мы всего лишь ударились о небольшой кусок льда и пошли дальше». В курительном салоне на палубе «А», прямо под шлюпочной палубой, до позднего вечера развлекалось многочисленное общество в лице военного помощника президента США Арчибальда Батта, сына трамвайного магната Гарри Уайднера, закупщика от универмага «Ньюгент» Спенсера Силверторна и других. Почувствовав толчок, несколько мужчин выбежали на палубу, но только двое успели заметить удаляющийся айсберг. Поскольку «Титаник» продолжал движение, все вернулись обратно в салон.
Через некоторое время лайнер остановился, что многих встревожило. Люди тщетно пытались выяснить у экипажа причину остановки. Элизабет Шют спросила одного из офицеров: «Что-то случилось? Нам грозит какая-то опасность?», на что он ей ответил: «Насколько мне известно, нет», однако она позже рассказывала, что отчётливо слышала, как этот же офицер сказал кому-то: «Ещё какое-то время мы продержимся». Некоторые пассажиры решили лично удостовериться в том, что всё в порядке. Они вышли на шлюпочную палубу, но, ничего особенного там не обнаружив, гонимые холодом, возвращались назад. Говард Кейс, директор лондонского филиала нефтяной компании «Вакуум ойл», весело заметил: «Похоже, мы повредили винт, ну что ж, будет больше времени для бриджа». В салонах стали собираться люди и живо обсуждать произошедшее, кто-то из них рассказывал, что видел айсберг высотой 25-30 м, но это никого особенно не взволновало. Кто-то из пассажиров пошутил, что айсберг слегка поцарапал корпус, и капитан остановил лайнер, чтобы подкрасить его. Спасшийся пассажир 2-го класса, учитель естественных наук Лоуренс Бизли в своей книге писал, что уже тогда почувствовал, будто «Титаник» приобрёл лёгкий носовой дифферент. Его подозрения усилились, когда он спускался по лестнице. Чувство равновесия подсказывало, что ступени находятся уже не в горизонтальном положении, а немного наклонились вперёд, но Бизли предпочёл не распространяться о своём наблюдении. Небольшой наклон судна почувствовали и некоторые другие пассажиры, но решили молчать, чтобы зря не тревожить дам.
В отличие от пассажиров верхних палуб, пассажиры нижних палуб (в основном 3 класс и члены экипажа) были встревожены гораздо больше. На кухне, на палубе «D», где готовилась еда для обеденных салонов первого и второго классов, силы толчка было достаточно, чтобы с плиты на пол упал противень со свежей выпечкой. Сильнее всех удар ощутили кочегары, чьи каюты располагались прямо над носовыми отсеками. Один из них вспоминал, что все они буквально выпали из коек. Старший кочегар приказал надевать всем спасательные жилеты и подниматься к шлюпкам, но наверху старпом Генри Уайлд отправил их обратно. В носовую часть палубы Е, где находились каюты экипажа, спустился судовой плотник и сказал: «Будь я на вашем месте, я бы убрался отсюда. Судно протекает, зал для игры в мяч уже затопило». Затем появился боцман и объявил:

Вставай, ребята… Жить нам осталось менее получаса. Так сказал сам мистер Эндрюс. Только держите язык за зубами, никому ни слова.

### Подготовка к эвакуации (0:05-0:40)

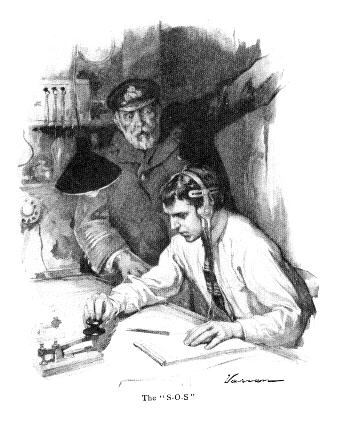
Капитан Смит приказывает радисту передавать сигнал бедствия

В 0:05 15 апреля капитан Смит приказал расчехлить спасательные шлюпки и постепенно собирать пассажиров на шлюпочной палубе. Затем он лично пришёл в радиорубку и приказал радистам передавать сигнал бедствия. При этом сначала в эфир были переданы неточные координаты «Титаника», погрешность составила около 20 км.
Тем временем вода стремительно затопляла подпалубные помещения, и около полуночи они были полностью залиты водой. Сотрудники почтового отделения тщетно пытались спасти 400 000 почтовых отправлений, перенеся часть из них на палубу G.
По свистку боцмана на шлюпочную палубу стали медленно группами по двое, по трое подниматься матросы. Подходившие не проявляли никакой поспешности, поскольку большинство из них не осознало, в каком критическом положении находится лайнер. На судне имелось расписание по тревогам, которое регламентировало действия и место нахождения членов экипажа в чрезвычайной ситуации. Согласно ему каждый матрос был закреплён за определённой шлюпкой. Это расписание было вывешено в нескольких местах, однако никто его подробно не изучал. Поэтому офицерам только ценой больших усилий удалось организовать работы по подготовке к эвакуации. Матросы разделились на несколько групп: одни снимали брезент со шлюпок, другие подносили снаряжение: фонари, компасы, жестяные коробки с галетами, третьи отдавали крепления, крепили подъёмные тали и с помощью лебёдок вываливали шлюпки за борт.
В сложившихся условиях необученному экипажу предстояло подготовить к спуску 16 шлюпок, усадить в них 1100 человек и спустить их с высоты 21 м. Ввиду недостаточной квалификации команды, отсутствия чёткого алгоритма действий, сумятицы на палубе эвакуация была организована плохо.
В 0:15 старшим стюардам всех классов был передан приказ капитана позаботиться о том, чтобы пассажиры тепло оделись и покинули каюты, захватив спасательные жилеты. И все это проделать так, чтобы не создавать паники и дополнительных осложнений. На «Титанике» не было системы оповещения, поэтому стюарды начали ходить по каютам, будить спящих пассажиров и членов экипажа и сообщать им о необходимости пройти к шлюпочной палубе. Количество стюардов зависело от класса. Стюарды первого класса обслуживали всего несколько кают, тогда как на одного стюарда второго и третьего классов приходилось большое количество пассажиров. Стюарды в первом классе помогали пассажирам одеваться и проходить на палубу, успокаивали их, объясняя, что посадка в шлюпки женщин и детей будет производиться только в качестве меры предосторожности. Особое внимание уделялось одиноким женщинам и женщинам с детьми. Во втором и третьем классе стюарды просто распахивали двери и приказывали надеть спасательные жилеты под надуманным предлогом, либо без объяснения причин. Пассажиры третьего класса были оставлены фактически на произвол судьбы. Им лишь сообщили о необходимости подняться наверх, и те долго блуждали по длинным коридорам нижних палуб, пытаясь найти выход.
Во избежание паники экипаж не сообщал истинных причин эвакуации. В первом часу ночи большинство пассажиров, так или иначе, узнали об айсберге, но, поскольку значительная их часть практически не ощутила столкновения, оно не воспринималось как фатальное. Те пассажиры, которые поднялись на шлюпочную палубу, спокойно наблюдали в стороне за подготовкой шлюпок к спуску. Ни малейших признаков паники в это время замечено не было. Многие пассажиры не стали подниматься на шлюпочную палубу, предпочитая оставаться в тёплых каютах. Люди не могли поверить, что «Титаник» тонет, и считали мероприятия по эвакуации лишней формальностью, несмотря на то, что после полуночи стал заметен дифферент на нос. Пассажиры Уильям Стед и Альберт Стьюарт открыто критиковали действия экипажа, называя подготовку к эвакуации глупостью. Супруги Спенсер в каюте В-78 вообще отказались открыть дверь стюарду. Приказ надеть всем спасательные жилеты также не был воспринят всерьёз. Пассажиры не желали надевать громоздкие и неудобные жилеты, когда на судне внешне всё было в полном порядке . Несколько пассажиров третьего класса играли ледяными обломками, разбросанными по межнадстроечной носовой палубе, как в футбол.
Часть пассажиров отказывалась идти на шлюпочную палубу из-за оглушительного шума, который создавал пар, стравливаемый из котлов через клапаны на дымовых трубах. Лоренс Бизли описывал этот звук как «неприятный, оглушающий гул, было невозможно с кем-либо разговаривать; казалось, что 20 локомотивов выпускают пар… этот неприятный звук встречал нас, когда мы выходили на верхнюю палубу». Шум был настолько сильным, что экипажу, готовившему шлюпки к спуску, приходилось общаться между собой с помощью жестов.
Капитан Смит понимал, что даже при полной загруженности шлюпок более 1000 человек останутся на тонущем лайнере и погибнут. Это обстоятельство повергло его в ужас. Он на некоторое время потерял решительность: не призывал к скорейшей эвакуации, не организовывал работу команды, отдавал невнятные, противоречивые приказы, не слушал помощников и других членов экипажа. Капитан не приказал помощникам загружать шлюпки как можно больше, ввиду их недостаточного количества, не следил за ходом эвакуации и за выполнением своих приказов.
Многие члены экипажа долгое время оставались непроинформированными о том, что судно тонет. Так, рулевой на кормовом мостике Джордж Роу узнал о последствиях столкновения только после начала эвакуации. Он со своего поста связался с мостиком и спросил, почему мимо него плывут шлюпки. В третьем классе произошёл и вовсе курьёзный случай: в двери одной из кают заело замок, и её никак не удавалось открыть, поэтому пассажиры соседних кают её попросту выбили. В эту минуту появился стюард и, крайне возмущённый увиденным, пригрозил участникам взлома, что по прибытии в Нью-Йорк все они отправятся в тюрьму за порчу имущества судоходной компании.
Примерно в 0:20, когда стих оглушительный гул стравливаемого пара, началась посадка первых пассажиров в шлюпки, однако капитан сам не отдавал приказа об этом. Его спросил второй помощник Лайтоллер, надрывая голос из-за шума на палубе: «Не лучше ли начинать сажать женщин и детей в шлюпки, сэр?» В ответ Смит только кивнул. Он приказал Лайтоллеру руководить ходом эвакуации от левого борта, а Мёрдоку от правого. Капитаном им было приказано сразу спускать шлюпку, как только она будет заполнена женщинами и детьми. Мёрдок и Лайтоллер по-разному интерпретировали этот приказ: Лайтоллер воспринял его буквально, он позволял садиться в шлюпки только женщинам и детям и спускал шлюпки полупустыми. Мёрдок же сажал женщин и детей в первую очередь и, если оставались места, то разрешал садиться в шлюпки и мужчинам. Никто из них не знал, сколько человек может выдержать шлюпка, поэтому не сажали в них максимальное количество людей. Если бы шлюпки спускались заполненными полностью, то спаслись бы ещё, по меньшей мере, 500 человек. Чтобы раньше времени не началась паника, в 0:25 капитан приказал оркестру покинуть салон первого класса и переместиться на шлюпочную палубу. Музыканты (скрипачи и виолончелисты) вышли на правый борт у носовых кильблоков и стали исполнять там различные вальсы, классические произведения и рэгтаймы.
Поначалу посадка пассажиров в шлюпки шла очень медленно. Большинство пассажиров не желали покидать лайнер, и экипажу приходилось подолгу их уговаривать. Миллионер Джон Джекоб Астор заявил: «Мы здесь в большей безопасности, чем на этой лодочке». Многие наотрез отказывались садиться в шлюпку. Глава компании «Уайт Стар Лайн» Джозеф Брюс Исмей, понимая крайнюю необходимость эвакуации, ходил вдоль правого борта и призывал пассажиров незамедлительно занимать места в шлюпках. Несколько женщин и мужчин удалось убедить покинуть тонущее судно, и шлюпка № 7 была спущена первой в 0:45. В 0:40 по приказу капитана с верхней палубы стали пускать белые сигнальные ракеты.
В течение 45 минут после столкновения с айсбергом внутрь судна проникло около 14000 т океанской воды. «Титаник» уходил под воду с носовым дифферентом. Спустя час он составлял 4,5°, в течение второго часа рост дифферента уменьшился, из-за чего большинство пассажиров были уверены, что лайнер останется на плаву. Сразу после столкновения с айсбергом «Титаник» накренился на правый борт, но когда вода равномерно распределилась в затопленных отсеках, судно выровнялось. На палубе Е по левому борту вдоль всего лайнера шёл длинный коридор. Затопление этого коридора вызвало крен на левый борт и ускорило затопление неповреждённых отсеков.

### Начало эвакуации (0:40-1:20)

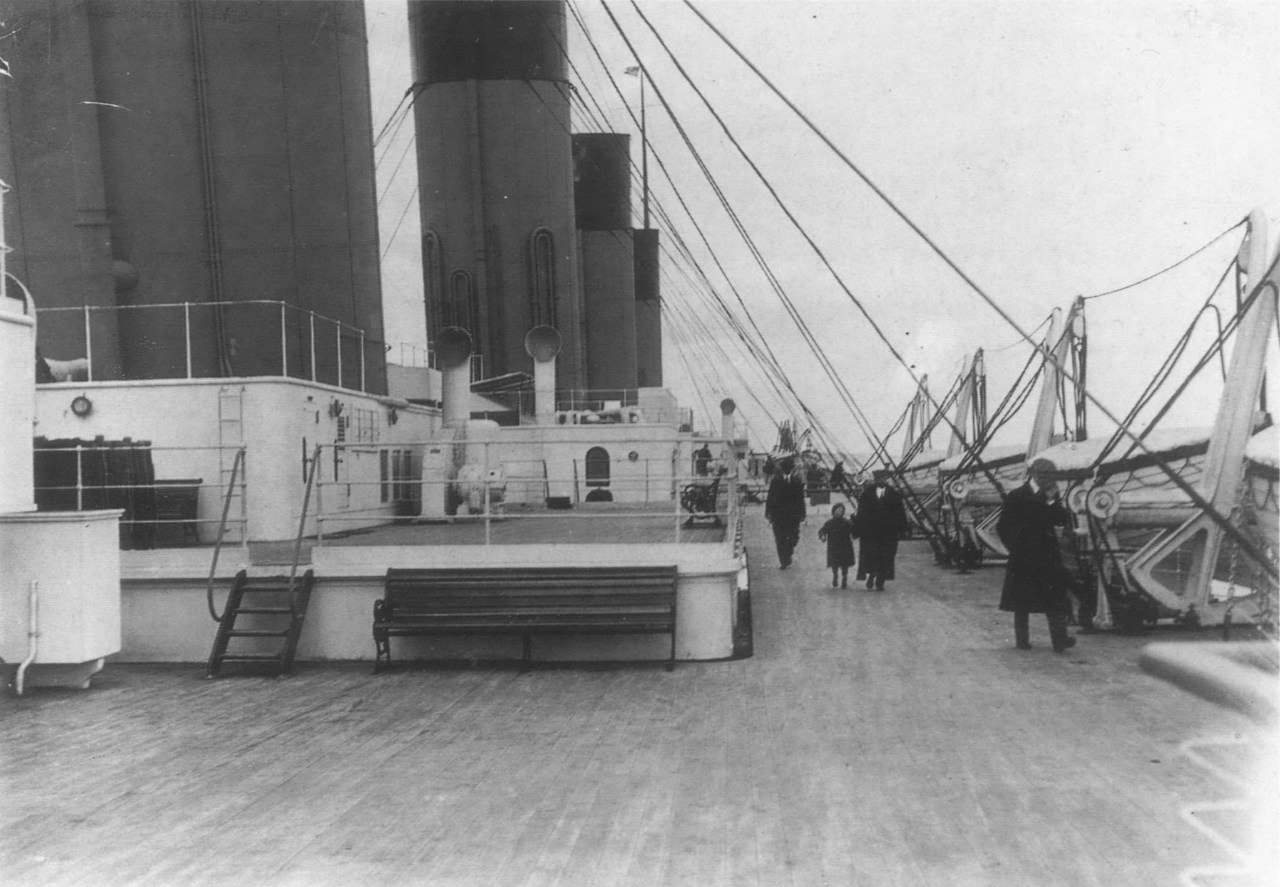
Шлюпочная палуба «Титаника»

В 0:45 от правого борта на воду была спущена первая шлюпка (№ 7). В ней было занято 28 мест (из 65). Вслед за ней с интервалом в несколько минут были спущены шлюпки № 5, 3 и 8. В 1:10 от левого борта была спущена шлюпка № 6. В ней было занято также всего 28 мест, в этой шлюпке спаслась Маргарет Браун. В первых девяти шлюпках, спущенных с «Титаника», оставалось большое количество свободных мест. Шлюпка № 5 была спущена на воду с 29 свободными местами, шлюпка № 3 с 33, шлюпка № 8 с 37, шлюпка № 1 с 12. Чарльз Лайтоллер, руководивший спуском шлюпок от левого борта, позже объяснил это тем, что он рассчитывал, что после спуска на воду в шлюпки подсядут женщины и дети с нижних палуб, но входные порты в бортах судна никто не открыл, а люди в шлюпках стремились как можно скорее отгрести от тонущего судна, опасаясь возникновения большой воронки вокруг него. Часть пассажиров садилась в шлюпки с палуб A и B, пролезая через окна или ограждения.
На шлюпочной палубе на левом борту не хватало матросов, поэтому Лайтоллер обратился за помощью к добровольцам. Канадский бизнесмен Артур Годфри вызвался помочь одним из первых. Он помогал закреплять и спускать шлюпки на воду. Годфри был единственным мужчиной, которому Лайтоллер добровольно позволил сесть в шлюпку. Многие из матросов, которые должны были работать со шлюпками, были отправлены вниз, чтобы открыть ворота, ведущие на шлюпочную палубу, и порты с левого борта, чтобы женщины и дети из третьего класса смогли сесть в шлюпки. Однако многих из них больше никто не видел. Вероятно, в носовой части судна их накрыла неожиданно хлынувшая вода, и все они погибли.
Первые полчаса после начала эвакуации на борту сохранялось относительное спокойствие. О том, что конструктор Томас Эндрюс дал «Титанику» не больше полутора — двух часов, знали только капитан Смит и глава «Уайт Стар Лайн» Исмей. Среди команды и пассажиров распространялось высказывание одного из офицеров, что «Титаник» ещё продержится на плаву восемь — девять часов, а к этому времени к нему на выручку успеют прийти несколько судов, вызванных по беспроводному телеграфу.
По коридору Скотленд Роуд на палубе «Е» с носа на корму переходили толпы мужчин из третьего класса, чьи каюты были уже затоплены. Тем не менее большинство из них не осознавало угрожавшей им смертельной опасности. В результате у главной лестницы, ведущей с палубы Е наверх, собралась большая толпа пассажиров третьего класса. Только в 0:30 стюардам было приказано выводить женщин и детей на шлюпочную палубу. Стюардам, отвечавшим за отдельные секции третьего класса, удалось собрать часть из них, но большинство женщин отказывались идти без мужей. Так как стюарды, опасаясь паники, никому не сообщали, что судно терпит бедствие, им с большим трудом удалось убедить лишь небольшую группу женщин надеть спасательные жилеты и отправиться наверх, на шлюпочную палубу. Поскольку в лабиринте коридоров, лестниц и переходов они могли заблудиться, старший стюард третьего класса приказал выводить женщин группами.
По настоянию стюардов пассажиры преимущественно надевали тёплые вещи. Первый класс перед выходом на шлюпочную палубу облачился в свитера, твидовые костюмы, бархатные жакеты, мохеровые жилеты, пальто, шубы, шляпы. Пассажиры второго класса не располагали таким обширным гардеробом: люди надевали простые пальто, брюки и юбки, младенцев кутали в одеяла. У пассажиров третьего класса зачастую почти не было другой одежды, помимо той, в которой они отправились в плавание. Из-за того, что ночь выдалась очень холодной, многие из них были вынуждены кутаться в пледы. Определённым согревающим эффектом обладали и спасательные жилеты. Те, кого эвакуация застала врасплох, не успевали одеваться, как следует. Часто люди ограничивались тем, что надевали пальто поверх ночных сорочек, пижам и халатов.
Шлюпки с «Титаника» продолжали спускаться с интервалом в несколько минут. Краска, которой были покрашены лебёдки, была свежей, и, поскольку ими ещё не пользовались, канаты прилипали к блокам. Шлюпки шли вниз рывками. Сначала резко опускалась носовая часть, потом корма. Миссис Уоррен позднее говорила, что в ту минуту она была уверена, что выпадет из шлюпки. Томас Эндрюс ходил по шлюпочной палубе и призывал женщин, которые всё ещё колебались, спуститься в шлюпки. «Дамы, — говорил он, — вы должны немедленно сесть. Нельзя терять ни минуты. Не будьте привередливыми в выборе шлюпок. Не раздумывайте. Садитесь, садитесь!»
С самого начала эвакуации на борту происходили несчастные случаи: пожилая француженка упала в зазор между шлюпкой № 10 и бортом судна, к счастью, двое мужчин на палубе «А» успели её подхватить, и со второй попытки ей удалось сесть в шлюпку. Пассажирка первого класса Энни Штенгель получила перелом нескольких рёбер, уже находясь в шлюпке, когда один из пассажиров, страдавший избыточным весом, и его брат прыгнули в ту же шлюпку и придавили её. Одному из стюардов чудом удалось избежать смерти, когда деревянная стенка между каютами третьего класса на палубе «Е» рухнула, и он оказался по пояс в воде. Многим пассажирам третьего класса на палубах «G», «F» и «E» приходилось пробираться наверх через потоки ледяной воды.
Между тем экипаж в трюме под руководством главного механика Джозефа Белла продолжал бороться с водой. Члены трюмной команды установили в носовые отсеки дополнительные насосы и продолжали откачивать воду. Инженеры, котельщики и машинисты выпускали пар из котлов в четвёртой котельной, чтобы те не взорвались во время затопления. В первых трёх котельных работа не прекращалась, вырабатываемый пар поддерживал работу генераторов, благодаря чему обеспечивалось бесперебойное электроснабжение судна. Около 0:45 герметичная дверь между пятой и затопленной шестой котельной не выдержала давления и обрушилась. В результате в пятую котельную хлынул мощный поток океанской воды, убив двоих механиков. Один из них, Джонатан Шеферд, при проведении аварийных работ незадолго до этого упал в технологический лаз междудонного пространства и сломал ногу. Кочегары вытащили его и посадили в углу котельной, однако при затоплении поднять его наверх не успели.

### Лёгкая паника (1:20-1:40)

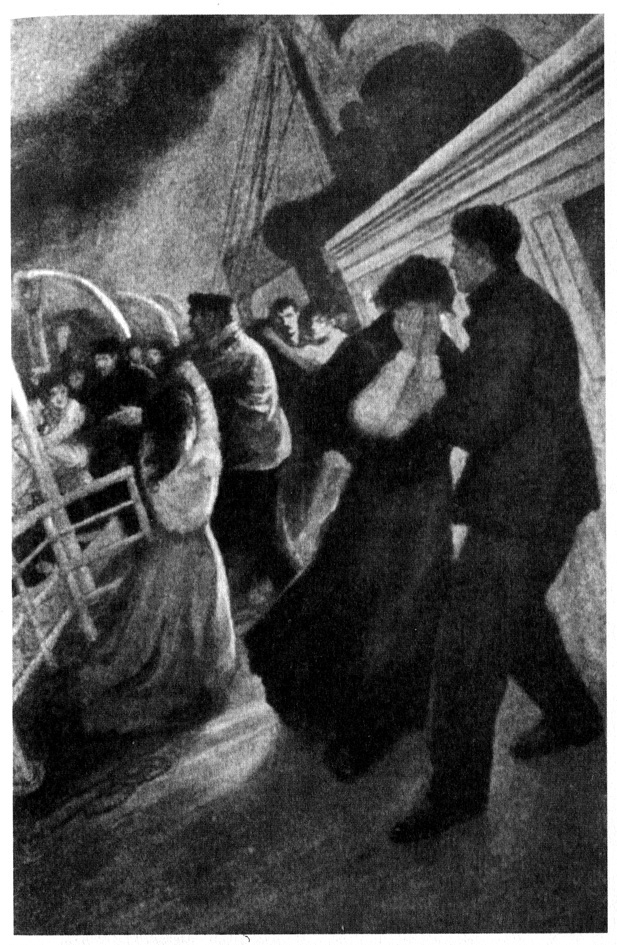
«Горестная разлука» — иллюстрация 1912 года

В 1:20 вода уже начала затоплять полубак, только тогда большинство пассажиров поняли, что «Титаник» обречён и в ближайшее время неизбежно затонет. В шлюпки начали садиться женщины, которые ещё недавно отказывались или колебались. Одних провожали мужья, о других проявляли заботу друзья или знакомые, с которыми они провели вместе четыре дня плавания. Эвакуация пошла быстрее. В шлюпки по-прежнему сажали в первую очередь женщин и детей. Их мужья и отцы были вынуждены оставаться на шлюпочной палубе. Миссис Шарлотту Коллир двум матросам пришлось буквально оторвать от мужа, чтобы препроводить в шлюпку. Селини Ясбек только в лодке обнаружила, что мужа нет рядом. Матросы уже начали спускать шлюпку, а женщина в отчаянии кричала, пытаясь всеми силами вырваться и вернуться на палубу. Однако ещё оставались пассажиры, которые продолжали надеяться на благополучный исход: Люсьен Смит, сказал своей жене: «Усаживать женщин и детей — это всего лишь формальность. Этот корабль оборудован основательно, все будут спасены». Муж Шарлотты Коллир, сажая её в шлюпку, сказал: «Иди, Лотти! Ради Бога, иди смелее! Я сяду в другую шлюпку!».
Появились первые признаки паники: люди начали перебегать с одного борта на другой в поисках свободной шлюпки, некоторые пытались запрыгнуть с палубы в шлюпку во время её спуска. В шлюпку № 14 проник мужчина, надев на голову шаль, чтобы его приняли за женщину, ещё несколько пассажиров попытались запрыгнуть в неё, когда та спускалась с 40 людьми на борту. Пятый помощник Гарольд Лоу, назначенный старшим по этой шлюпке, был вынужден сделать три предупредительных выстрела в воздух для усмирения толпы.
В 1:30 дифферент на нос составлял больше 5°, а из-за крена в 9° на левый борт между шлюпками на левом борту и корпусом лайнера образовалась метровая щель. Дети не могли преодолеть это расстояние, и их приходилось попросту бросать в шлюпку.
Возле основных выходов на шлюпочную палубу были расставлены стюарды и матросы, которые следили за тем, чтобы первыми прошли женщины и дети. Но со временем росло гнетущее чувство опасности, усиливалась нервозность, и со стороны мужчин участились попытки проникнуть на шлюпочную палубу.
Некоторые пассажиры, понимая, что шлюпок на всех не хватит, не пытались спастись. Ида Штраус, жена миллионера, совладельца сети универмагов Macy’s Исидора Штрауса, отказалась садиться в шлюпку без мужа, заявив: «Мы так много лет прожили вместе, теперь куда ты — туда и я». Ида Штраус уступила своё место в шлюпке горничной. Пара устроилась в шезлонге на застеклённом променаде палубы «А» и стала ждать там своей участи. Покинуть своего мужа отказалась и миссис Эллисон, несмотря на уговоры Лайтоллера. Бенджамин Гуггенхайм вышел на палубу в цилиндре и фраке и заявил, что переоделся в самый лучший костюм, чтобы умереть, как подобает настоящему джентльмену. Некоторые пассажиры собрались в столовой 3 класса на молитву.
Чтобы отслеживать скорость затопления лайнера, офицер Лайтоллер после спуска очередной шлюпки подбегал к аварийному трапу, ведущему со шлюпочной палубы на палубу «C», по уровню воды в нём он приблизительно рассчитывал время, которое «Титаник» ещё мог оставаться на плаву. Позже он вспоминал:

 Вид холодной зеленоватой воды, устрашающе ползущей по лестнице вверх, врезался в память. Вода медленно поднималась и одну за другой покрывала электрические лампочки, которые ещё какое-то время жутко и неестественно светились под водой.
Четверо из пяти спасшихся людей являлись пассажирами первого и второго классов. Ближе всех к шлюпочной палубе были пассажиры первого класса, каюты которых располагались преимущественно на верхних палубах, поэтому среди них велика доля спасённых (62 %). Большая часть пассажиров третьего класса не смогла выбраться из лабиринта коридоров нижних палуб. Они были отделены от первого и второго классов воротами, находившимися в разных частях судна, многие из которых оказались закрыты. В некоторых местах экипаж «Титаника» не давал пассажирам третьего класса прохода наверх, поскольку не был проинформирован о серьёзности положения. Многие из третьего класса обязаны своими жизнями стюарду Джону Эдварду Харту, который три раза спускался на нижние палубы и группами выводил их наверх. Изолирование третьего класса от остальных предусматривалось законом об эмиграции США в целях предотвращения возможного распространения инфекционных заболеваний. Пассажиры первых двух классов сходили с лайнера на причал Манхэттена, а пассажирам третьего класса было позволено высаживаться только на остров Эллис, где они проходили обязательный санитарный контроль.
Известно, что женщинам из кают третьего класса в большинстве случаев не препятствовали выйти на шлюпочную палубу, наоборот, их всячески призывали к этому, но не всегда эти призывы находили положительный отклик. Многие из женщин, размещавшихся на корме, сначала вообще отказывались покидать свои каюты. Часть пассажиров третьего класса добиралась до шлюпочной палубы в обход барьеров, ограждавших их от остальных: по стрелам грузоподъёмных кранов на корме, по такелажам, перелезая через леера, люди пробирались к трапам и палубам первого и второго классов, откуда беспрепятственно можно было попасть к шлюпкам.

### Ближайшие суда

Ближайшие к тонущему «Титанику» суда с указанием приблизительного расстояния данного судна до «Титаника» (в км)

Ни один корабль так и не подоспел к тонущему «Титанику». Но это не значит, что не было корабля, способного подойти к бедствующему судну. Так, «Калифорниэн» находился примерно в 1 ч. 6 мин. — 1 ч. 20 мин. полного хода от места бедствия. «Калифорниэн» и был оборудован радиоприёмником, но в 23:30 после 15 часов напряжённой работы единственный радист «Калифорниэна» Сирил Эванс выключил радиостанцию и лёг спать. По трагическому стечению обстоятельств это произошло всего за 10 минут до столкновения «Титаника» с айсбергом и за 40 минут до начала передачи сигнала бедствия. Поскольку у Эванса не было сменщика, единственное судно, которое могло прийти на помощь, пока «Титаник» ещё держался на плаву, не принимало сигналы бедствия. Прочие суда находились от «Титаника» более чем в 3 часах полного хода. Впрочем, по другим исследованиям, «Калифорниэн» не смог бы подоспеть к «Титанику» вовремя, даже если бы он начал двигаться к нему сразу после первой увиденной сигнальной ракеты; в лучшем случае, судно подоспело бы к «Титанику» примерно к моменту его полного затопления, если бы шло на максимальной скорости. Что было бы нереально, так как, во-первых, ни один капитан не стал бы приказывать судну немедленно начинать движение лишь из-за одной сигнальной ракеты, не попытавшись уточнить, что происходит, а во-вторых, в условиях безлунной ночи и обширного ледового поля, «Калифорниэн» не смог бы идти к месту крушения на максимальной скорости. Кроме того, путаницу неизбежно внесли бы и неточные координаты «Титаника», передававшиеся в эфир, что заставило бы капитана Калифорниэна потратить дополнительное время на их уточнение из-за их несоответствия положению источника сигнальных ракет. Таким образом, по реалистичному сценарию, «Калифорниэн» смог бы добраться до места крушения «Титаника» лишь значительно позже его затопления.
По приказу капитана в 0:14 радисты начали передавать сигнал бедствия CQD, который продолжал использоваться на радиооборудовании компании «Маркони К°» после принятия в 1906 году единого радиосигнала бедствия SOS. Ближе всего к тонущему «Титанику» оказались три судна: «Калифорниэн» в 32 км, «Маунт Темпль» в 80 км и «Карпатия» в 93 км.
В 0:19 с канадского парохода «Маунт Темпль» пришло подтверждение о приёме радиограммы, судно отправилось к терпящему бедствие «Титанику», однако из-за большого скопления айсбергов и обширного ледяного поля шло на небольшой скорости и прибыло к месту крушения только около 4 часов утра. В 0:30 на «Титаник» пришёл ответ с «Карпатии». Радист передал, что «Карпатия» идёт на помощь, развив предельную скорость. После получения ответа с «Карпатии» радист Брайд предложил своему коллеге Джеку Филлипсу вместо привычного сигнала бедствия подать новый — SOS. В 0:45 «Титаник» начал передавать в эфир SOS.
«Карпатия» была небольшим пассажирским пароходом, её максимальная скорость составляла всего 14 узлов. 11 апреля она отправилась из Нью-Йорка в Триест, с промежуточными остановками в Генуе и Неаполе. На её борту пустовала почти половина кают. Сразу после получения сигнала бедствия с «Титаника» капитан Артур Рострон приказал сменить курс и идти к тонущему судну. Чтобы развить как можно большую скорость, к топкам вызвали подвахтенных кочегаров (свободная смена), на «Карпатии» были отключены отопление и горячая вода. Благодаря этому, лайнер развил рекордную скорость 17,5 узлов. Капитан Рострон собрал весь экипаж и приказал готовить судно к приёму более 2000 человек. Первому помощнику капитан приказал подготовить к спуску спасательные шлюпки, открыть все входные порты в бортах судна и подвести к ним свет, завести дополнительные тали, подготовить беседки для поднятия на борт раненых и больных и парусиновые стропы для приёма детей; из всех входных портов спустить забортные трапы и приготовить грузовые сетки для подъёма людей. Судовому врачу велено было подготовить все средства для оказания первой помощи, все обеденные салоны переоборудовать в медпункты. Стюардам надлежало собрать вместе всех пассажиров третьего класса, чтобы освободить как можно больше постелей для размещения пассажиров третьего класса «Титаника». Других пострадавших в случае необходимости предполагалось разместить в курительном салоне, холле и библиотеке.
С мостика «Титаника» были видны огни «Калифорниэна», который не реагировал на сигнал бедствия, поэтому капитан приказал пускать сигнальные ракеты белого цвета через каждые пять минут. Все восемь ракет, выпущенные четвёртым помощником Боксхоллом, видели на мостике «Калифорниэна», однако вахтенные посчитали, что какое-то грузовое судно без телеграфа информирует о том, что оно остановилось из-за большого скопления айсбергов. Также экипаж «Титаника» пытался установить связь с помощью лампы Морзе, но на «Калифорниэне» их приняли за обычное мерцание огней судна вдалеке.
Радистам «Титаника» удалось установить связь со многими судами и передать сигнал бедствия. 7 судов сменили курс и отправились к месту бедствия. Ниже представлены некоторые радиограммы, которые заполнили радиоэфир в ночь на 15 апреля.
| Время | Судно                                | Судоходная компания                   | Текст сообщения | Комментарий |
| ----- | ------------------------------------ | ------------------------------------- | --- | --- |
| 0:14  | «Титаник»                            | «Уайт Стар Лайн»                      | CQD CQD CQD CQD CQD CQD DE MGY MGY MGY MGY MGY MGY 41,46 норд 50,24 вест                                                        | |
| 0:18  | «Франкфурт»                          | «Норддойче Ллойд»                     | ОК. Оставайтесь на связи. | |
| 0:19  | «Маунт Тампль»                       | «Кэнэдиан Пасифик Лайн»»              | Вас поняли. | |
| 0:19  | «Вирджиниан»                         | «Аллан Лайн»                          | Спешим на помощь. | |
| 0:19  | Радиостанция мыса Рейс               |                                       | Сигнал получен и передан дальше на материк                                                                                      | |
| 0:24  | «Карпатия»                           | «Кунард Лайн»                         | Доброе утро, старина. Знаешь ли ты, что на мысе Код для тебя есть сообщения?                                                    | Радист «Карпатии» только что вернулся в радиорубку и не был в курсе произошедшего                                    |
| 0:25  | «Титаник» «Карпатии»                 | «Уайт Стар Лайн»                      | Немедленно идите на помощь. Мы столкнулись с айсбергом. Это CQD, приятель. Наши координаты 41,46 норд, 50,14 вест.              | |
| 0:25  | «Карпатия» «Титанику»                | «Кунард Лайн»                         | Передать это капитану? Вам нужна помощь?                                                                                        | |
| 0:25  | «Титаник» «Карпатии»                 | «Уайт Стар Лайн»                      | Да, приходите скорее. | |
| 0:27  | «Титаник»                            | «Уайт Стар Лайн»                      | Требуем немедленной помощи. Столкнулись с айсбергом. Тонем в 41,46 норд 50,14 вест. Ничего не слышно из-за грохота паровых труб | |
| 0:30  | «Карпатия»                           | «Кунард Лайн»                         | «Карпатия» находится в 58 милях и торопится на помощь изо всех сил.                                                             | |
| 0:33  | «Титаник» «Франкфурту»               | «Уайт Стар Лайн»                      | Вы идёте к нам на помощь? | |
| 0:34  | «Франкфурт»                          | «Норддойче Ллойд»                     | Что с вами? | |
| 0:34  | «Титаник»                            | «Уайт Стар Лайн»                      | 41,46 норд, 50,14 вест. Скажи своему капитану, чтобы скорее шёл к нам на помощь. Мы во льдах                                    | |
| 0:34  | «Франкфурт»                          | «Норддойче Ллойд»                     | ОК. Передам | |
| 0:45  | «Титаник»                            | «Уайт Стар Лайн»                      | SOS SOS SOS CQD CQD MGY | |
| 0:50  | «Титаник»                            | «Уайт Стар Лайн»                      | CQD Требую немедленной помощи. 41,46 норд 50,14 вест                                                                            | |
| 0:51  | «Бирма»                              | «Русское Восточно-Азиатское общество» | MGY, что с вами случилось? | |
| 0:51  | «Титаник» «Бирме»                    | «Уайт Стар Лайн»                      | Столкнулись с айсбергом и тонем; пожалуйста, передайте капитану следовать к нам                                                 | |
| 0:51  | «Бирма» «Титанику»                   | «Русское Восточно-Азиатское общество» | Мы в 100 милях от вас, идём на 14 уз., подойдём к 6:30. Наши координаты: долг. 40,48 норд, шир. 52,13 вест — SBA                | |
| 0:51  | «Титаник» «Бирме»                    | «Уайт Стар Лайн»                      | ОК, старик — MGY | |
| 0:52  | «Карония» «Балтику»                  | «Кунард Лайн»                         | SOS MGY CQD в 41,46 норд, 50,14 вест. Требует немедленной помощи                                                                | |
| 1:10  | «Титаник» «Олимпику»                 | «Уайт Стар Лайн»                      | Мы столкнулись с айсбергом. Мы погружаемся носовой частью. Придите как можно скорее. 41,46 норд, 50,14 вест.                    | |
| 1:10  | «Титаник» «Олимпику»                 | «Уайт Стар Лайн»                      | Капитан просит вас приготовить шлюпки. Каковы ваши координаты?                                                                  | |
| 1:15  | «Балтик» «Каронии»                   | «Уайт Стар Лайн»                      | Просим сообщить «Титанику», что мы идём к нему полным ходом                                                                     | |
| 1:20  | «Карония» «Титанику»                 | «Кунард Лайн»                         | «Балтик» идёт к вам на помощь.                                                                                                  | |
| 1:20  | Радиостанция мыса Рейс               |                                       | «Вирджиниан» идёт к вам на помощь, находясь в 170 милях севернее                                                                | |
| 1:25  | «Олимпик»                            | «Уайт Стар Лайн»                      | 40,52 норд, 61,18 вест. Идёте ли вы нам навстречу курсом на юг?                                                                 | |
| 1:25  | «Титаник» «Олимпику»                 | «Уайт Стар Лайн»                      | Мы сажаем женщин в спасательные шлюпки                                                                                          | |
| 1:27  | «Титаник» всем судам                 | «Уайт Стар Лайн»                      | Всем, всем, всем. Мы сажаем женщин в спасательные шлюпки                                                                        | |
| 1:30  | «Титаник» «Олимпику»                 | «Уайт Стар Лайн»                      | Пассажиры садятся в шлюпки | |
| 1:35  | «Франкфурт»                          | «Норддойче Ллойд»                     | Находятся ли уже поблизости от вас другие суда?                                                                                 | Вопрос был проигнорирован                                                                                            |
| 1:35  | «Олимпик»                            | «Уайт Стар Лайн»                      | Какая у вас погода? | |
| 1:35  | «Титаник»                            | «Уайт Стар Лайн»                      | Ясно и спокойно | |
| 1:37  | «Балтик»                             | «Уайт Стар Лайн»                      | Спешим к вам | |
| 1:40  | «Олимпик»                            | «Уайт Стар Лайн»                      | Спешно зажигаю топки всех котлов                                                                                                | |
| 1:45  | «Титаник»                            | «Уайт Стар Лайн»                      | Приходите как можно скорее; машинное отделение затоплено по самые котлы                                                         | Тем самым радист сообщал, что уже затоплено несколько котельных отсеков                                              |
| 1:48  | «Титаник»                            | «Уайт Стар Лайн»                      | SOS SOS SOS MGY | |
| 1:50  | «Франкфурт»                          | «Норддойче Ллойд»                     | Что с вами случилось? | |
| 1:50  | «Титаник»                            | «Уайт Стар Лайн»                      | Дурак, слушай и не мешай работать                                                                                               | |
| 1:55  | Радиостанция мыса Рейс «Вирджиниану» |                                       | Мы не слышим «Титаник» уже около получаса, возможно, у него уже отключилось электричество                                       | |
| 2:00  | «Титаник»                            | «Уайт Стар Лайн»                      | …тонем…вода…пассажиры… (нрзб)                                                                                                   | Из-за падения напряжения сигнал стал слабым, и радист «Карпатии» смог разобрать только несколько слов                |
| 2:05  | «Титаник»                            | «Уайт Стар Лайн»                      | MGY CQD SOS SOS SOS | |
| 2:08  | «Титаник»                            | «Уайт Стар Лайн»                      | V V | Радист Филлипс отбил два раза V для тестирования отрегулированного им сигнала в условиях низкого сетевого напряжения |
| 2:20  | «Олимпик» «Вирджиниану»              | «Уайт Стар Лайн»                      | Слышно что-нибудь от MGY? | |
| 2:20  | «Вирджиниан»                         | «Аллан Лайн»                          | Нет. Строго слежу, но больше ничего не слышу от MGY. Он не отвечает                                                             | |

### Спуск последних шлюпок (1:35—2:05)

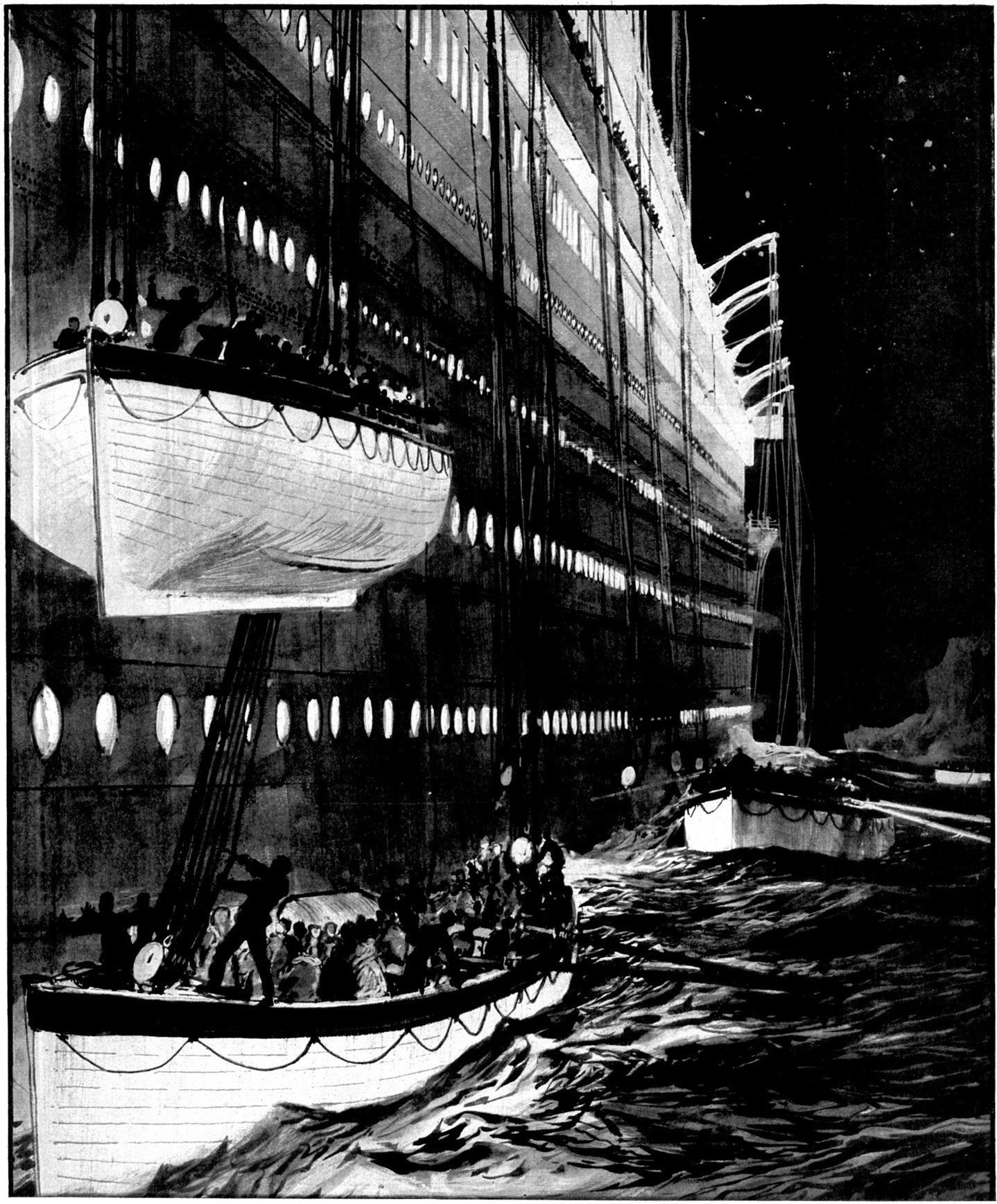
Шлюпка № 15 едва не опустилась на шлюпку № 13

В 1:30 дифферент судна на нос стал быстро увеличиваться. Радисты передавали в эфир ситуацию на борту. В 1:25 было передано: «Мы сажаем женщин в шлюпки», в 1:35: «Затапливается машинное отделение», в 1:45: «Машинное отделение затоплено до уровня котлов». В это время на «Титанике» начались перебои с электричеством, но, несмотря на это, оба радиста продолжали работать.
Последние шлюпки спускались на воду в основном полностью загруженными или даже перегруженными. Например, в шлюпке № 11, спущенной в 1:35, находилось 70 человек, то есть на 5 больше расчётного. Эта шлюпка чуть не была затоплена струёй воды, вырывающейся из выпускного отверстия конденсатора, диаметром чуть меньше метра. В шлюпке № 13, спущенной в 1:40, были заняты все 65 мест. Она также была подтоплена водой из сливного отверстия. Кроме того, она долго не могла отплыть от тонущего лайнера из-за заклинившего полиспаста. Потоками воды её снесло под шлюпку № 15, спускаемую в это же время. В последний момент удалось разрубить тросы, и шлюпка благополучно отчалила.
Около 1:40 на борту судна началась паника. Группы мужчин, как из пассажиров, так и из членов экипажа массово занимали места в шлюпках, не дожидаясь женщин, и соглашались освободить шлюпку только под угрозой применения оружия. Так, шлюпку № 2 сначала заняли кочегары, которых Лайтоллер прогнал, угрожая револьвером. У некоторых мужчин, когда офицеры отказывали им в посадке в шлюпку, начиналась истерика.
В 1:40 была спущена складная шлюпка С, в момент начала её спуска шлюпочная палуба в носовой части опустела, так как большинство пассажиров перешли к корме. Этим воспользовался Джозеф Брюс Исмей, который перед самым спуском сел в неё. Позднее он был затравлен газетами, его деяние было расценено как трусость.
В 1:55 Грейси и его друг Смит стали помогать Лайтоллеру спускать складные шлюпки, располагавшиеся над офицерскими каютами. Когда была спущена шлюпка B, шлюпочную палубу уже заливала вода:

 Мой друг Клинч Смит предложил бежать в сторону кормы. Но перед нами возникла живая стена людей, бежавшая к шлюпкам и блокировавшая нам путь. В толпе, среди мужчин, были женщины, и они, казалось, были пассажирами третьего класса. Даже среди этих людей не было никакого истеричного крика, никаких признаков паники. О, это была молчаливая агония толпы. — Арчибальд Грейси IV
Когда на воду с «Титаника» спускали уже последние шлюпки, несколько мужчин, понимая, что их шансы на спасение ничтожны, поскольку на борту ещё находилось много женщин и детей, передавали пассажирам шлюпок записки с просьбами связаться с их близкими. Бенджамин Гуггенхайм в ней просил сообщить своей жене, что он старался исполнить свой долг до конца. Джей Яртс передал незнакомой женщине записку, в которой он просил сообщить его сестре из города Финдли, штат Огайо, о своей гибели.
На правом борту палубы распространился слух, что на левой стороне в спасательные шлюпки сажают и мужчин. Кто пустил его, неизвестно, ведь на левом борту спуском руководил второй помощник капитана Лайтоллер, который, кроме членов экипажа, обслуживавших шлюпки, мужчин в них принципиально не сажал. Однако почти все мужчины с правого борта шлюпочной палубы бросились на левый, и на правом остались всего два или три человека
Стюарды и другие члены команды образовали вокруг последних спасательных шлюпок кордон, через который пропускали только женщин. В 1:45 была спущена шлюпка № 2. Сначала её заняли не говорящие по-английски мужчины, но Лайтоллер, угрожая револьвером, всех их высадил. Поскольку на левом борту в носовой части шлюпочной палубы не оказалось достаточного количества женщин и детей, шлюпка была спущена с 24 занятыми местами (из 40). В 1:55 шлюпка № 4 была спущена с 42 занятыми местами.
В 2:05 с «Титаника» была спущена последняя шлюпка — складная шлюпка D с 25 людьми на борту, ещё двое мужчин запрыгнули в лодку, когда та была уже спущена на воду. На борту ещё оставались складные шлюпки A и B, установленные на крыше офицерских кают. Перенести их к шлюпбалкам вручную не представлялось возможным. На правом борту члены экипажа и пассажиры приставили к надстройке несколько вёсел и скатили по ним шлюпку А на палубу. Там под неё были заведены шлюпбалки. Шлюпку B попытались просто сбросить с крыши, но лодка перевернулась и упала вверх дном. Около 2:10 вода достигла шлюпочной палубы, под воду начали уходить капитанский мостик и офицерские каюты. Потоки воды смыли с палубы шлюпку В и подтопили шлюпку А, которая была уже установлена на шлюпбалках. Капитан Смит в последний раз обошёл шлюпочную палубу. Он говорил радистам и другим членам экипажа прекратить работу и попытаться спастись самим. «Теперь каждый сам за себя», — повторял он.
Последние свидетельства о капитане противоречивы: одни говорили, что он отправился на мостик, который стремительно затоплялся водой, другие якобы видели капитана плавающим в воде около складной шлюпки В. Капитан Смит не покинул тонущее судно и погиб, тело не было найдено. Стюард Джон Стюарт видел Томаса Эндрюса около 1:40 в курительном салоне первого класса. Он стоял без спасательного жилета и задумчиво смотрел на картину, висевшую над камином, он тоже погиб. Радисты покинули радиорубку только тогда, когда её начало заливать водой. Филлипс направился к корме, а Брайд к складной шлюпке В (ему удалось спастись на перевёрнутой лодке, а Филлипс погиб вместе с оставшимися на борту лайнера людьми).
В это время многие пассажиры ринулись к корме, которая начала стремительно подниматься. Там исповедовал отец Томас Байлз. Есть свидетельства, что люди на борту начали исполнять христианский гимн «Ближе, Господь, к Тебе» под аккомпанемент судового оркестра, который играл на шлюпочной палубе всё время, пока шла эвакуация. Многие пассажиры прыгали в воду и пытались догнать отплывавшие от тонущего судна шлюпки, но удалось это единицам. После двух часов ночи в кормовой части судна скопились сотни человек.

Схематичное изображение шлюпок на шлюпочной палубе. Возле каждой шлюпки указаны время её спуска на воду и количество занятых на момент спуска мест (цифры могут быть неточными)

### Последние минуты на воде (2:05-2:20)
К 2 часам ночи салоны, холлы, рестораны, каюты и коридоры практически опустели. Лишь часть пассажиров первого класса удалилась в курительный салон. Майор Арчибальд Батт, художник Фрэнсис Миллет, Кларенс Мур и Артур Райерсон сели за ломберный стол, раздали карты и начали играть. Журналист Уильям Стед, сидя в кресле, погрузился в чтение. Последним прибежищем для большинства из 800 пассажиров и 600 членов экипажа, оставшихся на борту, стала палуба кормовой надстройки, являющаяся променадом третьего класса.
По мере вывода котельных из работы, сокращалась выработка электроэнергии. Напряжение в сети падало, и освещение на лайнере становилось всё более тусклым. В третьем часу помещения и палубы «Титаника» освещались слабым блёклым светом.
После двух часов ночи дифферент стал расти на глазах. Скорость затопления судна возросла за счёт выбитых окон, дверей и люков. Это сопровождалось все более усиливающимся грохотом бьющегося стекла, падающей мебели, шезлонгов на прогулочных палубах, тысяч предметов в ресторанах, кухнях и салонах. Людям с трудом удавалось удерживаться на ногах. Наклон палубы становился всё больше, и те, кто не смогли вовремя ухватиться за надстройки, вентиляторы, тросы или релинги, скатывались вниз, в бурлящие вокруг «Титаника» океанские воды.
Резко возросшая скорость затопления лайнера и увеличение дифферента привели к тому, что около 2:15 корпус «Титаника» дёрнулся и заметно двинулся вперёд. Это вызвало большую волну, которая смыла людей с носовой части шлюпочной палубы в море.
За борт вместе с перевёрнутой шлюпкой B были смыты помощники капитана Чарльз Лайтоллер, Уильям Мёрдок и Генри Уайлд, младший офицер радиосвязи Гарольд Брайд, главный пекарь Чарльз Джокин, пассажиры первого класса Арчибальд Грейси IV и 17-летний Джек Тайер. Уильям Мёрдок и Генри Уайлд погибли.
В 2:15 дифферент составлял уже около 20-25°. Из воды стали подниматься гребные винты. Оставшиеся на судне почувствовали сильную дрожь корпуса. Многие выжившие описывали сильный грохот, который могли издавать тяжёлые механизмы, сорвавшиеся со своих мест в машинном отделении. В 2:15 поднимающаяся вода деформировала вертикальный трубопровод, поддерживающий первую дымовую трубу, что вызвало её обрушение, которое мгновенно раздавило десятки людей, а в образовавшееся отверстие стала заливаться вода, значительно увеличивая скорость затопления. В 2:17 свет начал мерцать и затем погас окончательно.
За всё время затопления внутрь судна поступило около 65 000 т воды, таким образом, его водоизмещение увеличилось более чем в два раза, с 52 310 т до 117 000 т. В таком состоянии корпус лайнера находился под действием двух противоборствующих сил: с одной стороны, нос тянуло ко дну, результирующая сила, действующая на корму, вследствие уменьшения выталкивающей силы была также направлена вниз. С другой стороны, погрузившаяся под воду средняя часть лайнера (между второй и третьей трубой) сохраняла положительную плавучесть. Возник изгибающий момент, стремящийся повернуть корму относительно носа, в результате чего в 2:18 корпус лайнера разломился в районе третьей дымовой трубы на две части. Средний сегмент при разломе почти полностью разрушился. Кормовая часть опустилась и приняла почти горизонтальное положение. Некоторое время нос и корму связывал участок двойного днища. Полностью отвалившись, носовая часть сразу же пошла ко дну, а корма, быстро заполняясь водой, приняла почти вертикальное положение и на несколько секунд остановилась, затем, продолжая заполняться водой и вращаясь вокруг своей оси, стала погружаться и в 2:20 тоже полностью скрылась в ледяных водах Атлантики.

## Агония (2:20—3:00)

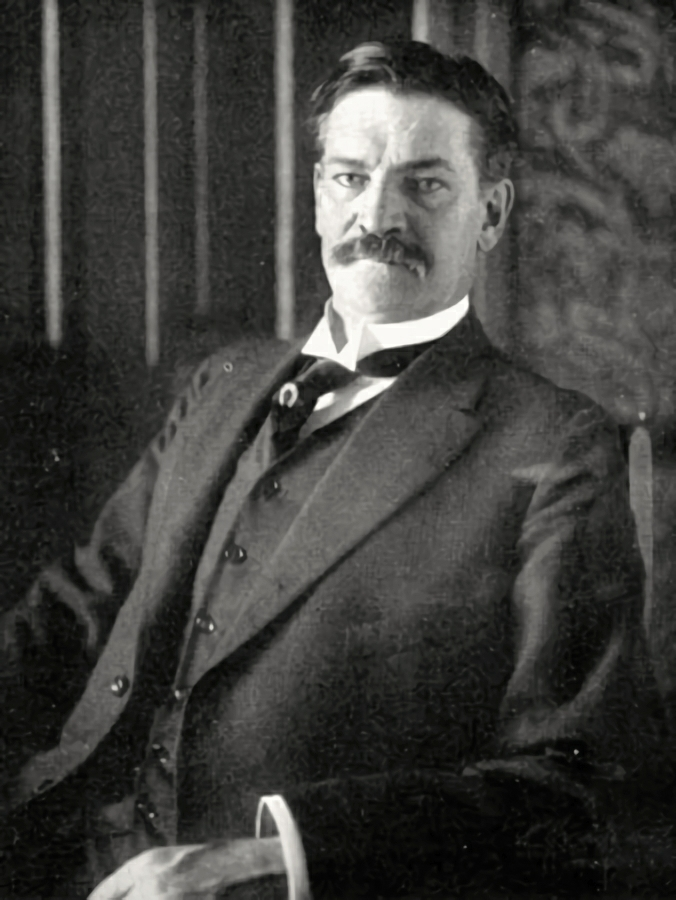
Арчибальд Грейси, спасшийся на складной шлюпке В

После полного погружения кормы под воду на поверхность выплыли сотни человек. Они плавали в ледяной воде среди многочисленных обломков судна: деревянных балок, мебели, дверей, кусков отделки помещений и несгоревших гильз от сигнальных ракет. Большая часть этих предметов оказалась в воде при разломе корпуса. Многие использовали их как плавсредство. Судовой пекарь Чарльз Джокин незадолго до полного погружения «Титаника» стал сбрасывать в воду стоящие на палубе стулья и шезлонги, полагая, что кому-нибудь они помогут удержаться на воде.
Температура океанской воды составляла −2°С (порог замерзания). Находившийся в ней человек умирал от переохлаждения в среднем в течение 30 минут. Чарльз Лайтоллер так описывал свои ощущения: «будто тысяча ножей вонзаются в тело». Часть людей погибла сразу, как оказалась в воде, от сердечного приступа, вызванного нервным потрясением и нагрузкой на сердечно-сосудистую систему. Большинство оказавшихся в воде медленно умирали от сильнейшего переохлаждения. Сначала появлялась сильная дрожь, затем следовали понижение сердечного ритма, температуры тела, потеря сознания и наконец наступала смерть.
Крики в муках умирающих людей были слышны во всех шлюпках. Пассажир шлюпки № 13 вспоминал: 

Все эмоции человеческого страха, отчаяния, муки, сильной обиды и безрассудного гнева смешались… Будто каждый из них говорил: Как это возможно, что такое страшное событие происходит со мной? Что, я должен был попасть в эту ловушку?— Лоренс Бизли
Джек Тайер сравнил крики людей со стрекотом саранчи в летнюю ночь. Спасённый из воды пассажир I класса писал об этом следующее:

Душераздирающие крики из более чем тысячи уст, проклятия и стоны, мольбы испуганных и задыхавшихся от страха тонущих людей никто из нас не забудет до конца своих дней. Призывы о помощи и призывы к Богу неслись над чёрными водами весь следующий час, но время шло, и крики становились всё слабее и слабее, пока не смолкли совсем.— Арчибальд Грейси IV
Многие очевидцы заявляли, что душераздирающие мольбы о помощи замерзающих людей, хорошо слышные в сотнях метров от места крушения, были самым страшным воспоминанием о катастрофе. Экипаж и пассажиры с большим трудом рассказывали о них на допросах. Второй помощник Чарльз Лайтоллер спустя 23 года после крушения признался, что старался никогда не вспоминать о тех ужасных криках.
Среди тех, кто оказался в воде, выжить удалось лишь немногим. За шлюпку B ухватились около 30 человек — в основном, члены экипажа — Чарльз Лайтоллер, Гарольд Брайд, главный пекарь Чарльз Джокин, повар Айзек Хирам Мейнард, стюард ресторана Сесил Фицпатрик, стюард первого класса Томас Артур Уайтли, стюард третьего класса Сид Дэниэлс, кочегары Уильям Чарльз Линдсей и Уолтер Херст, пассажиры первого класса Арчибальд Грейси IV и Джек Тейер, пассажиры третьего класса Альберт Йохан Мосс, Патрик О’Киф, Виктор Фрэнсис Сандерленд, Эдвард Артур Доркинг. Понимая риск полного затопления лодки, они стали отталкивать плавающих в воде людей веслом, несмотря на их мольбы о помощи. В своей книге Грейси выражал восхищение поведением оставшихся в воде: «<…>я не слышал ни одного упрёка в ответ на отказ в помощи. Отказ был встречен мужественным возгласом сильного человека: „Ладно, удачи, парни, и храни вас Бог!“». До частично затопленной складной шлюпки А добрались 18 человек (в том числе 3 женщины). Её пассажиры были вынуждены сидеть на протяжении нескольких часов по колено в ледяной воде. Вскоре шлюпку накрыла волна и все соскользнули в холодную воду. Пассажиры первого класса Томсон Битти и светская львица Эдит Корс Эванс, пассажиры третьего класса Артур О’Киф, Эдвард Линделла и Элин Герда Линделл умерли от переохлаждения. Пассажирка третьего класса Рода «Роза» Эбботт вместе со своими двумя сыновьями была смыта с палубы, но она смогла всплыть на полузатопленный плот, её сыновья утонули. Она является единственной женщиной, которую вытащили из-под воды.
После того, как корма ушла под воду, к месту крушения вернулась шлюпка № 4, которой командовал рулевой Уолтер Перкис. Она была ближе всех к месту затопления лайнера и подобрала из воды, по разным данным, от 5 до 8 человек, из них двое той же ночью скончались. В остальных шлюпках после непродолжительных споров было решено не возвращаться назад из-за опасений, что в панике люди могут перевернуть шлюпку. Рулевой «Титаника» Хиченс, который командовал шлюпкой № 6, в ответ на предложение спасти хоть кого-нибудь заявил, что нет смысла возвращаться, поскольку «там только много мертвецов».
Через 15—20 минут крики стали постепенно замолкать, тонущие люди теряли сознание и умирали. Пятый помощник Гарольд Лоу, командовавший шлюпкой № 14, ждал, пока голоса немного утихнут, перед тем, как вернуться и подобрать ещё живых людей. Для этого он собрал вместе 5 шлюпок и пересадил в них пассажиров своей шлюпки. Затем с семью матросами и одним добровольцем стал грести в сторону места крушения. Вся операция заняла около 40 минут. К этому времени в живых оставалось всего несколько человек. Одним из спасённых оказался азиат, которого в бессознательном состоянии втащили в шлюпку с плавающей двери. Он очень быстро пришёл в себя и вскоре стал помогать матросам грести. Всего команда Лоу вытащила из воды четверых мужчин, один из которых вскоре умер. 13 человек было спасено с шлюпки A и 24 человека — с шлюпки B. На поверхности воды остались плавать сотни окоченевших трупов, руки многих были сведены судорогой и подняты вверх.

## Дрейф шлюпок

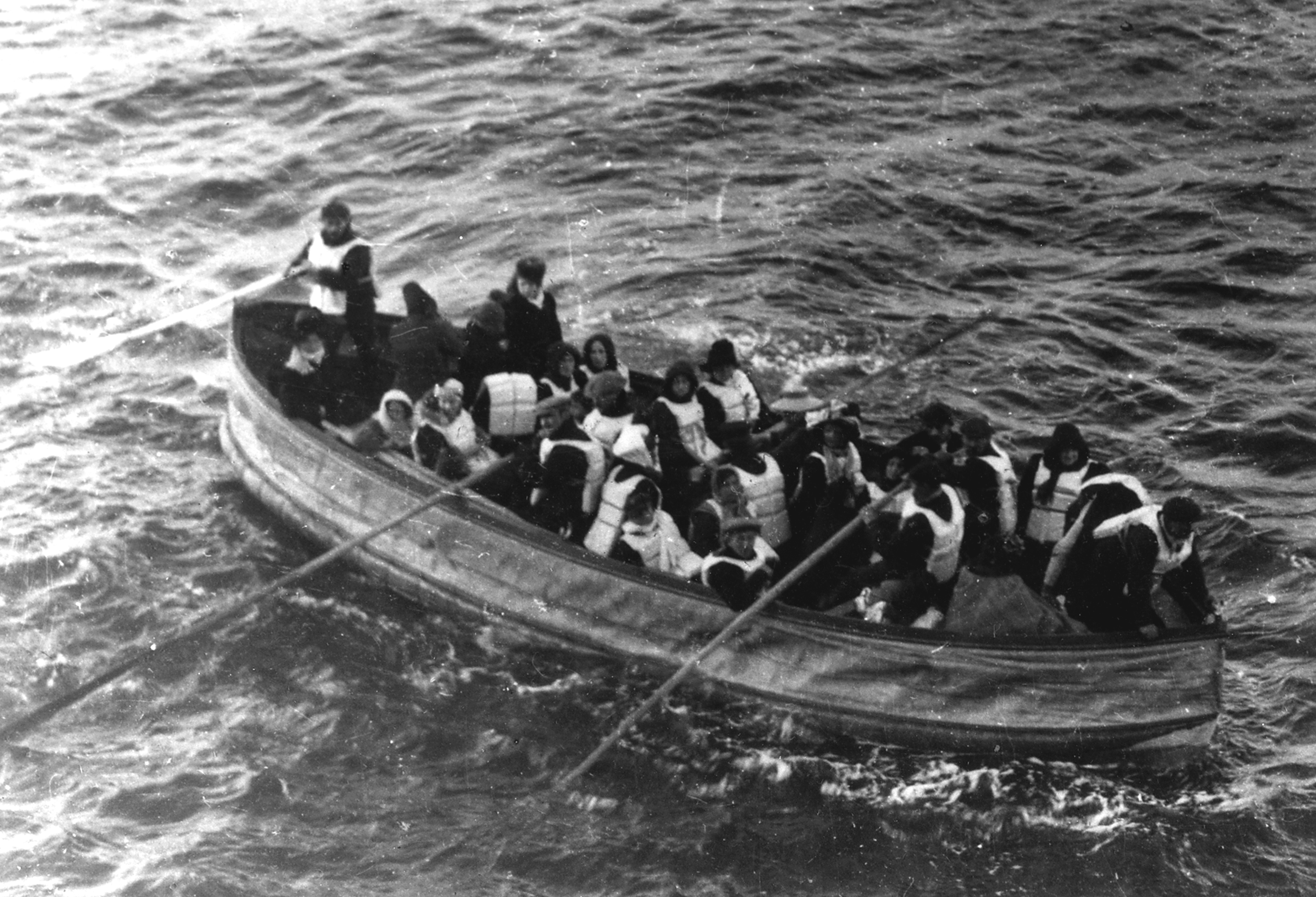
Складная шлюпка D подходит к «Карпатии»

Стационарные шлюпки «Титаника» были шестивёсельными, а складные — четырёхвёсельными. Поскольку в шлюпки сажали преимущественно женщин, многим из них приходилось грести наравне с мужчинами. К тому же многие мужчины, назначенные помощниками капитана в шлюпках гребцами, вообще не умели обращаться с вёслами и обманывали экипаж, чтобы покинуть в шлюпке тонущее судно. Так, миссис Дж. С. Уайт, спасшаяся в шлюпке № 8, рассказывала, что сидевший рядом с ней мужчина размахивал во все стороны веслом, пытаясь таким образом грести. Когда она предложила для начала вставить весло в уключину, он очень удивился и признался, что никогда до этого не держал вёсла в руках. Во многих шлюпках мужчины гребли настолько неумело, что женщинам приходилось им помогать.
Когда крики тонущих стихли, чувства смятения и потрясения у пассажиров шлюпок в основном сменились относительным спокойствием и чувством сострадания. Люди по мере своих сил стали помогать друг другу: Маргарет Браун уступила свою соболью накидку дрожащему от холода кочегару, третий помощник Герберт Питман закутал в парус замерзающую миссис Кросби, а в шлюпке № 5 один из матросов предложил свои чулки миссис Уошингтон. Неизвестный джентльмен дал выпить рюмку бренди мучающейся от морской болезни 22-летней Маргерет Фролишер. Стюард Рей захватил с собой в шлюпку шесть носовых платков, там, раздав их пассажирам, он показал, как, завязав в углах узлы, сделать из платка шапочку.
Миссис Хейс и синьора де Сатоде Пенаско пытались разыскать своих мужей в других шлюпках, несколько раз выкрикивая их имена. Между пассажирами шлюпок нередко случались конфликты. В шлюпке № 11 раздражителем была неизвестная женщина, которая зачем-то периодически включала звонок будильника, в конце концов её удалось усмирить. Много конфликтов возникло из-за курения. В шлюпках курили мужчины, и многие из них игнорировали просьбы женщин прекратить.
Пассажиры в большинстве случаев были очень недовольны профессиональной подготовкой тех членов команды, которые оказались с ними в спасательных шлюпках. Особенно резкая критика была направлена в адрес рулевого Роберта Хиченса, назначенного главным по шлюпке № 6. Именно он стоял у штурвала в момент столкновения «Титаника» с айсбергом, это, по-видимому, очень сильно напугало его. Пытаясь не выдавать свой страх, сразу после спуска шлюпки на воду он начал всячески запугивать пассажиров (преимущественно женщин): говорил, что гигантский водоворот затянет всех под воду или все погибнут под градом обломков после взрыва котлов. После того, как «Титаник» полностью ушёл под воду, Хиченс заявил, что суда придут на помощь только через несколько дней, и поскольку в шлюпке нет ни воды, ни еды, выжить никому не удастся. Всё это время Хиченс сидел на румпеле, закутавшись в одеяло. Пассажиры шлюпки не пытались конфликтовать с ним, потому что видели, как сильно он напуган.
Выжившим оставалось только ждать прибытия какого-нибудь судна. Температура воздуха составляла −1°С, многие шлюпки были подтоплены. В шлюпках не было ни еды, ни питьевой воды. Тела умерших в шлюпках, как правило, выбрасывались за борт, чтобы освободить место.

## Спасение на пароходе «Карпатия»

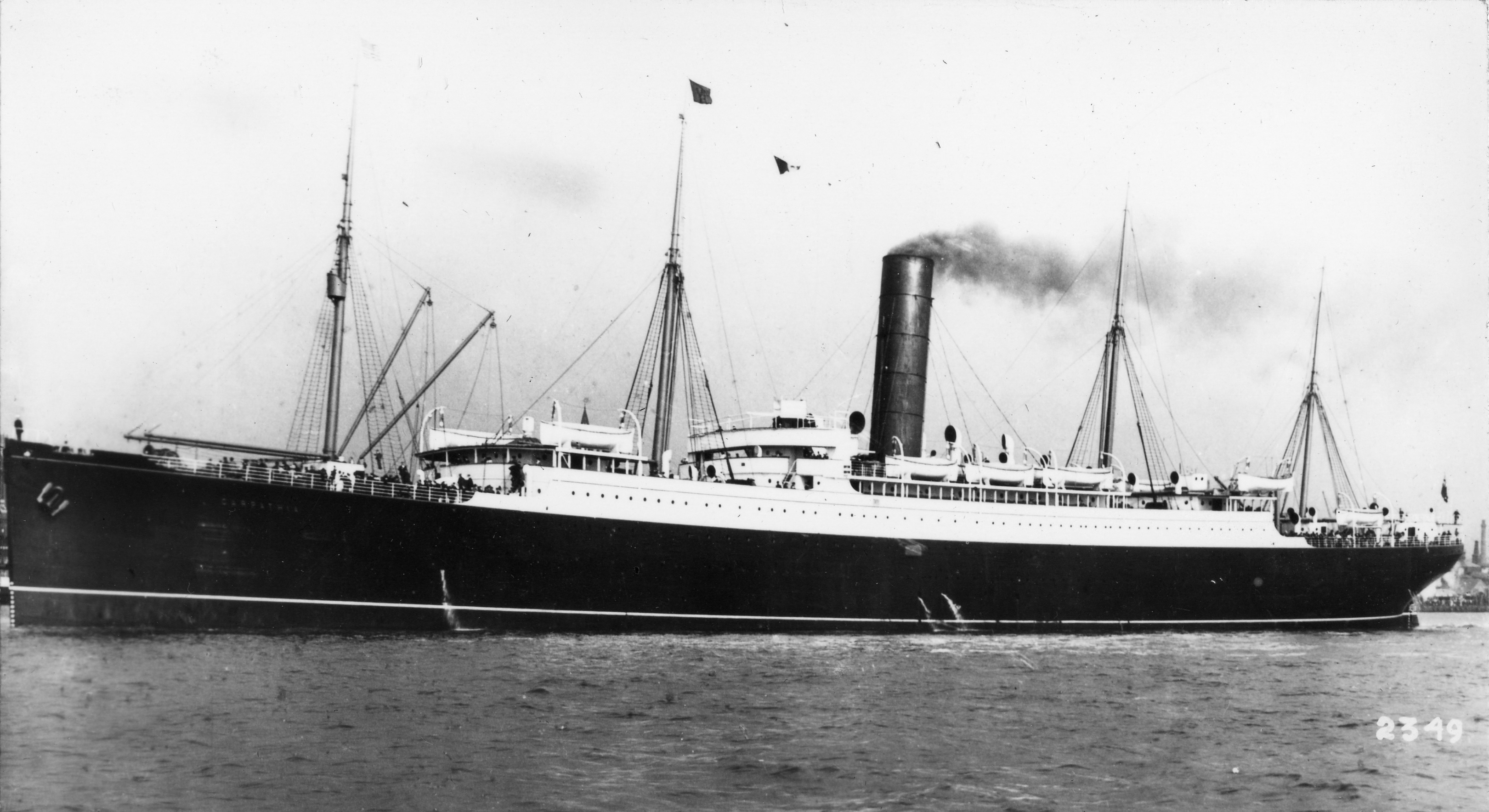
Пароход «Карпатия»

В шлюпках практически никто не знал, какое именно судно должно прийти на место крушения первым. Некоторые из членов команды предполагали, что между тремя и четырьмя часами на место бедствия прибудет пароход «Олимпик». Часть людей ожидала помощь от каких-то быстроходных катеров. Однако сомнений, что на помощь уже утром должны прийти несколько судов, ни у кого не было. На перевёрнутой складной шлюпке В оказались вместе младший радист Брайд и второй помощник Чарльз Лайтоллер. Брайд сообщил, что на помощь спешат суда «Балтик», «Карпатия» и «Олимпик». Исходя из координат «Карпатии», о которых упомянул Брайд, Лайтоллер приблизительно определил, что она может прибыть ещё до рассвета. Это известие всех ободрило, поскольку шлюпка медленно погружалась под воду и не продержалась бы и нескольких часов. Люди во всех шлюпках пристально всматривались в горизонт в надежде увидеть огни лайнера. То и дело за топовые огни они принимали яркие звёзды у линии горизонта.
Четвёртый помощник Джозеф Боксхолл взял с собой в шлюпку № 2 коробку с зелёными фальшфейерами, которые зажигал через определённые промежутки времени почти до самого рассвета. В свою очередь, с «Карпатии» по мере приближения к месту крушения через каждые 15 минут стали пускать белые сигнальные ракеты. Их пассажиры шлюпок заметили ещё задолго до появления судна.
В 3:30 на горизонте наконец появились огни парохода «Карпатия», который в сложной ледовой обстановке шёл к месту крушения на предельной скорости. Вид судна на горизонте значительно повысил эмоциональное состояние людей в шлюпках. В четвёртом часу утра более 30 человек, дрейфовавших на перевёрнутой шлюпке В, смогли пересесть в две другие шлюпки. Немногие выжившие пассажиры подтопленной шлюпки А (13-17 мужчин и одна женщина) также пересели в другие, оставив складную шлюпку дрейфовать с тремя телами на борту.
Когда взошло солнце, стало видно, что море усеяно многочисленными льдинами и ледяными обломками, в зоне видимости также находились 20 крупных айсбергов высотой до 60 м и множество мелких.
В 4:10 к «Карпатии» подошла первая шлюпка — № 2. Шлюпки подходили к борту вплотную, и пассажиры, сохранившие ещё силы, поднимались на палубу С самостоятельно по верёвочной лестнице, обессилевших людей поднимали с помощью лёгкого подвесного сиденья-беседки, детей на борт поднимали в почтовых мешках.
Как только пассажиры поднимались на палубу «Карпатии», их тут же закутывали в одеяло и провожали в столовую, где предлагали выпить горячие кофе, чай и бульон. Мокрую одежду стюарды отправляли сушить в пекарню, а промёрзших людей укладывали в тёплую постель. В меру своих сил помощь пострадавшим оказывали и пассажиры «Карпатии», многие из которых узнали о катастрофе только утром, когда проснулись.
Несмотря на то что пассажиров и членов экипажа «Титаника» на «Карпатии» окружили заботой, большинство из них почти сразу покинули салоны и вышли на открытые палубы в надежде увидеть в очередной причалившей шлюпке своих родных и близких. Произошло несколько счастливых встреч, но для большей части надежда угасала: жёны становились вдовами, дети — сиротами.
Вслед за «Карпатией» района места крушения достиг пароход «Маунт Темпль». Около 7:30 прибыла «Бирма». В 5:40 капитан дрейфовавшего «Калифорниэна» Стенли Лорд приказал разбудить радиста, чтобы прояснить ситуацию с ночными ракетами. На связь вышел радист «Маунт Темпля», он сообщил, что ночью с «Титаника» поступил сигнал бедствия, однако уже длительное время его радиостанция молчит, и, вероятно, лайнер затонул. Подтверждения этого факта пришли с судов «Франкфурт», «Вирджиниан» и «Карпатия». Капитан Лорд, сделав расчёты, приказал идти к месту крушения и одновременно подготовить к спуску все шлюпки. В 7:20 «Калифорниэн» прибыл на место, спасательная операция уже шла полным ходом. Радист «Карпатии» Гарольд Коттэм передал, что пароход готов принять всех пострадавших и не нуждается в чьей-либо помощи, поэтому суда «Бирма» и «Маунт Темпль» покинули место крушения, не дожидаясь подъёма всех шлюпок. После 9:00 капитан Рострон приказал Коттэму сообщить остальным судам, что «Карпатия» приняла на борт всех выживших. Пароходы «Франкфурт», «Олимпик» и «Балтик» легли на прежний курс. «Калифорниэн» предпринял попытку найти тела погибших, но за несколько часов их отнесло течением. Поблизости почти никаких следов крушения обнаружено не было, и «Калифорниэн» продолжил свой путь в Бостон.
На «Карпатии» спаслись все 712 человек, переживших крушение «Титаника». На борт были подняты 13 из 18 шлюпок, и в 9:00 «Карпатия» взяла курс на Нью-Йорк. Спасшийся Джозеф Брюс Исмей телеграфировал известие о гибели «Титаника».

С глубоким сожалением сообщаю, что «Титаник» этим утром затонул, столкнувшись с айсбергом. Это привело к большим человеческим жертвам. Подробности позднее.

Ещё до того, как «Карпатия» покинула место крушения, в её главном салоне состоялась непродолжительная церковная служба, в которой принимали участие люди, как с «Титаника», так и с «Карпатии», они вознесли благодарение Богу за спасение живых и помянули молитвой погибших.
На «Карпатии» пассажирам «Титаника» была предоставлена возможность бесплатно послать родственникам телеграмму. Десятки человек пожелали воспользоваться этой услугой, однако радиостанция «Карпатии» не могла в открытом океане напрямую поддерживать связь с берегом, поэтому отправить удалось лишь малую часть этих телеграмм. На борту составлением списков спасённых по собственной инициативе занялись несколько пассажиров «Титаника» и «Карпатии», в том числе Маргарет Браун. Ей в немалой степени помогло знание нескольких языков, поэтому она свободно общалась с пассажирами 3-го класса, многие из которых не говорили по-английски.
16 апреля, в первой половине дня судовой врач доктор Макги, проведя осмотр пострадавших, сообщил капитану, что все они находятся в хорошем физическом состоянии, за исключением двоих. Несмотря на то, что пострадавшие несколько часов провели на холоде, и при этом многие были в лёгкой, а подчас и в промокшей одежде, обошлось без осложнений, которых так опасались врачи, то есть массовых заболеваний в связи с переохлаждением или серьёзных психических нарушений, вызванных пережитым ужасом, не наблюдалось.
Когда пассажиры «Титаника» несколько оправились от шока, на борту «Карпатии» между ними назревал серьёзный конфликт. Многие из спасённых женщин, потерявшие своих мужей, братьев и друзей, начали укорять спасшихся мужчин за то, что те остались живы. Особенно сильно осуждались Брюс Исмей, супруги Космо и Люси Дафф Гордоны. Всеобщее возмущение вызвал слух, что Дафф Гордонам в полупустой шлюпке удалось спасти весь свой багаж, когда более 1500 человек погибли на тонущем лайнере из-за недостатка шлюпок. Утром 17 апреля на «Карпатии» распространился слух, что капитан и его помощники были предупреждены о ледовой опасности, до этого все считали столкновение с айсбергом роковой случайностью. Один из офицеров был вынужден признать это, и спасшимися пассажирами овладело негодование и возмущение.
Путь назад сопровождался сложными погодными условиями: многочисленные дрейфующие льды, туманы, проливные дожди и большие волны на море. Вечером 18 апреля «Карпатия» причалила к пирсу № 54 в Нью-Йорке. В порту «Карпатию» пришло встречать около 40 000 человек, которые узнали о крушении из газет.

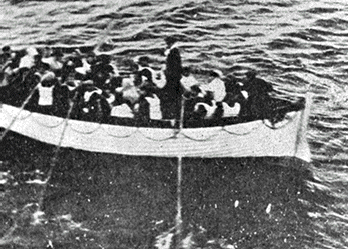
Одна из шлюпок подходит к «Карпатии»
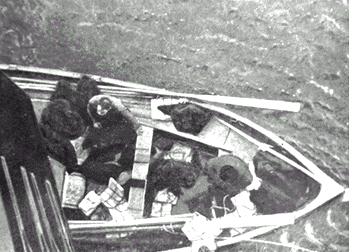
Шлюпка № 1 готовится к подъёму на борт «Карпатии»
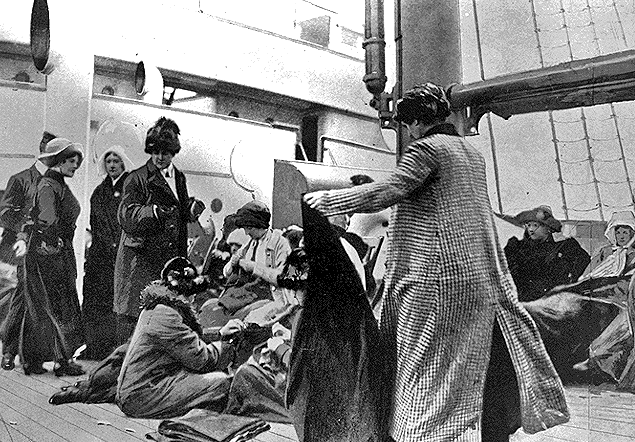
Спасшиеся пассажиры «Титаника» на палубе «Карпатии»
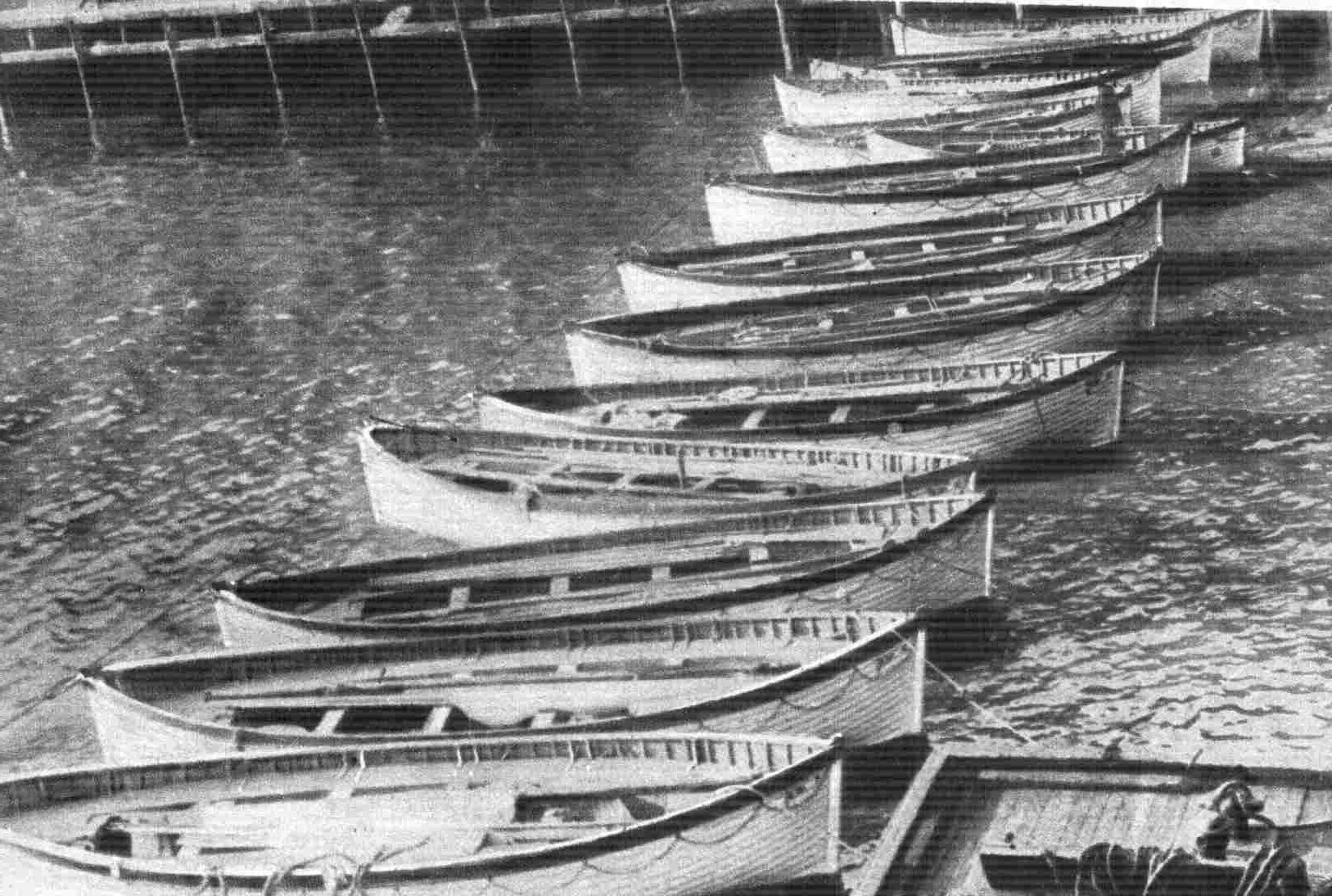
Все 13 шлюпок «Титаника», уместившиеся на палубах «Карпатии», выгружены в Нью-Йорке

## Освещение в СМИ
В ночь на 15 апреля в Нью-Йорке была получена краткая телеграмма с мыса Рейс: «С Титаника передан сигнал CQD, сообщение о столкновении с айсбергом и просьба о незамедлительной помощи». Позже было передано: «Титаник тонет с дифферентом на нос и производит посадку женщин и детей в шлюпки». На следующее утро новость о происшествии с «Титаником» была напечатана на первых страницах газет, однако сообщалась неверная информация о последствиях столкновения лайнера с айсбергом. В газете «Evening Sun» было напечатано: «После столкновения с айсбергом все люди с Титаника спасены, лайнер отбуксирован в Галифакс». Издание утверждало, что пассажиры пересажены на пароход «Карпатия», а экипаж сопровождает своё судно в Галифакс в Новой Шотландии. 16 апреля британская газета «Daily Mail» в заголовке написала: «Титаник затонул, жертв нет». Катастрофа «Титаника» стала новостью всемирного масштаба. Мировые издания уделяли ей максимум внимания. Зачастую репортёры использовали любые слухи, лишь бы дать хоть какую-нибудь информацию.
Дезинформация и путаница объясняется тем, что сообщения о «Титанике» передавались с помощью радио по цепочке от одного судна к другому, и до континента доходили искажённые факты. В 18:16 15 апреля в Нью-Йорке с парохода «Олимпик» было получено известие о крушении «Титаника», чуть позже в компании «Уайт Стар Лайн» подтвердили информацию о гибели судна. В 21:00 стало известно, что на борту «Карпатии» находится всего лишь около 700 человек с «Титаника», остальные 1500 погибли. Утром 16 апреля в газете «The New York Times» были опубликованы первые списки выживших, которые поступали с «Карпатии» через пароход «Олимпик». До Великобритании новость о катастрофе дошла только 17 апреля.
В Россию поначалу также приходили неверные сведения о гибели лайнера. 16 апреля в газете «Санкт-Петербургские ведомости» было напечатано: «Все пассажиры „Титаника“ спасены пароходом „Вирджиниан“… пароход [Титаник] ещё держится на воде и медленно идёт в порт Галифакс». На следующий день издание дало опровержение: «Пароход „Вирджиниан“ прибыл к месту катастрофы слишком поздно, „Титаник“ затонул, о судьбе пассажиров ничего неизвестно». Наиболее подробную публикацию о гибели «Титаника» в русскоязычной прессе сделал журнал «Огонёк» в номере от 14(27) апреля 1912 года. Короткая заметка о гибели корабля была опубликована в самом первом номере газеты «Правда».

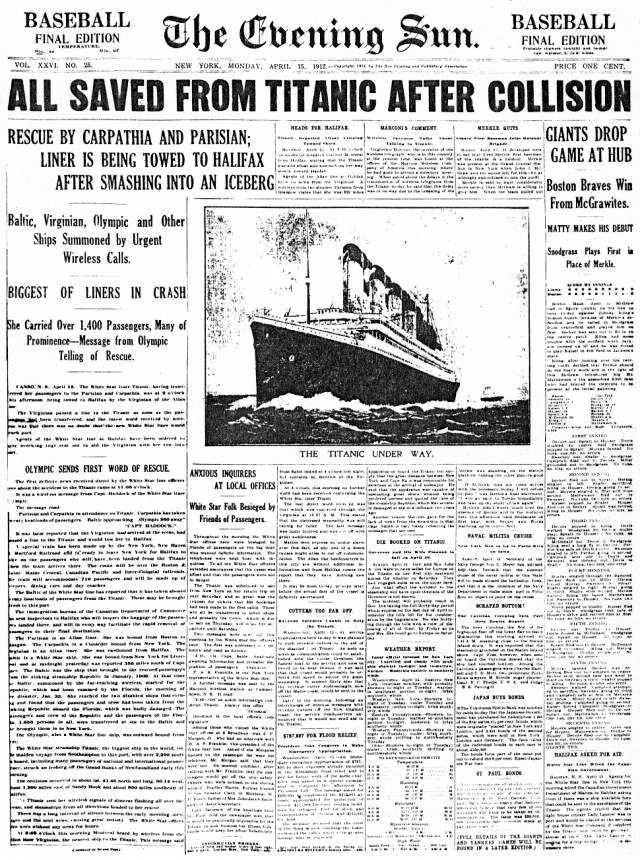
Выпуск «Evening Sun» от 15 апреля 1912 с заголовком «После крушения Титаника все спасены»
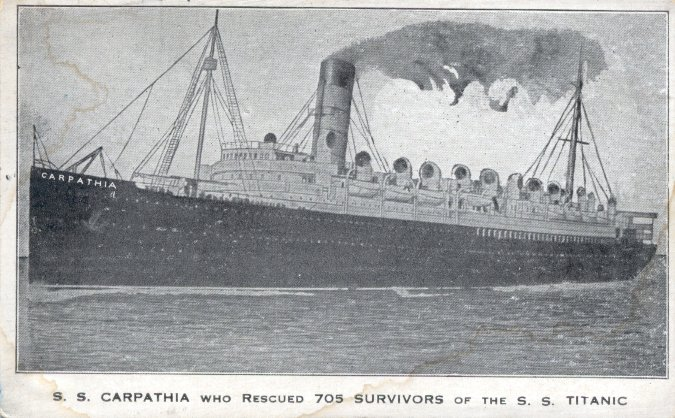
Ввиду отсутствия технологий и недостатка времени в одной из газет в статью о гибели «Титаника» вместо фотографии «Карпатии» поместили грубо отредактированное изображение парохода «Мавритания», с которого убрали три из четырёх труб и подписали нужное название
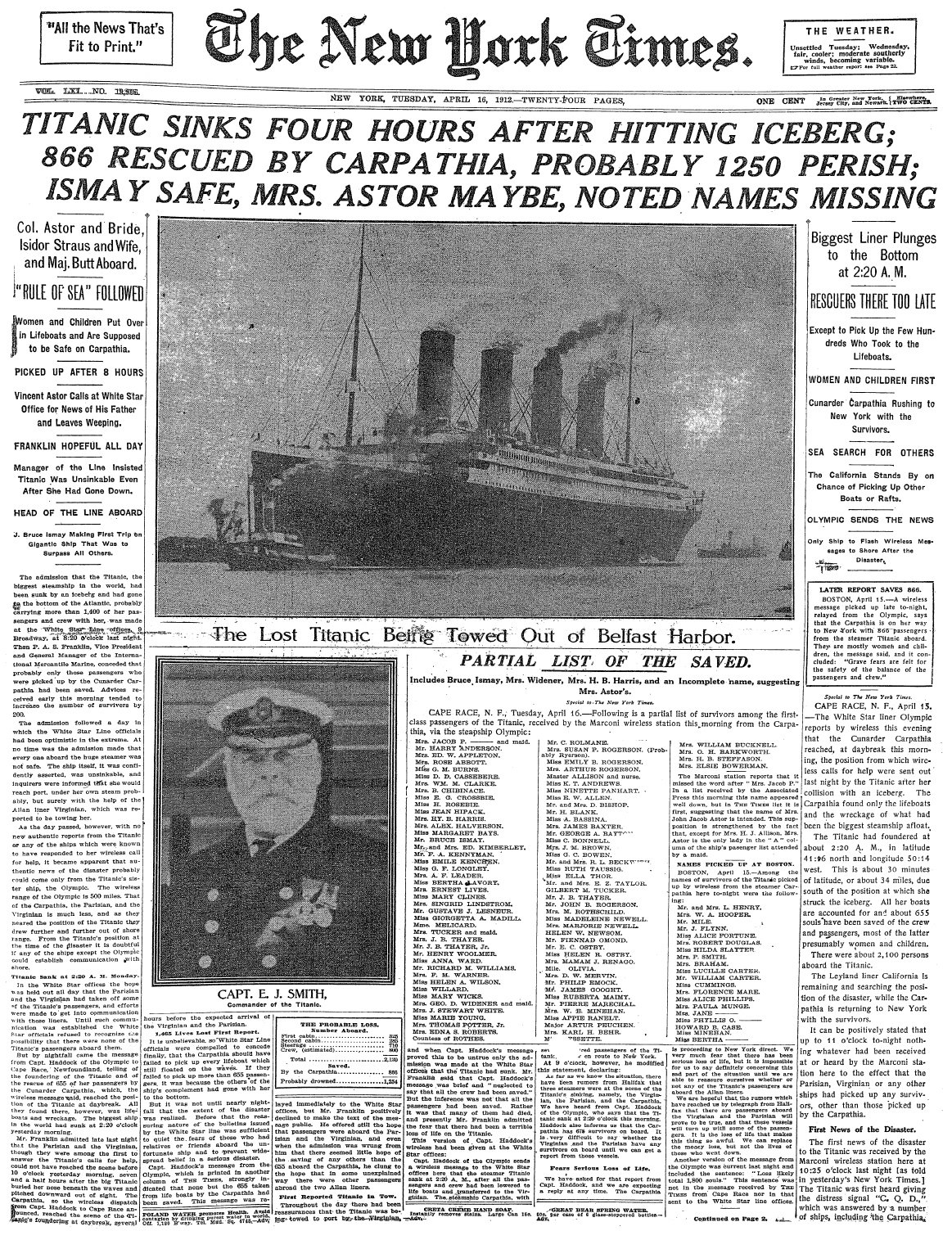
Выпуск «New York Times» от 16 апреля 1912 с первым списком спасшихся

## Реакция

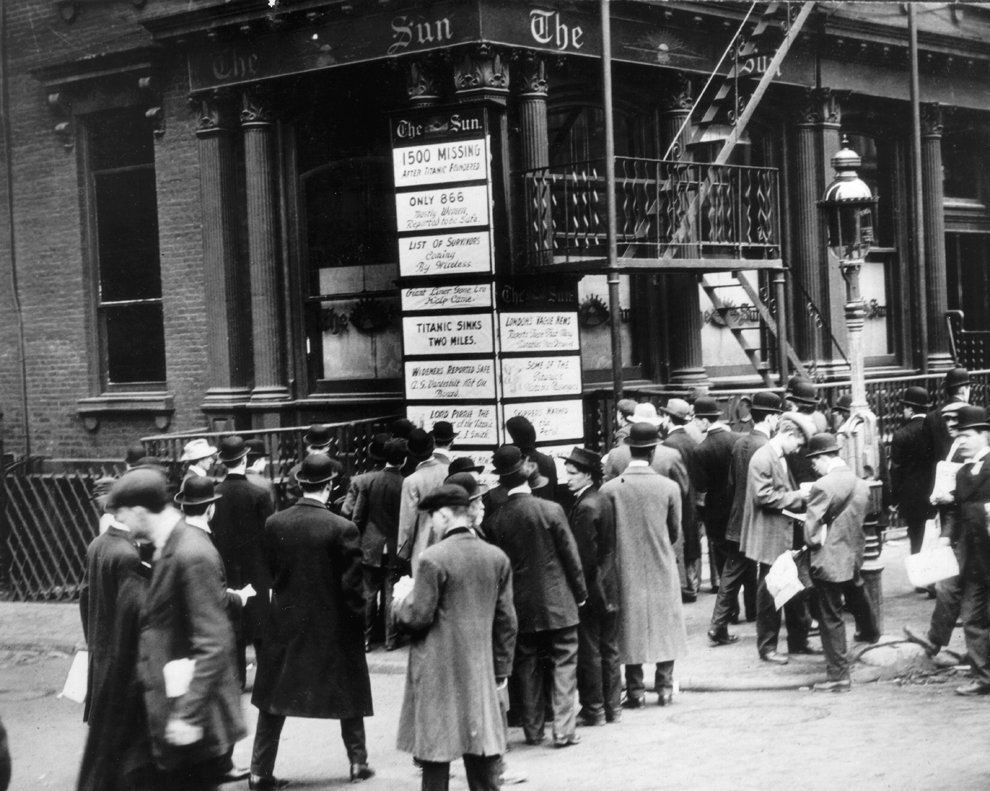
Прохожие изучают информацию о количестве спасённых с «Титаника», вывешенную на фасаде здания на Бродвее, в Нью-Йорке

С 15 апреля офисы компании «Уайт Стар Лайн» осаждались родственниками пассажиров и членов экипажа, которые надеялись узнать судьбу своих близких. Первый день сотрудники компании заверяли, что авария была несерьёзной и «Титаник» в любом случае останется на плаву. Однако, когда пришла точная информация с «Карпатии», вынуждены были признать всю катастрофичность положения. К офису «Уайт Стар Лайн» в Саутгемптоне, откуда родом была большая часть команды «Титаника», подходили сотни плачущих жён и детей членов экипажа в надежде увидеть своего близкого в списке спасённых.
Все объекты, прямо или косвенно связанные с «Титаником», стали местами общей скорби. На общественных зданиях, портовых конторах, судах, стоявших на якоре, в Нью-Йорке, Белфасте, Саутгемптоне, Лондоне были приспущены флаги. В церквях Белфаста не было свободных мест. Всё местное население оплакивало гибель судна, которое должно было прославить их город. Люди плакали прямо на улице, когда узнавали о крушении «Титаника». Рабочие верфи «Харленд энд Вулф» говорили, что они в некотором роде чувствуют свою вину и ответственность за катастрофу.
Катастрофа вызвала широкий общественный резонанс. Общественность возмущалась: Почему на борту было так мало шлюпок? Как самый надёжный лайнер мог затонуть за 2 часа от столкновения с айсбергом? Почему «Титаник» шёл среди дрейфующих льдов на предельной скорости? В газете «The Times» было опубликовано открытое письмо выживших в катастрофе, в котором они требовали внести изменения в правила морского судоходства.
В Великобритании и США начался сбор средств для оказания помощи выжившим. По обе стороны океана в память о погибших устанавливали памятники: в Нью-Йорке, Вашингтоне, Саутгемптоне, Ливерпуле, Белфасте и Личфилде.

## Поиск и захоронение тел
Для подъёма плавающих на поверхности тел и обломков «Титаника» компания «Уайт Стар Лайн» зафрахтовала четыре судна. Ещё до прибытия «Карпатии» в Нью-Йорк, 17 апреля в район места крушения из канадского Галифакса отправилось судно-кабелеукладчик «Маккей-Беннетт». На его борт были погружены 103 гроба, несколько тонн льда и средства для бальзамирования тел, их сопровождали сотрудники похоронных бюро и священники. Через 4 дня «Маккей-Беннет» прибыл к месту катастрофы.
Матросы собирали по 5-10 тел в шлюпку и затем выгружали их на борт судна. По словам одного из членов экипажа, кожа погибших была белого цвета, волосы, брови и ресницы покрыты инеем. Обезображенные трупы затапливали сразу: срезали спасательный жилет, к ногам прикрепляли тяжёлый железный прут и отпускали. Одежду доставленных на борт погибших сжигали, имевшиеся личные вещи складывали в мешок под соответствующим номером, сами тела тщательно осматривали. Часть из них (преимущественно 1 класс) укладывали в гробы, остальных помещали в ящики со льдом или мешки. Спустя 4 дня поисков «Маккей-Беннетт» по радиотелеграфу сообщил, что на его борту заканчиваются гробы, бальзамирующие составы, мешки и т. п. В тот же день на подмогу был отправлен ещё один канадский кабелеукладчик «Миния».
Экипаж «Маккей-Беннетт» за две недели поисков обнаружил и поднял 306 тел, на его борту быстро закончились бальзамирующие вещества. Согласно санитарным правилам в порт могли быть доставлены только бальзамированные тела, поэтому капитан «Маккей-Беннетта» принял решение захоронить многих пассажиров 3 класса и членов экипажа в море. Кроме того, некоторые тела были настолько повреждены, что опознание было невозможно. На континент были доставлены в основном пассажиры 1 класса, которых определяли по дорогой одежде и личным вещам. Тела остальных зашивали в холщовые мешки, прикрепляли грузило весом 23 килограмма и по одному сбрасывали в море. Всего в море с «Маккей-Беннетта» было захоронено 116 человек, 60 из них не были опознаны.
Судно «Миния» после недельных поисков обнаружило ещё 17 тел в 80 км от места гибели «Титаника», из них 15 было доставлено на материк. 6 мая на поиски погибших «Уайт Стар Лайн» отправила вспомогательное судно «Монманьи», которое обнаружило четыре трупа. Работа по поиску погибших осложнялась тем, что Гольфстримом тела были отнесены на северо-восток от места крушения в сторону обширного ледяного поля и рассеяны на большую площадь. Последнее зафрахтованное «Уайт Стар Лайн» судно — тюленебойное судно «Алджерин» обнаружило 22 мая единственное тело. Оно было опознано, им оказался стюард Джеймс Макгрейди. Его похоронили 12 июня 1912 года в Галифаксе. В общей сложности четыре канадских судна собрали с поверхности 328 тел.
Все бальзамированные тела доставлялись в Галифакс, ближайший к месту крушения крупный город с регулярным железнодорожным и морским сообщением. Под один из моргов был переоборудован местный зал для игры в кёрлинг. 30 апреля, когда в порт вернулся пароход «Маккей-Беннетт» со 190 телами на борту, в Галифакс на опознание стали съезжаться родственники погибших, проживающие в Северной Америке. Опознать удалось две трети доставленных тел, неопознанные тела хоронили под номерами в том порядке, в каком их вытаскивали из воды. 150 жертв крушения были похоронены на трёх кладбищах Галифакса. Остальные были отправлены на родину — в города США и Европы.
Для того, чтобы удалось идентифицировать как можно большее количество тел, заведующий бюро актов гражданского состояния Галифакса Джон Генри Барнстед разработал особый порядок опознания: перечень личных вещей, найденных в карманах одежды погибших, заносился в журнал, туда же записывались особые приметы, например, описание одежды, цвет волос, приблизительный возраст, каждому телу присваивался номер. Благодаря записям в этом журнале, процедура опознания погибших была облегчена. Такая система опознания при массовой гибели людей применяется и по сей день. Также Джон Генри Барнстед нанял местного фотографа, чтобы тот сфотографировал все неопознанные тела. Благодаря этому удалось опознать некоторых погибших пассажиров. Так, тело пассажирки 3-го класса Маргарет Райс в течение пяти месяцев было неопознанным. В настоящее время оригиналы фотографии хранятся в частных коллекциях и редко выставляются на публике.
В середине мая 1912 года пароход «Океаник» обнаружил в 320 км от места крушения подтопленную складную шлюпку «А» с тремя телами, которые были оставлены в ней в ночь гибели судна: двое были из экипажа, которых идентифицировать не удалось, третий — пассажир 1-го класса 36-летний Томсон Битти. Шлюпку подняли на борт лайнера. Тела было решено зашить в мешки и захоронить в море, а шлюпку оставить на борту. Последние два тела с «Титаника» были случайно найдены и подняты 6 и 8 июня соответственно пароходами «Оттава» и «Илфорд». Идентифицировать погибших удалось по личным вещам — ими оказались 28-летний помощник стюарда 2-го класса Уилльям Томас Кёрли и 27-летний стюард 1-го класса Уилльям Фредерик Чевертон. Оба были захоронены в море. Однако в дальнейшем в течение нескольких недель с разных кораблей, проходивших в Северной Атлантике, ещё замечали плавающие на поверхности воды трупы в белых жилетах. Район вокруг места крушения «Титаника» был прозван «плавучим кладбищем».
Поисковая операция была свёрнута в июне, когда было объявлено, что спасательные жилеты, удерживающие тела на поверхности воды, разваливаются, и все оставшиеся тела в любом случае к этому времени утонули. В итоге из 1500 погибших при крушении «Титаника» найдены были лишь 333 тела. Когда в 1985 году были впервые обнаружены обломки судна, то среди них было найдено множество лежащих бок о бок пар обуви, свидетельствующих о том, что когда-то на этих местах лежали человеческие тела: к тому моменту они все полностью разложились и растворились.

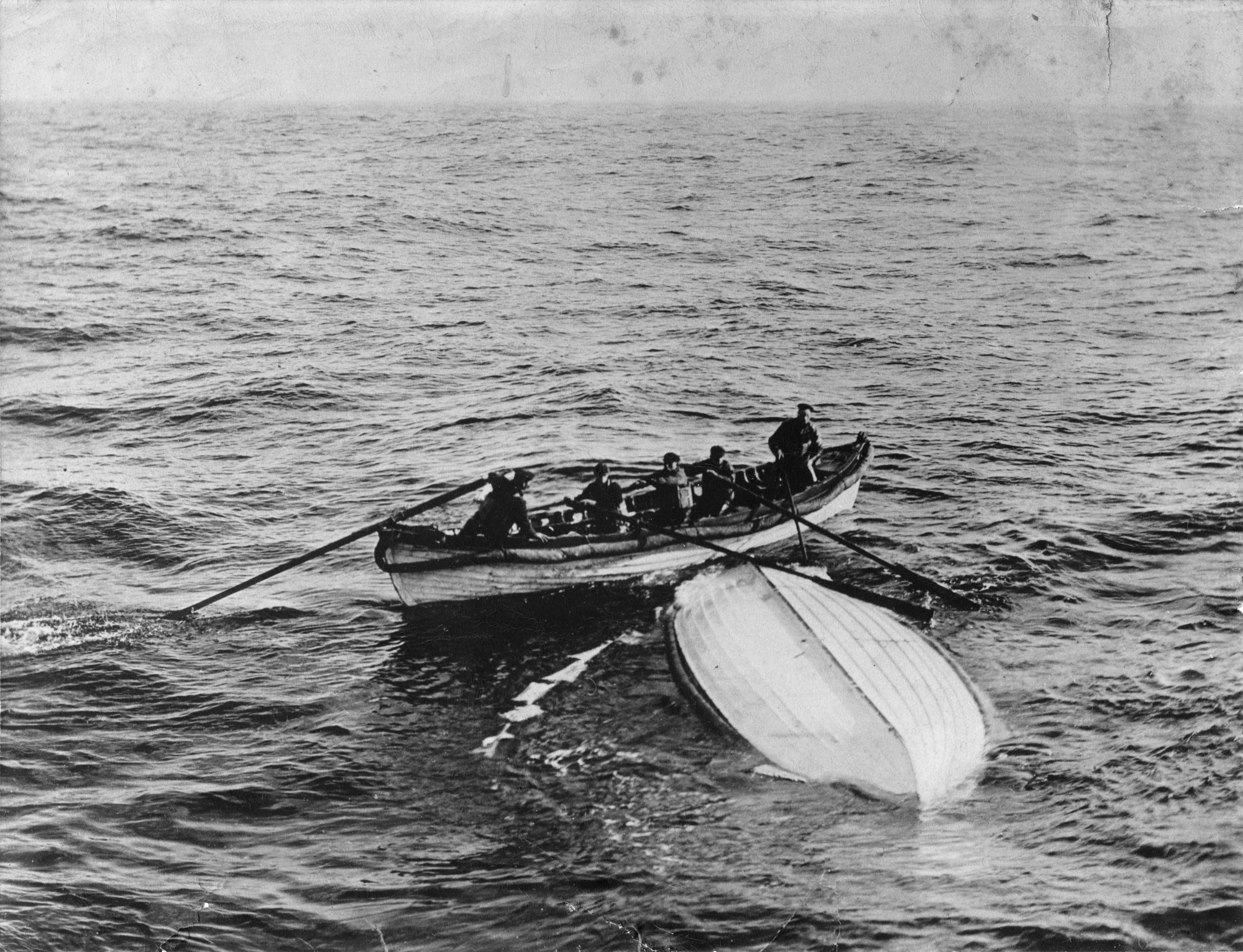
Экипаж поискового корабля «Маккей-Беннетт» обследует перевёрнутую складную шлюпку В
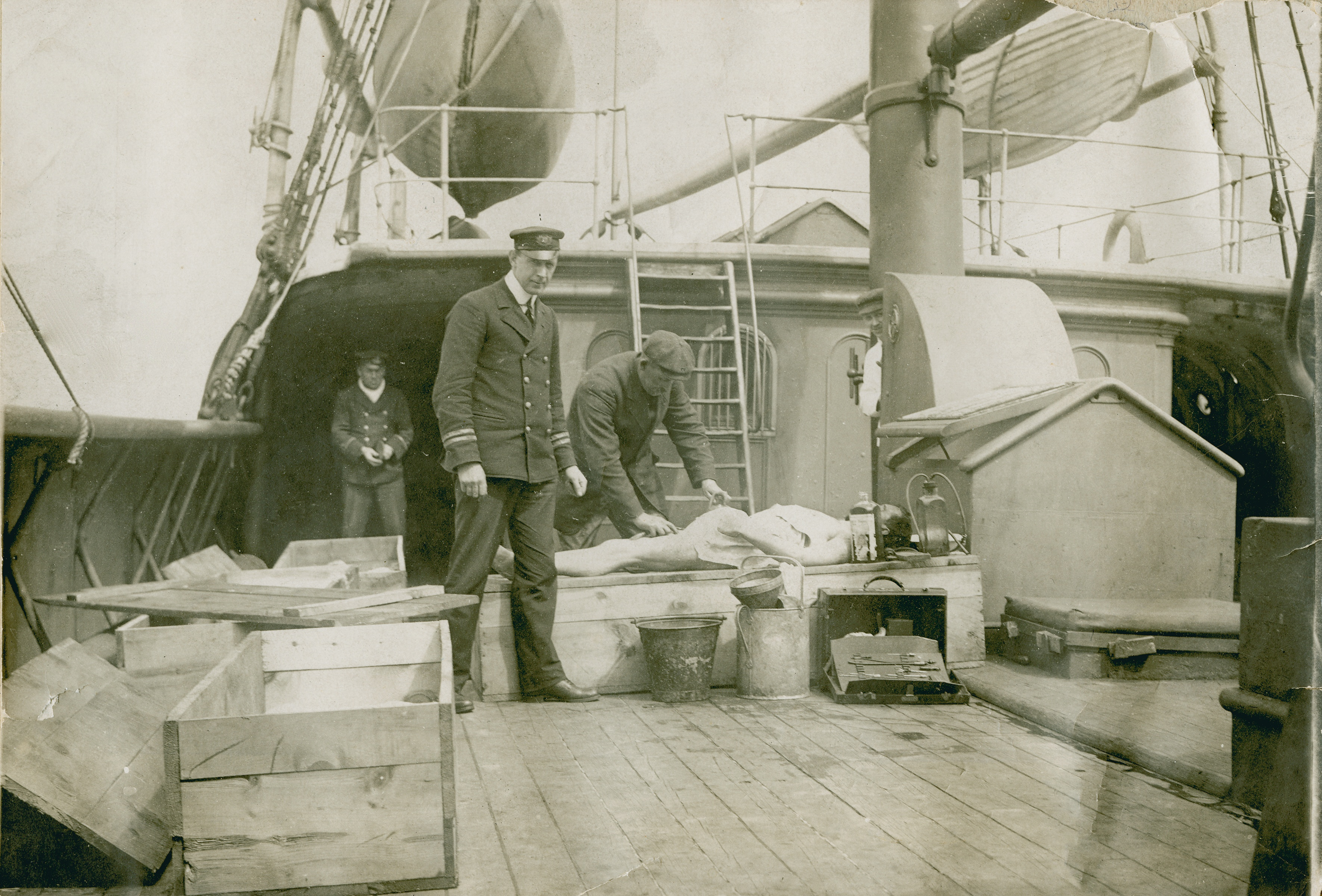
Бальзамирование тела неизвестного пассажира «Титаника» на борту «Минии»
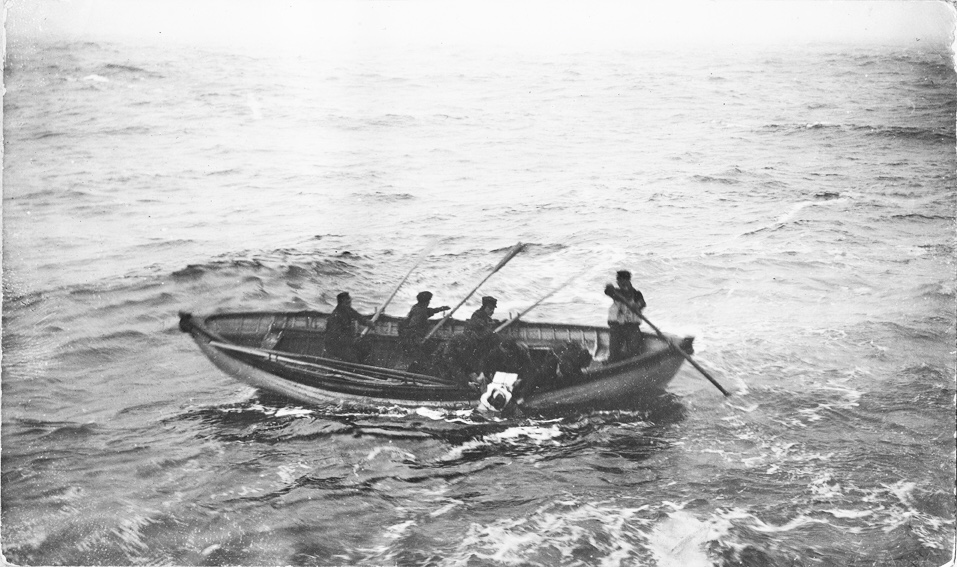
Экипаж поискового корабля «Миния» вытаскивает из воды в шлюпку тело погибшего
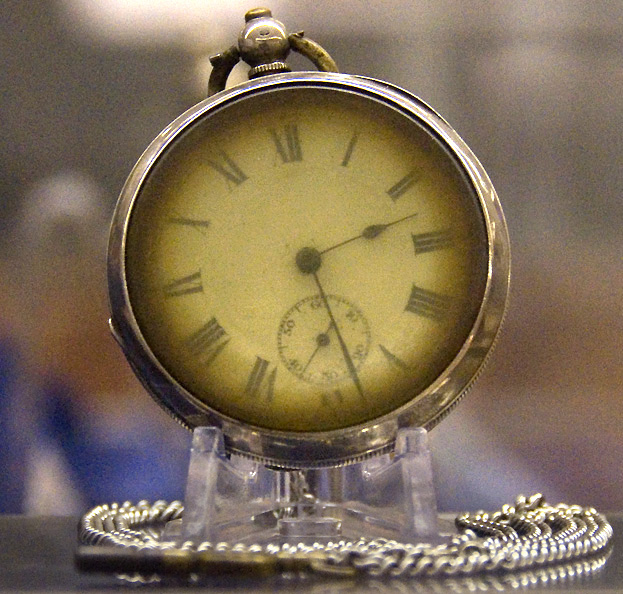
Карманные часы одного из погибших остановились в 2:28

## Состав погибших и выживших

Состав выживших и погибших пассажиров и членов экипажа RMS «Titanic»

На «Титанике» пересекало Атлантику приблизительно 2200 человек. Точное число погибших в крушении неизвестно, так как неизвестно общее количество людей на борту после выхода из Квинстауна. Некоторые пассажиры отменили поездку в последний момент и не были вычеркнуты из списков, некоторые, по разным причинам, путешествовали под псевдонимом и были дважды занесены в списки погибших. По разным оценкам, в катастрофе погибло от 1490 до 1635 человек. По данным Министерства торговли Великобритании, в Атлантике на борту находилось всего 2224 человека — 1316 пассажиров и 908 членов экипажа, по другим подсчётам — 1317 пассажиров. Следовательно, в роковую ночь на борту могло находиться 2225 человек.
Среди погибших — капитан Эдвард Смит, его помощники Генри Уайлд, Уильям Мёрдок, Джеймс Муди, радист Джек Филлипс, все 9 человек из гарантийной группы верфи «Харленд энд Вулф», возглавляемой Томасом Эндрюсом, все 8 музыкантов из судового оркестра вместе с руководителем Уоллесом Хартли, все 5 работников почтового отделения, пассажиры Джон Джекоб Астор IV, Исидор и Ида Штраус, Бенджамин Гуггенхайм, Арчибальд Батт, Фрэнсис Миллет, Уильям Стед. Ниже представлены цифры, приведённые в докладе Министерства торговли Великобритании (к детям относятся лица младше 12 лет).
| Половозрастная категория | Статус               | Всего на борту | Процент от общего количества | Спаслось | Погибло | Процент спасённых | Процент погибших | Процент от всех спасённых | Процент от всех погибших |
| ------------------------ | -------------------- | -------------- | ---------------------------- | -------- | ------- | ----------------- | ---------------- | ------------------------- | ------------------------ |
| Дети                     | Пассажиры I класса   | 6              | 0,3 %                        | 5        | 1       | 83,4 %            | 16,6 %           | 0,2 %                     | 0,04 %                   |
| Дети                     | Пассажиры II класса  | 24             | 1,07 %                       | 24       | 0       | 100 %             | 0 %              | 1,07 %                    | 0 %                      |
| Дети                     | Пассажиры III класса | 79             | 3,6 %                        | 27       | 52      | 34 %              | 66 %             | 1,2 %                     | 2,4 %                    |
| Женщины                  | Пассажиры I класса   | 144            | 6,5 %                        | 140      | 4       | 97 %              | 3 %              | 6,3 %                     | 0,2 %                    |
| Женщины                  | Пассажиры II класса  | 93             | 4,2 %                        | 80       | 13      | 86 %              | 14 %             | 3,6 %                     | 0,6 %                    |
| Женщины                  | Пассажиры III класса | 165            | 7.4 %                        | 76       | 89      | 46 %              | 54 %             | 3,4 %                     | 4,0 %                    |
| Женщины                  | Члены экипажа        | 23             | 1,0 %                        | 20       | 3       | 87 %              | 13 %             | 0,9 %                     | 0,1 %                    |
| Мужчины                  | Пассажиры I класса   | 175            | 7,9 %                        | 57       | 118     | 33 %              | 67 %             | 2,6 %                     | 5,3 %                    |
| Мужчины                  | Пассажиры II класса  | 168            | 7,6 %                        | 14       | 154     | 8 %               | 92 %             | 0,6 %                     | 6,9 %                    |
| Мужчины                  | Пассажиры III класса | 462            | 20,8 %                       | 75       | 387     | 16 %              | 84 %             | 3,3 %                     | 17,4 %                   |
| Мужчины                  | Члены экипажа        | 885            | 39,8 %                       | 192      | 693     | 22 %              | 78 %             | 8,6 %                     | 31,2 %                   |
| Всего                    |                      | 2224           | 100 %                        | 710      | 1514    | 32 %              | 68 %             | 31,9 %                    | 68,1 %                   |

В катастрофе выжило менее трети находившихся на борту. Из пассажиров погибло 49 % детей, 26 % женщин, 82 % мужчин. Из членов экипажа выжили только 23 %. Всего в ту ночь на «Титанике» погибло 696 членов экипажа, 528 пассажиров третьего класса, 167 пассажиров второго класса и 123 пассажира первого класса. Из домашних животных, перевозившихся на борту «Титаника», выжили три собаки, которых пассажиры взяли с собой в шлюпки. «Encyclopedia Titanica» утверждает, что из 2208 человек на борту в ночь катастрофы погибло 1496, считая всех 712 эвакуированных выжившими.
Из 712 эвакуированных лиц 1 пассажир скончался на борту «Карпатии», несколько человек умерли спустя какое-то время после прибытия её в Нью-Йорк от различных травм, полученных при крушении, и нервного потрясения. Первым спасённым с «Титаника» человеком, погибшим по причинам, не связанным с его крушением, считается малолетняя Мария Накид, скончавшаяся в июле 1912 года от менингита. Последняя из выживших пассажиров «Титаника», Миллвина Дин, умерла по естественным причинам в 2009 году.

## Судебное разбирательство

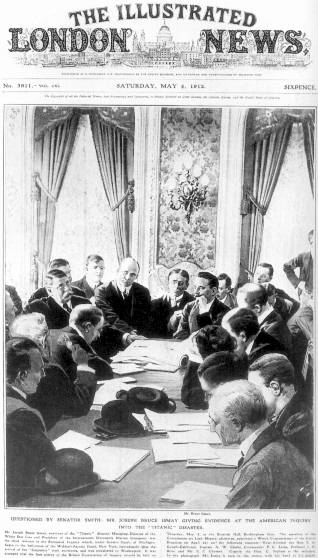
Джозеф Брюс Исмей даёт показания перед комиссией в Нью-Йорке

Расследование причин гибели «Титаника» началось в США и Великобритании. 19 апреля были открыты слушания следственного подкомитета Сената США, которые проходили под руководством Уильяма Смита. Поскольку все пережившие катастрофу прибыли в Нью-Йорк, там начались первые допросы членов экипажа и пассажиров. Свои показания, в частности, давали: Джозеф Брюс Исмей, все спасшиеся офицеры (Чарльз Лайтоллер, Герберт Питман, Джозеф Боксхолл, Гарольд Лоу), рулевой Роберт Хиченс, вперёдсмотрящий Фредерик Флит, радист Гарольд Брайд, капитан «Карпатии» Артур Рострон, капитан «Калифорниэна» Стэнли Лорд, пассажир Арчибальд Грейси IV. В прессе, прежде всего в британской, сенатор Смит, возглавлявший следствие, подвергся резкой критике. По мнению журналистов, его некомпетентность в области морского судоходства ставила под угрозу объективность расследования. Так, на одном из допросов Смит спросил Чарльза Лайтоллера, мог ли кто-то на «Титанике» укрыться от воды в верхних частях водонепроницаемых отсеков. Однако резкие выпады прессы не повлияли на скрупулёзную работу Смита и его помощников. Следует заметить, что неосведомлённость Смита в некоторых деталях мореплавания не умаляет его профессионализма. Он продемонстрировал основательность, умение обращаться со свидетелями и делать выводы. Следствие в США велось на высоком уровне.
2 мая по возвращении из Нью-Йорка членов экипажа начались слушания в Великобритании, ими руководил судья Джон Бигман. В Лондоне допрашивались второй вперёдсмотрящий Реджинальд Ли, пекарь Чарльз Джоухин, капитан парохода «Маунт Темпль», пассажиры Космо и Люси Дафф Гордон и другие, вторично давали показания некоторые должностные лица и члены экипажа. Помимо очевидцев крушения были также допрошены сторонние лица, не имеющие прямого отношения к катастрофе: капитан «Олимпика» Герберт Хэддок, председатель компании «Маркони К°» Гульельмо Маркони, должностные лица верфи «Харленд энд Вулф» и компании «Уайт Стар Лайн».
На обоих континентах эксперты пришли примерно к одним и тем же выводам: капитан Смит не снизил скорость в опасной зоне, экипаж «Калифорниэна» неверно интерпретировал сигналы, подаваемые «Титаником», с помощью сигнальных ракет, большое количество жертв объясняется недостатком шлюпок на борту и плохой организацией эвакуации, пассажиры третьего класса долгое время не могли подняться на шлюпочную палубу из-за отсутствия туда прямого выхода и собственной нерешительности.
Стэнли Лорда, капитана парохода «Калифорниэн», обвинили в неоказании помощи тонущему судну, и он ушёл из компании «Лейланд Лайн». Главу компании «Уайт Стар Лайн» Джозефа Исмея обвинили в давлении на капитана, но он смог добиться, чтобы обвинения с него были сняты. Обвинения в преждевременном оставлении тонущего судна были предъявлены к пассажирам шлюпки № 1, среди которых были супруги Космо и Люси Дафф Гордон, отплывшей от тонущего лайнера с 12 занятыми местами из 40, однако эти обвинения также были сняты. Уголовную ответственность за крушение «Титаника» никто не понёс, поскольку основной причиной катастрофы были признаны погодные условия.
Из-за отсутствия доказательств трест «International Mercantile Marine Company», в который входила компания «Уайт Стар Лайн», к ответственности привлечь не удалось. По «закону Хартера», в том случае, если компании было известно о нарушении правил судовождения на принадлежащем ей судне либо о гибели людей в результате нарушения таких правил, пассажиры или родственники погибших могли требовать от компании компенсации понесённого ущерба. Следственный подкомитет Сената США не смог найти доказательства того, что Исмей как президент «IMM» знал о нарушении правил судовождения, прямо связанных с крушением «Титаника».
После завершения расследования в США и Великобритании неудовлетворённый его результатами ирландский фермер Томас Район, который потерял в катастрофе сына, подал в суд иск на компанию «Уайт Стар Лайн». После анализа обстоятельств катастрофы и допроса некоторых очевидцев судья Бейлхеч признал «Уайт Стар Лайн» виновной. После успешного иска Томаса Района последовало ещё несколько, поданных родственниками других погибших на «Титанике». И хотя первоначальные требования о возмещении ущерба, предъявленные «Уайт Стар Лайн», в сумме достигали 16 миллионов долларов, юристам судоходной компании удалось её сократить почти в 25 раз.

## Причины крушения
1. Погодные условия. В ту ночь отсутствовала луна, которая могла осветить айсберг, и вперёдсмотрящие заметили бы его раньше. Отсутствовало волнение, при котором местонахождение айсберга выдавали бы белые «барашки». Сам айсберг незадолго до столкновения, возможно, перевернулся, и его надводная часть стала тёмной. Причиной запоздалого обнаружения айсберга могло послужить возникновение верхнего миража в виде ложного горизонта, на фоне которого айсберг был плохо заметен.
2. Характер повреждений. В результате столкновения «Титаник» получил шесть узких пробоин, протянувшихся вдоль правого борта более чем на 90 м. Длина повреждений предопределила гибель лайнера. Затопление пяти носовых отсеков вызвало дифферент на нос, поэтому вода стала переливаться поверх переборок в уцелевшие отсеки.
3. Высокая скорость в опасной зоне. Несмотря на предупреждения с других судов, «Титаник» не снизил скорость при входе в зону, занятую дрейфующими льдами (правила безопасного мореплавания этого не требовали). Если бы лайнер шёл на меньшей скорости, он успел бы совершить манёвр и избежать контакта с айсбергом.
4. Ошибка вахтенного помощника. Уильям Мёрдок перед столкновением отдал приказы «Право на борт» и «Стоп, машина» (возможно, «Полный назад»). Остановка центрального винта значительно снизила эффективность руля, поскольку водяной поток перестал обтекать перо руля. Для достижения более высокой манёвренности при повороте влево необходимо было реверсировать левый винт, а правым и центральным продолжать работать вперёд. Также существует версия, что «Титаник» не затонул бы, если бы Мёрдок не отдал приказа «Право на борт!».
5. Игнорирование последнего ледового предупреждения. Поскольку основными задачами радистов «Титаника» были отправка и приём частных телеграмм, они не уделяли должного внимания ледовым предупреждениям с других судов. Передачу последнего ледового предупреждения, которое было отправлено за полтора часа до столкновения с айсбергом, радист Джек Филлипс прервал в тот момент, когда радист «Калифорниэна» намеревался сообщить координаты обширной зоны скопления льда, находившейся прямо по курсу «Титаника».
Столь большое число погибших объясняется, прежде всего, недостатком шлюпок на борту. На помощь тонущему «Титанику» мог прийти пароход «Калифорниэн», если бы там с меньшим легкомыслием отнеслись к сигнальным ракетам, если бы вахтенные помощники смогли распознать сигналы, передаваемые с помощью лампы Морзе, если бы на борту имелся второй радист, который бы принял сигнал бедствия.
6. Низкое качество постройки корпуса судна. Для заклёпочных соединений в районе цилиндрической вставки применялась паровая клепальная машина(молот), и там соединения были выполнены качественно. Кормовая и задняя оконечности же были заклёпаны вручную. Чтобы заклепать заклёпку вручную до того, как она остынет(это крайне необходимое условие), заклёпки были изготовлены из мягкой низкокачественной стали. На это и указывает характер останков на дне - носовая и кормовая часть разрушились полностью, кроме палуб, которые также были заклёпаны паровым молотом, а цилиндрическая вставка корпуса относительно сохранила целостность до сих пор. Исследование заклёпок, поднятых из останков судна, а также образцы, взятые на верфи, подтвердили их склонность к хрупкому разрушению при низкой температуре.
Также сестринское судно, «Олимпик», 10 сентября 1911 года получило повреждения, когда при выходе из порта его правый борт в кормовой оконечности протаранил HMS «Хок». Нос крейсера был смят. Но повреждения «Олимпика» были гораздо более странными: повреждённые листы обшивки имели острые края и выглядели как разбитые стекла, что также свидетельствует о низкой прочности стали и её хрупкости, особенно при низкой температуре. Химические исследования образцов стали с верфи «Харлэнд и Вульф» показали высокие содержания фосфора и серы и низкое содержание марганца. Таким образом, что хотя качество судостроительной стали в то время в основном было низким, но качество стали, использованной на «Титанике» и «Олимпике», было низким даже для того времени.

## Принятые меры

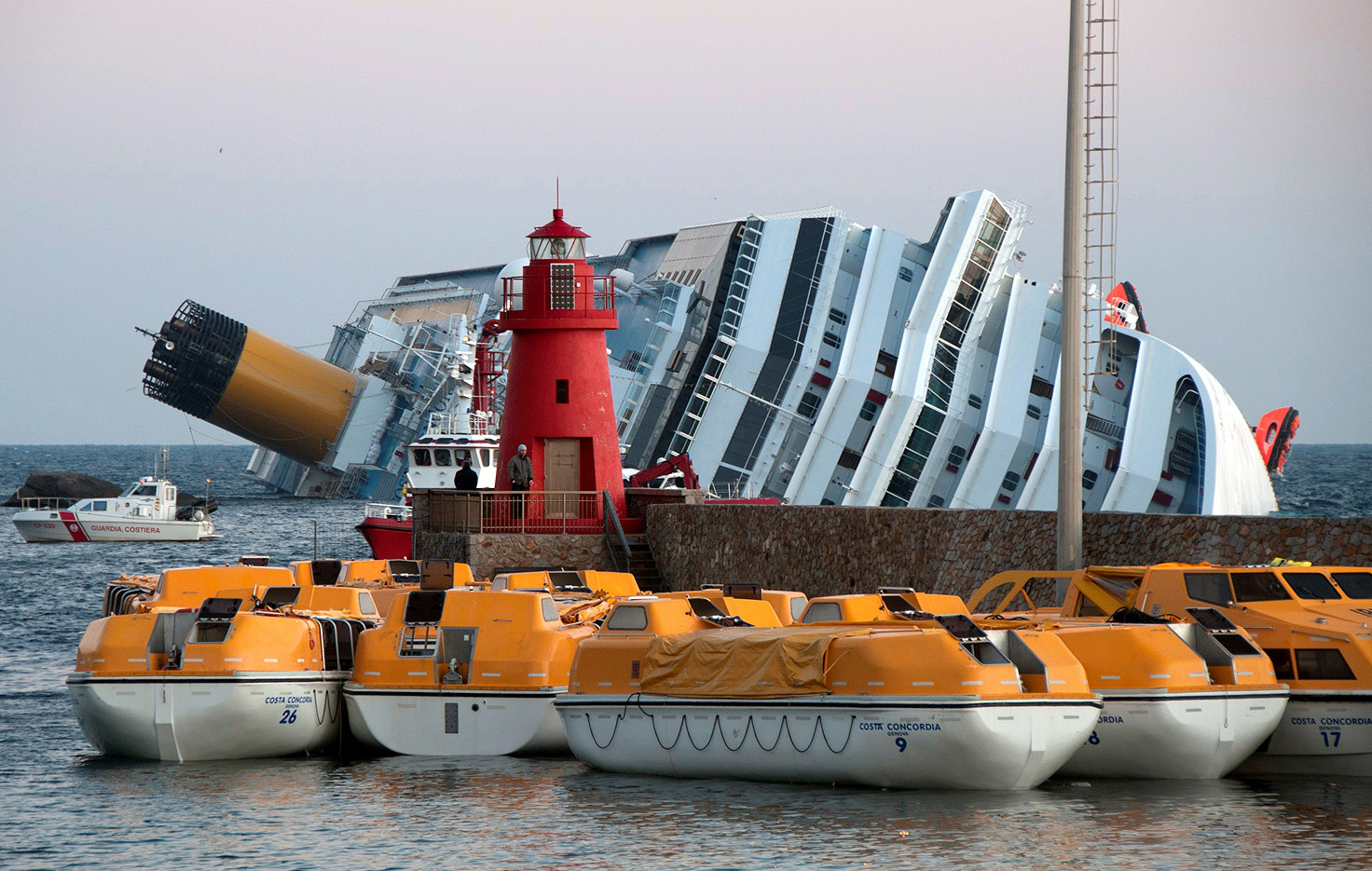
Благодаря полному укомплектованию современных судов шлюпками удаётся избежать большого количества жертв кораблекрушений. На фото шлюпки лайнера «Коста Конкордия», потерпевшего крушение 13 января 2012 года

После завершения расследования гибели «Титаника» комиссии по выяснению причин катастрофы дали многочисленные рекомендации для повышения уровня безопасности на море. Многие из этих рекомендаций вошли в Международную конвенцию по охране человеческой жизни на море, принятую в 1914 году. Действие конвенции распространяется на все суда, совершающие международные рейсы. Впредь все суда должны быть оснащены достаточным количеством шлюпок. Их количество стало высчитываться по числу человек на борту, а не по тоннажу судна, как до катастрофы. До гибели «Титаника» считалось, что плавучие льды не представляют большой опасности кораблям. Производители судов уделяли больше внимания возможным пожарам, штормам, столкновениям с другими судами и конструировали корабль таким образом, чтобы минимизировать ущерб от этих происшествий. Теперь во внимание стала приниматься угроза столкновения с айсбергом. Помимо этого, все судоходные компании должны были включить в свои инструкции пункт о том, что в случае, если по курсу или вблизи него обнаружен лёд, судно в сумерках обязано идти малым ходом или изменить курс так, чтобы обойти опасный район.
После крушения «Титаника» в 1912 году суда ВМС США стали следить за дрейфующими льдами и оповещать о них близлежащие корабли. Позже этим стала заниматься Береговая охрана США, а в 1914 году 14 стран учредили Международный ледовый патруль, задачей которого является мониторинг ледовой обстановки. Другим важным изменением правил морского судоходства было требование об обязательном наличии на судне радиотелеграфа и круглосуточном прослушивании радиоэфира. Комиссия США рекомендовала оснастить суда двумя прожекторами.

## Альтернативные версии

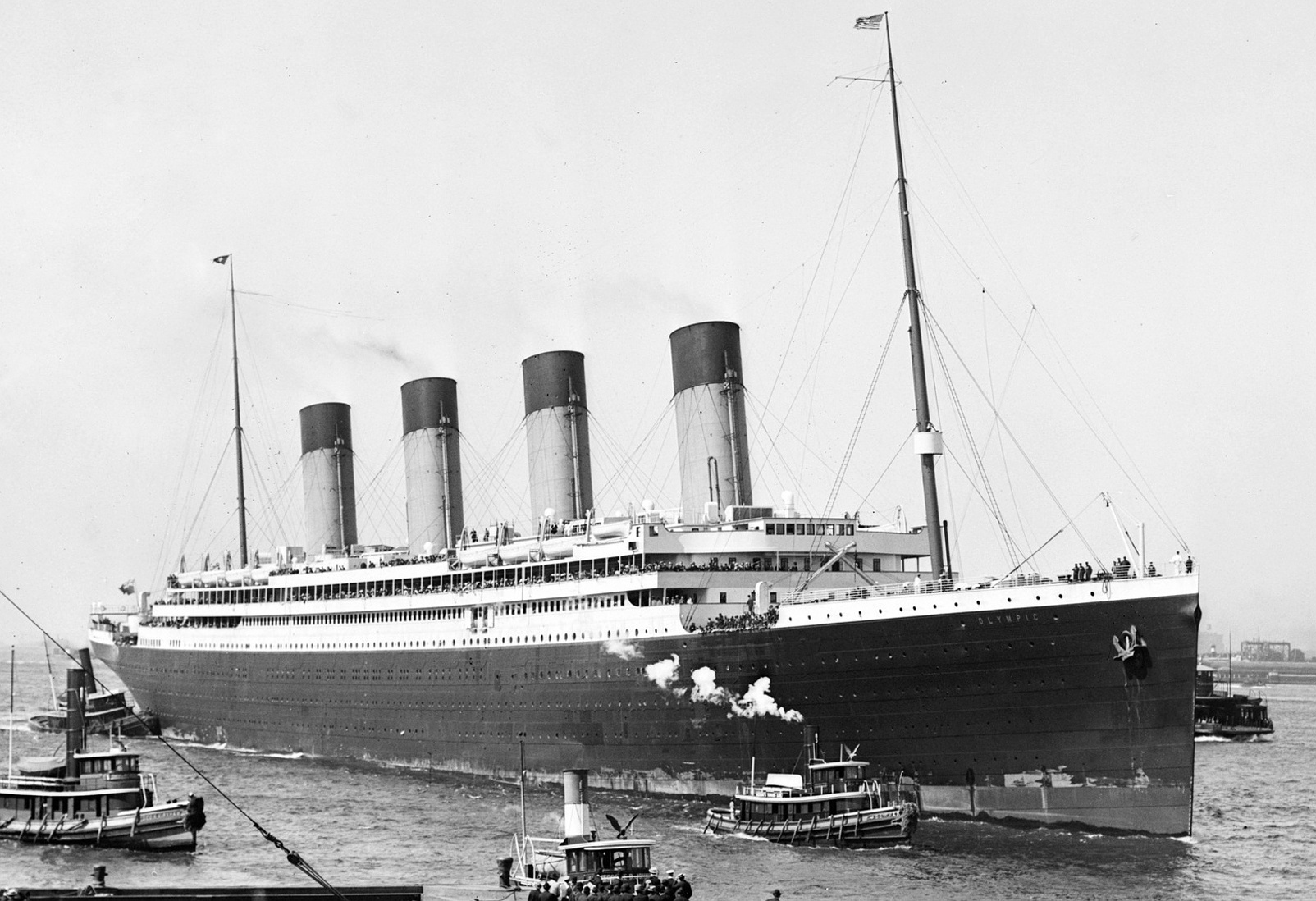
Пароход «Олимпик». Самое заметное отличие от «Титаника» — полностью незастеклённый променад палубы А, кроме того, на «Олимпике» отличались некоторые интерьеры и планировка нескольких помещений

Помимо основной версии крушения «Титаника» существуют десятки маргинальных теорий. Одна из наиболее распространённых — версия подмены «Титаника» близнецом «Олимпиком». Сторонники этой версии утверждают, что владельцы судоходной компании поменяли местами собратьев и заранее спланировали катастрофу «Олимпика» с целью получения больших страховых выплат. Несостоятельность этой теории подтверждают факты. «Титаник» и «Олимпик» хотя и были кораблями одного класса, тем не менее имели значительные отличия друг от друга. Чтобы перестроить «Олимпик» в «Титаник», потребовалось бы много времени и людей. Заставить всю жизнь молчать об этом сотни человек едва ли было по силам судовладельцам. Против этой версии говорят рассказы пассажиров и членов экипажа злополучного рейса: пассажиры вспоминали запах свежей краски, а кочегары — идеальную чистоту в котельных, в то время как «Олимпик» эксплуатировался уже почти год. Экспедиции к обломкам обнаружили на дне детали с выгравированными на них номером 401 — серийным номером «Титаника» («Олимпик» имел номер 400). Возможность подстроить столкновение очень маловероятна, а очередная авария ещё больше повредила бы репутации компании «Уайт Стар Лайн». Также существуют теории мирового заговора и торпедирования немецкой подводной лодкой, последнее невозможно хотя бы потому, что подлодки в то время не обладали достаточной автономностью, чтобы выходить в открытый океан.
В январе 2017 года была опубликована версия журналиста Шенан Молони, 30 лет посвятившего исследованию трагедии. Согласно его версии, ещё за три недели до рейса в угольных бункерах «Титаника» произошёл серьёзный пожар. Высокая температура ослабила прочность обшивки, и именно это явилось причиной разрушения корпуса при столкновении с айсбергом. Однако данная версия основана всего лишь на размытых фотографиях, а также на догадках самого Шенана Молони, и не нашла своего подтверждения.

## Память
В память о крушении «Титаника» в разных странах установлены десятки памятников и мемориальных досок. По инициативе Маргарет Браун в 1913 году на Манхэттене в память о тех, кто погиб на «Титанике», был возведён 18-метровый маяк. 22 апреля 1914 года в Саутгемптоне торжественно открылся памятник 35 членам машинной команды, самоотверженно боровшимся с водой на протяжении двух часов. Монумент представляет собой стену с высеченными на ней 35 именами инженеров-механиков. В центре мемориала — барельефы, изображающие механиков «Титаника» за работой, венчает композицию бронзовая фигура крылатой богини Ники, которая стоит на носу корабля и держит венки, широко раскинув руки. В центральной городской библиотеке Саутгемптона была установлена мемориальная доска в память о погибших музыкантах «Титаника».
В 1916 году ещё один памятник членам машинной команды «Титаника» был установлен в Ливерпуле. В 1920 году в Белфасте на средства горожан, родственников погибших, сотрудников верфи «Харленд энд Вулф» и компании «Уайт Стар Лайн» был возведён памятник всем жертвам крушения «Титаника». На вершине пьедестала установлена каменная скульптура женщины, олицетворяющей смерть или судьбу, она держит лавровый венок над головой тонущего среди русалок моряка.
В Вашингтоне на средства американок был построен памятник героически погибшим на «Титанике» мужчинам. Участвовать в акции по сбору денег могли исключительно женщины, причём каждая могла внести только один доллар, чтобы дать возможность как можно большему числу американок выразить таким образом свои чувства. Вскоре было собрано более 25 000 долларов. Монумент представляет собой шестиметровую фигуру полуобнажённого мужчины с разведёнными как на кресте руками. Скульптура установлена на десятиметровом постаменте, надпись на котором гласит: «отважным мужчинам „Титаника“, которые пожертвовали собой ради спасения женщин и детей».
Увековечена память некоторых конкретных личностей. В 1914 году в Личфилде был открыт бронзовый памятник капитану Эдварду Смиту. В 1915 году в Комбере завершилось строительство мемориального холла в память о Томасе Эндрюсе. В Нью-Йорке установлены памятники супругам Штраусам, Уильяму Стеду и радистам.
Различными экспедициями к обломкам «Титаника» на дне были оставлены мемориальные доски. Глубоководные аппараты устанавливали их на останках капитанского мостика и палубы кормовой надстройки. В 2001 году с борта ГОА «Мир» около кормовой части лайнера была возложена медная роза, увековечивающая память Томаса Эндрюса. Ежегодно с 1914 года с борта корабля или самолёта Международного ледового патруля на месте катастрофы возлагают цветы. 8 апреля 2012 года из Саутгемптона в Нью-Йорк тем же маршрутом, что и «Титаник», отправилось судно «Балморал». В ночь на 15 апреля лайнер прибыл на место крушения. На борту состоялась панихида и церемония возложения трёх венков, в которой приняли участие и несколько потомков пассажиров «Титаника».

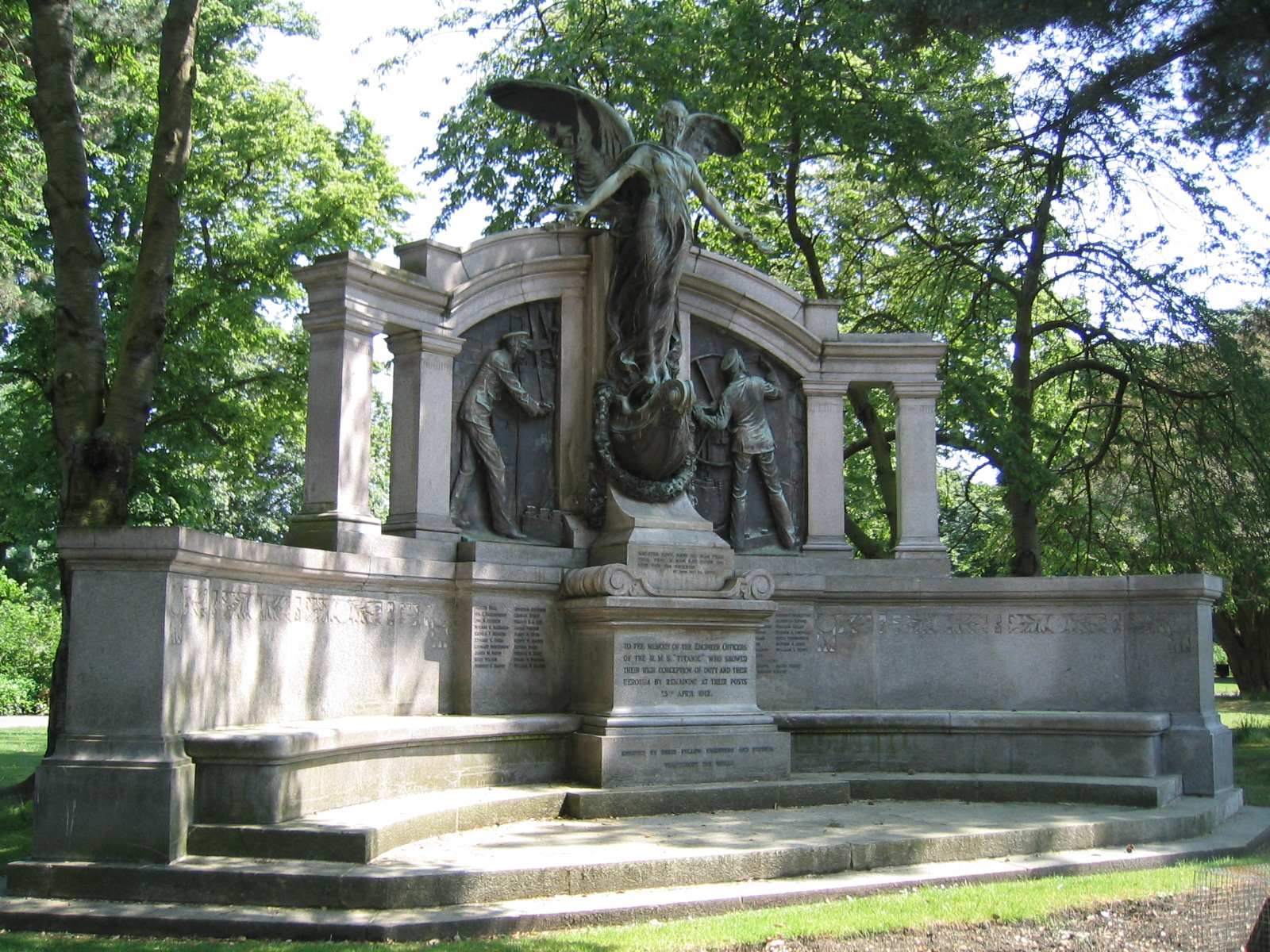
Монумент в Саутгемптоне в память о 35 погибших механиках
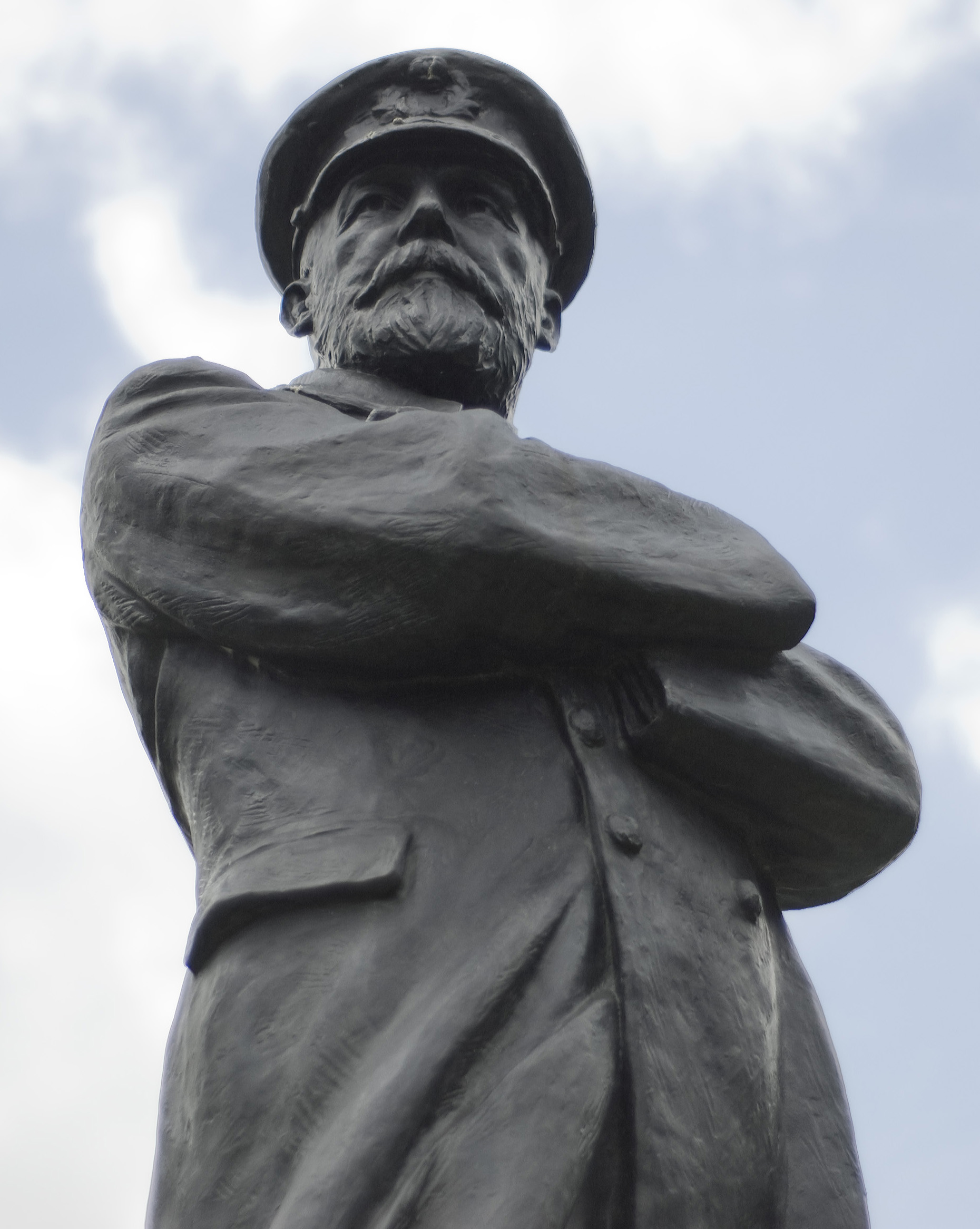
Памятник капитану Эдварду Смиту в Личфилде
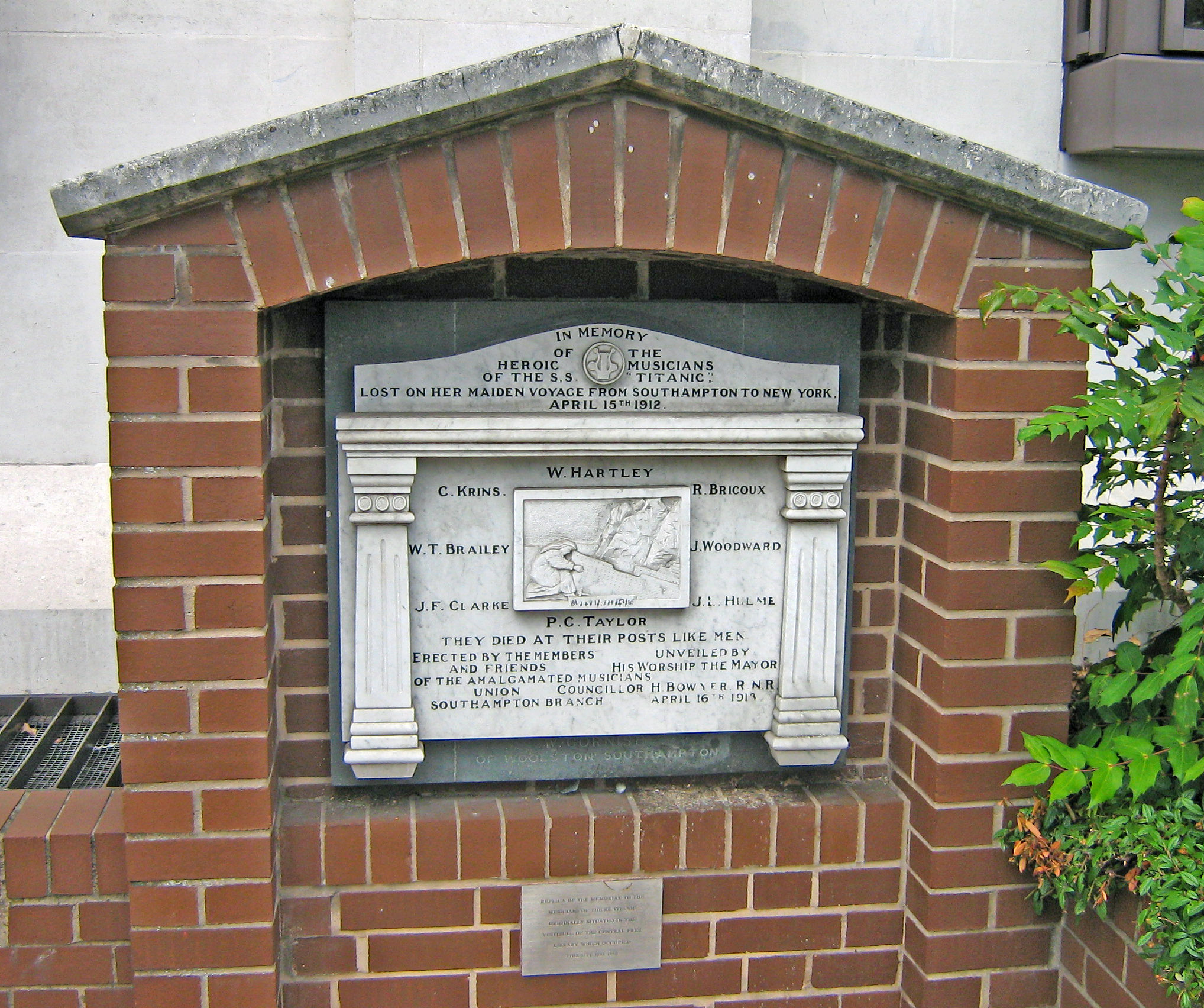
Памятная доска оркестру «Титаника» в Саутгемптоне
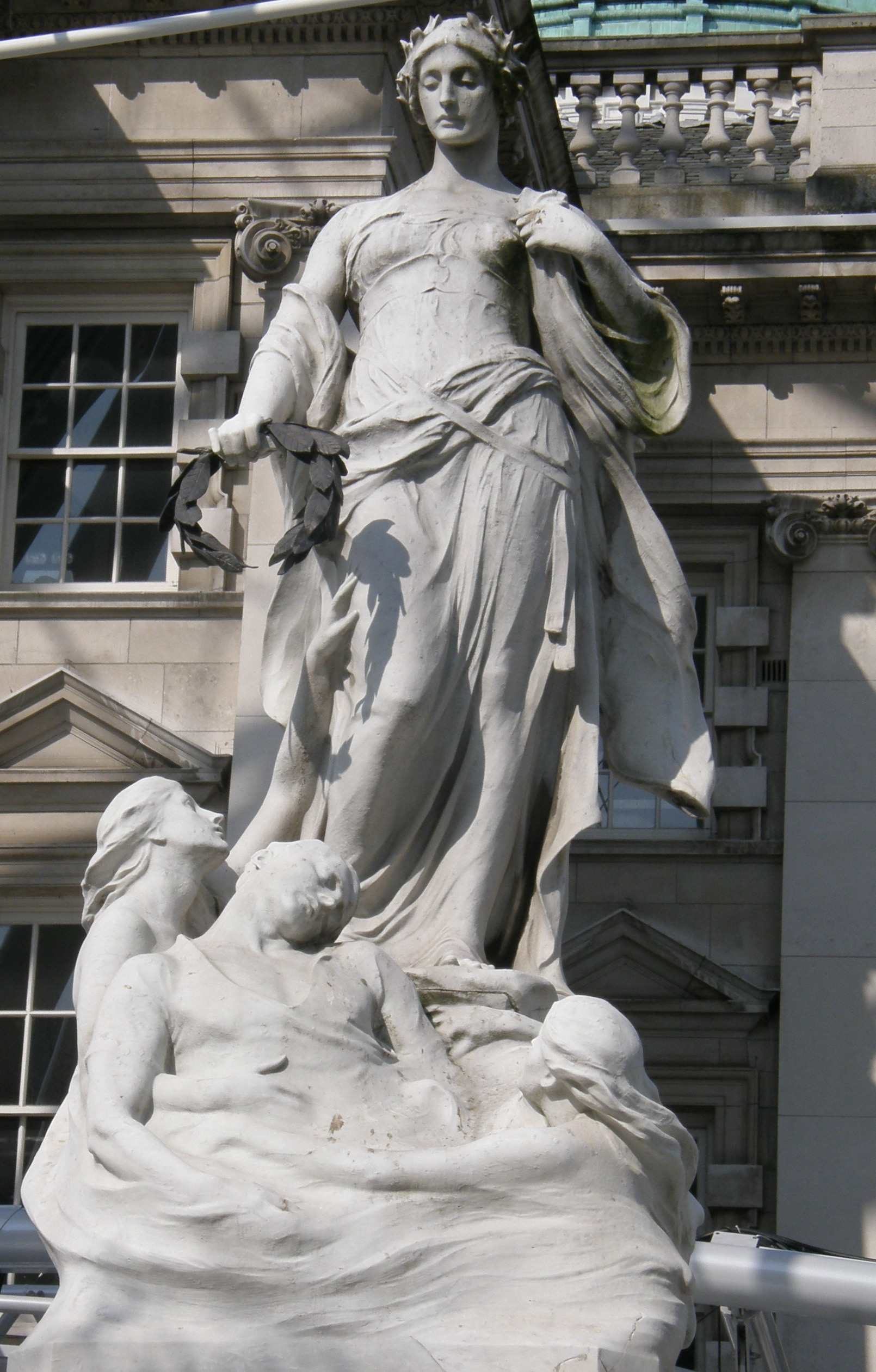
Памятник жертвам «Титаника» в Белфасте

## Обломки

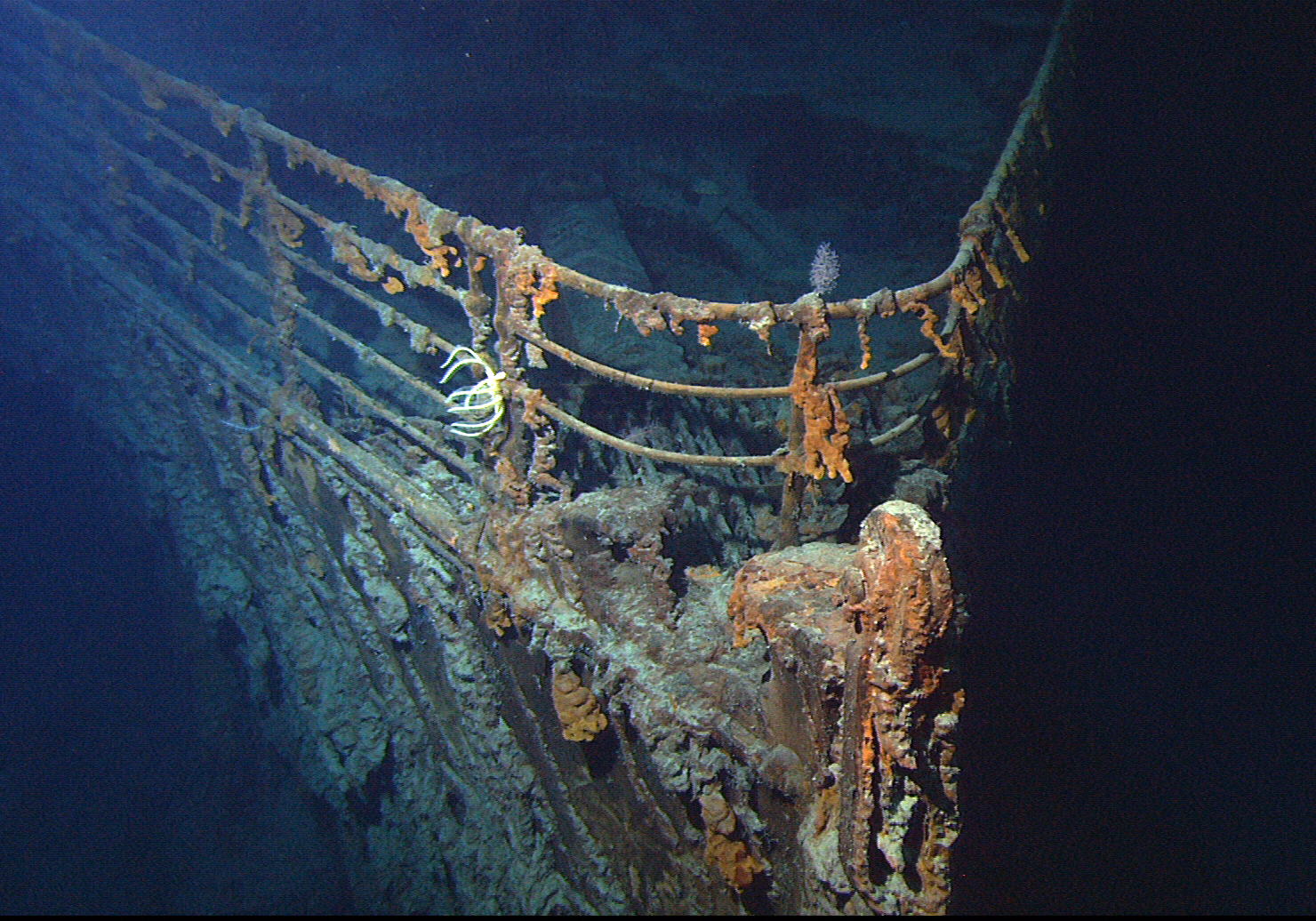
Нос «Титаника» в 2004 году

Носовая часть длиной 140 м достигла дна всего за несколько минут. Под углом 45° она ударилась о дно со скоростью 40-48 км/ч. В результате, киль в носовой части ушёл в донный ил на 20 м, палубы в задней части у места разлома сложились одна на другую, а борта выгнулись наружу. Корма опускалась на дно по спиралевидной траектории. От громадного напора воды, которая поступала в незатопленные отсеки и помещения, корму буквально разорвало на части ещё до падения на дно: отлетела обшивка корпуса, отслоилось палубное покрытие, отвалилось двойное дно, полностью разрушились верхние палубы. Корма упала приблизительно в 600 м от носовой части. Киль кормовой части ушёл в ил на 15 м. На протяжении нескольких часов на дно в непосредственной близости от кормы опускались более лёгкие обломки, которые отлетели от неё при погружении. Обломки лайнера покоятся на глубине 3750 м. Впервые «Титаник» был обнаружен в 1985 году экспедицией Роберта Балларда.

## Отражение события в массовой культуре
Гибель «Титаника» спустя десятки лет остаётся одной из самых известных катастроф. Драматичные события, которые развивались на борту лайнера в ночь с 14 на 15 апреля 1912 года, легли в основу многих романов и художественных фильмов. Интерес к судьбе этого судна не ослабевает и по сей день, о «Титанике» написаны десятки книг, снято множество документальных фильмов. Крушение «Титаника» вдохновляет и многих художников. Гибель в первом же плавании «непотопляемого» лайнера привлекает людей по всему миру. Джеймс Кэмерон, режиссёр художественного фильма «Титаник», так объяснил неугасающий интерес к катастрофе:

История «Титаника» продолжает завораживать нас потому, что это — великий роман, написанный реальностью. Ни один писатель не мог бы придумать лучше… Противопоставление богатых и бедных, мужчин и женщин, доигравших свои роли до конца (женщины в первую очередь), стоицизм и благородство ушедшей эпохи, величие прекрасного корабля, столкнувшегося с человеческой глупостью, ввергнувшей его в ад.

### В живописи
Спустя всего месяц после катастрофы немецким художником-графиком Вилли Штёвером была создана чёрно-белая иллюстрация «Гибель Титаника» для журнала Die Gartenlaube («Беседка»). На ней изображены последние минуты «Титаника» перед погружением. Несмотря на ряд неточностей (многочисленные айсберги вокруг, слишком высоко задранная корма, густой дым из четвёртой трубы, которая выполняла функции вытяжного вентилятора), это одна из известнейших и самых узнаваемых картин, посвящённых катастрофе «Титаника».
На сегодняшний день наиболее известным художником, посвятившим значительную часть своего творчества «Титанику», является американский живописец Кен Маршалл. Особое место в его творчестве занимает тема крушения «Титаника». Многим его картинам присуща почти фотографическая точность.

### В литературе
Крушению «Титаника» посвящено множество литературных произведений как документальных, так и с художественным вымыслом. Множество книг было выпущено в первый же год после катастрофы. Авторами многих из них были очевидцы крушения: Лоренс Бизли «Гибель парохода „Титаник“», Арчибальд Грейси IV «Правда о Титанике» и «Титаник: Рассказы выживших», Чарльз Лайтоллер «Титаник и другие корабли» (главы 31-35). В этих книгах авторы описывают то, что пришлось пережить им в ночь на 15 апреля на борту «Титаника».
Множество книг о катастрофе были написаны различными историками и исследователями. Так, в 1955 году американский историк Уолтер Лорд, тщательно изучив архивы судов с протоколами показаний уцелевших свидетелей катастрофы, и, кроме того, установив связь с 63 здравствовавшими на тот момент пассажирами и членами экипажа, создал первый по-настоящему увлекательный и исторически достоверный труд «Незабываемая ночь» (или «Последняя ночь») («A Night to Remember»), ставший признанным бестселлером, выдержавшим свыше 10 переизданий. В 1989 году чехословацкий исследователь Милош Губачек, основываясь на протоколах следственной комиссии Великобритании и следственного подкомитета сената США по расследованию трагедии и газетных публикациях, написал документальную книгу «Титаник». В ней значительное место автор уделил хронологии крушения, спасательной операции и судебному разбирательству.

### В кинематографе

#### Художественные фильмы и сериалы
Катастрофа «Титаника» легла в основу сюжетов многих художественных и документальных фильмов. Спустя ровно месяц после крушения, 14 мая 1912 года вышел немой десятиминутный художественный фильм «Спасшаяся с „Титаника“». Главную роль в нём исполняла американская актриса Дороти Гибсон, которая была пассажиркой «Титаника», в роковую ночь она спаслась в шлюпке № 7. По прибытии в США Гибсон сразу взялась за написание сценария к фильму. В 1943 году по заказу Йозефа Геббельса, рейхсминистра народного просвещения и пропаганды нацистской Германии, был снят пропагандистский фильм «Титаник». Главной идеей фильма была попытка дискредитировать капиталистические отношения Великобритании и США.
Первым фильмом о трагическом плавании «Титаника», который удостоился премии «Оскар» (за лучший оригинальный сценарий), был «Титаник» американского режиссёра Жана Негулеско, выпущенный в 1953 году. По сюжету, на борту «Титаника» разыгрывается семейная драма между женой, мужем и их детьми. После того, как отношения налаживаются, лайнер врезается в айсберг и начинает тонуть. Членам семьи приходится разлучиться, сын и отец остаются на тонущем корабле и впоследствии погибают.
В 1958 году вышел фильм «Гибель „Титаника“» (оригинальное название «Незабываемая ночь», англ. A Night to Remember) — документальная кинодрама, экранизация документально-исторической книги Уолтера Лорда «Последняя ночь „Титаника“» (оригинальное название «Незабываемая ночь»). Режиссёром фильма стал Рой Уорд Бейкер. Съёмки картины проходили в Великобритании. При постройке декораций были использованы чертежи корабля, в качестве консультантов выступили четвёртый офицер «Титаника» Джозеф Боксхолл и коммодор «Кунард Лайн» Гарри Греттидж.
В 1979 году вышел англо-американский телефильм, в российском показе называвшийся «Спасите „Титаник“», «Титаник» или «S.O.S. с „Титаника“» (оригинальное название — S. O. S. Titanic), реалистично показавший плавание и крушение «Титаника», а также судьбы и переживания нескольких групп его пассажиров разных классов. 

Кадр из фильма 1997 года «Титаник»

Одним из наиболее приближённых к реальности художественных фильмов о «Титанике» является одноимённая картина Джеймса Кэмерона, вышедшая на экраны в 1997 году. «Титаник» получил 11 премий «Оскар» (включая награду за лучший фильм года), на протяжении 12 лет удерживал звание самого кассового фильма в истории кинематографа, собрав в общей сложности более 2,2 млрд долларов США. Перед началом съёмок режиссёр Джеймс Кэмерон совершил 12 погружений к обломкам лайнера и тщательно исследовал их. В написании сценария, подготовке декораций принимали участие такие специалисты по «Титанику», как член исторического общества «Титаник» Дон Линч, художник Кен Маршалл, историк и исследователь Паркс Стивенсон. Благодаря работе авторитетных экспертов, в фильме удалось воссоздать многие подлинные эпизоды плавания и крушения корабля. «Титаник» Кэмерона возродил интерес к истории лайнера. После его премьеры большим спросом стали пользоваться книги и выставки, посвящённые истории корабля.
К 100-летию катастрофы вышло сразу два телесериала: 4-серийный «Титаник» общей продолжительностью около 3 часов, а также 12-серийный «„Титаник“: Кровь и сталь» общей продолжительностью более 10 часов. При этом во втором из этих сериалов сама катастрофа не показана, действие заканчивается в день отплытия «Титаника».
Тема крушения «Титаника» затронута также в мультипликации. Гибель корабля легла в основу нескольких мультфильмов, в том числе «„Титаник“. Легенда продолжается», «Легенда „Титаника“», «В поисках „Титаника“». Отличительной стороной этих мультфильмов является весёлая подача произошедшего крушения, а также счастливый конец.
В мультфильме «Америка: Фильм» корабль и его крушение занимает не последнее место в сюжете, несмотря на тот факт, что его действие происходит в 1776 году.

#### Документальные
Помимо художественных, крушению «Титаника» посвящено много документальных фильмов. Некоторые из них были сняты американскими научно-популярными каналами «National Geographic» и «Discovery», среди них «Секунды до катастрофы: Титаник» (в этом фильме проверялась версия о некачественных заклёпках с высоким содержанием шлаков) и «Что потопило Титаник?». Канал «History» выпустил фильм «Непотопляемый Титаник». Ряд документальных картин вышел ко столетию крушения. На канале «National Geographic» вышел фильм «Заключительное слово с Джеймсом Кэмероном», в котором эксперты по «Титанику» во главе с режиссёром легендарного фильма тщательно анализируют съёмки обломков корабля на дне и пытаются с помощью них установить детальную хронологию гибели судна. Столетней годовщине трагедии посвящён и фильм канала «Россия-1» «Титаник», вторая серия которого целиком рассказывает о катастрофе.

### Как источник вдохновения
А. В. Злочевская считает, что именно крушение «Титаника» явилась главным импульсом для И. А. Бунина к написанию рассказа «Господин из Сан-Франциско», она пишет: «Слишком уж явны здесь типологические переклички между художественным текстом и его прообразом». Название парохода, «Атлантида», сфокусировало два «напоминания»: о месте гибели — в Атлантическом океане — мифического острова-государства, о котором упоминает Платон, и реального «Титаника».